# Châlons-en-Champagne
Pour les articles homonymes, voir Châlons.
Châlons-en-Champagne, anciennement Châlons-sur-Marne, est une commune française, chef-lieu du département de la Marne, en région Grand Est. Elle était également le chef-lieu de l'ancienne région Champagne-Ardenne jusqu'à sa fusion avec l'Alsace et la Lorraine le 1er janvier 2016. Châlons a toutefois conservé un hôtel de région.
Avec environ 45 000 habitants intra-muros, elle est  la 4e commune la plus peuplée de Champagne-Ardenne et la 9e du Grand Est. Châlons-en-Champagne est la ville-centre d'une communauté d'agglomération de plus de 80 000 habitants.

## Géographie

### Localisation
Châlons est bordée à l’ouest par la Marne, rivière qui se jette dans la Seine à la hauteur de Charenton-le-Pont, Alfortville et Ivry-sur-Seine au sud-est de Paris. En plein cœur de la Marne, la ville de Châlons se situe à une demi-heure au sud-est de Reims, ville la plus peuplée du département.

### Communes limitrophes
Les communes limitrophes sont L'Épine, Compertrix, Fagnières, Saint-Martin-sur-le-Pré, Saint-Memmie et Sarry.
| Saint-Martin-sur-le-Pré | Saint-Martin-sur-le-Pré | L'Épine      |
| Fagnières               | Châlons-en-Champagne    | Saint-Memmie |
| Compertrix              | Sarry                   | Sarry        |

### Hydrographie

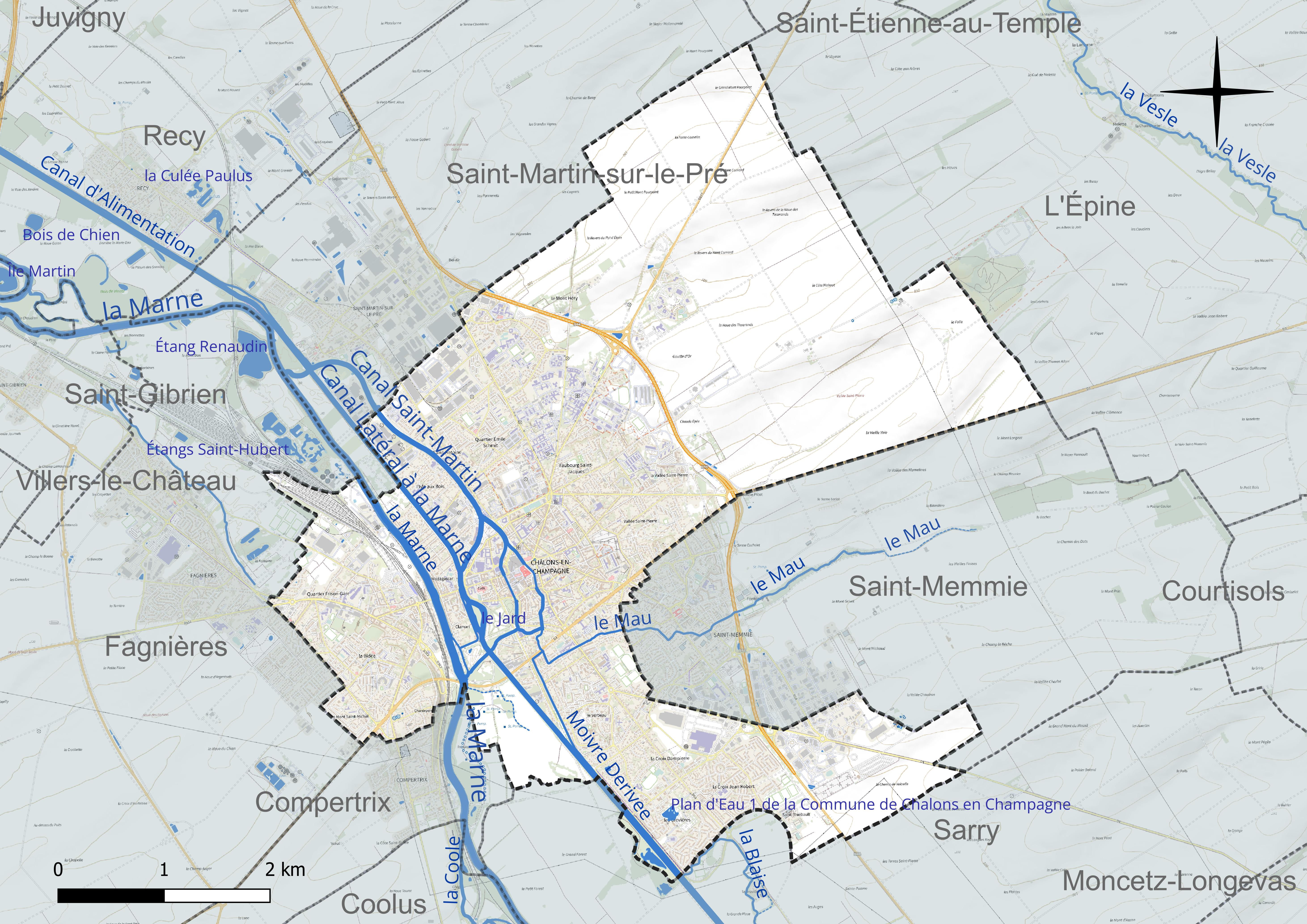
Réseau hydrographique de Châlons-en-Champagne.

La commune est dans la région hydrographique « la Seine de sa source au confluent de l'Oise (exclu) » au sein du bassin Seine-Normandie. Elle est drainée par la Marne, le canal latéral à la Marne, Moivre Derivee, le Mau, le canal latéral à la Marne, le canal Louis XII, le canal Saint-Martin, le Fossé 01 de la commune de Châlons-sur-Marne, divers bras du canal latéral à la Marne et divers autres petits cours d'eau,.
La Marne  prend sa source sur le plateau de Langres, dans la commune de Saints-Geosmes (Haute-Marne) et se jette dans la Seine entre Charenton-le-Pont et Alfortville (Val-de-Marne) dans le quartier de Charenton-le-Pont. Les caractéristiques hydrologiques de la Marne sont données par la station hydrologique située dans la commune. Le débit moyen mensuel est de 70,7 m3/s. Le débit moyen journalier maximum est de 483 m3/s, atteint lors de la crue du 27 janvier 2018. Le débit instantané maximal est quant à lui de 492 m3/s, atteint le 28 janvier 2018.
Le canal latéral à la Marne est un canal, chenal navigable de 67 km reliant Vitry-le-François à Mardeuil où il se jette dans la Marne.
La Moivre dérivée, d'une longueur de 12 km, prend sa source dans la commune de Vésigneul-sur-Marne et se jette  dans le Mau à Châlons-en-Champagne, après avoir traversé six communes.
Trois plans d'eau complètent le réseau hydrographique : le Jard (2,1 ha), le plan d'eau 1 de la commune de Chalons en Champagne (1,2 ha) et le plan d'eau 2 de la commune de Chalons en Champagne (1,7 ha),.

### Climat
Pour des articles plus généraux, voir Climat du Grand Est et Climat de la Marne.
En 2010, le climat de la commune est de type climat océanique dégradé des plaines du Centre et du Nord, selon une étude du Centre national de la recherche scientifique s'appuyant sur une série de données couvrant la période 1971-2000. En 2020, Météo-France publie une typologie des climats de la France métropolitaine dans laquelle la commune est exposée à un climat océanique altéré et est dans la région climatique  Nord-est du bassin Parisien, caractérisée par un ensoleillement médiocre, une pluviométrie moyenne régulièrement répartie au cours de l’année et un hiver froid (3 °C).
Pour la période 1971-2000, la température annuelle moyenne est de 10,5 °C, avec une amplitude thermique annuelle de 16 °C. Le cumul annuel moyen de précipitations est de 670 mm, avec 11,6 jours de précipitations en janvier et 8,5 jours en juillet. Pour la période 1991-2020, la température moyenne annuelle observée sur la station météorologique de Météo-France la plus proche, « Fagnières-Inra », dans la commune de Fagnières à 3 km à vol d'oiseau, est de 11,2 °C et le cumul annuel moyen de précipitations est de 632,3 mm. 
La température maximale relevée sur cette station est de 41,8 °C, atteinte le 25 juillet 2019 ; la température minimale est de −21 °C, atteinte le 6 janvier 1985,,.
| Mois                                  | jan.            | fév.             | mars           | avril         | mai             | juin           | jui.          | août           | sep.           | oct.          | nov.           | déc.            | année     |
| ------------------------------------- | --------------- | ---------------- | -------------- | ------------- | --------------- | -------------- | ------------- | -------------- | -------------- | ------------- | -------------- | --------------- | --------- |
| Température minimale moyenne (°C)     | 0,5             | 0,6              | 2,6            | 4,8           | 8,5             | 11,3           | 13,4          | 13,2           | 10,1           | 7,5           | 3,8            | 1,4             | 6,5       |
| Température moyenne (°C)              | 3,4             | 4,1              | 7,3            | 10,4          | 14,1            | 17,2           | 19,6          | 19,4           | 15,7           | 11,7          | 6,9            | 4,1             | 11,2      |
| Température maximale moyenne (°C)     | 6,2             | 7,6              | 12             | 16            | 19,7            | 23,1           | 25,9          | 25,6           | 21,2           | 16            | 10             | 6,7             | 15,8      |
| Record de froid (°C) date du record   | −21 06.01.1985  | −14,6 07.02.1991 | −12,4 01.03.05 | −5,2 11.04.03 | −0,7 08.05.1997 | 0,3 04.06.1991 | 4 22.07.1980  | 3,6 28.08.1979 | 0,8 17.09.1971 | −4 17.10.1992 | −13 24.11.1998 | −18 29.12.1976  | −21 1985  |
| Record de chaleur (°C) date du record | 15,9 05.01.1999 | 20,5 27.02.19    | 24,9 30.03.21  | 28,7 20.04.18 | 32,3 28.05.17   | 36,7 28.06.11  | 41,8 25.07.19 | 41,1 12.08.03  | 34,1 05.09.23  | 28,4 13.10.23 | 21,8 07.11.15  | 16,8 16.12.1989 | 41,8 2019 |
| Précipitations (mm)                   | 49,4            | 44,1             | 43,7           | 43,4          | 55,2            | 56,5           | 56,2          | 56,5           | 49             | 59,5          | 55,4           | 63,4            | 632,3     |

| Diagramme climatique                                  |            |           |           |             |              |              |              |            |           |           |            |
| J                                                     | F          | M         | A         | M           | J            | J            | A            | S          | O         | N         | D          |
| 6,20,549,4                                            | 7,60,644,1 | 122,643,7 | 164,843,4 | 19,78,555,2 | 23,111,356,5 | 25,913,456,2 | 25,613,256,5 | 21,210,149 | 167,559,5 | 103,855,4 | 6,71,463,4 |
| Moyennes : • Temp. maxi et mini °C • Précipitation mm |            |           |           |             |              |              |              |            |           |           |            |

Les paramètres climatiques de la commune ont été estimés pour le milieu du siècle (2041-2070) selon différents scénarios d'émission de gaz à effet de serre à partir des nouvelles projections climatiques de référence DRIAS-2020. Ils sont consultables sur un site dédié publié par Météo-France en novembre 2022.

## Urbanisme

### Typologie
Au 1er janvier 2024, Châlons-en-Champagne est catégorisée centre urbain intermédiaire, selon la nouvelle grille communale de densité à sept niveaux définie par l'Insee en 2022.
Elle appartient à l'unité urbaine de Châlons-en-Champagne, une agglomération intra-départementale regroupant cinq  communes, dont elle est ville-centre,,. Par ailleurs la commune fait partie de l'aire d'attraction de Châlons-en-Champagne, dont elle est la commune-centre,. Cette aire, qui regroupe 97 communes, est catégorisée dans les aires de 50 000 à moins de 200 000 habitants,.

### Occupation des sols

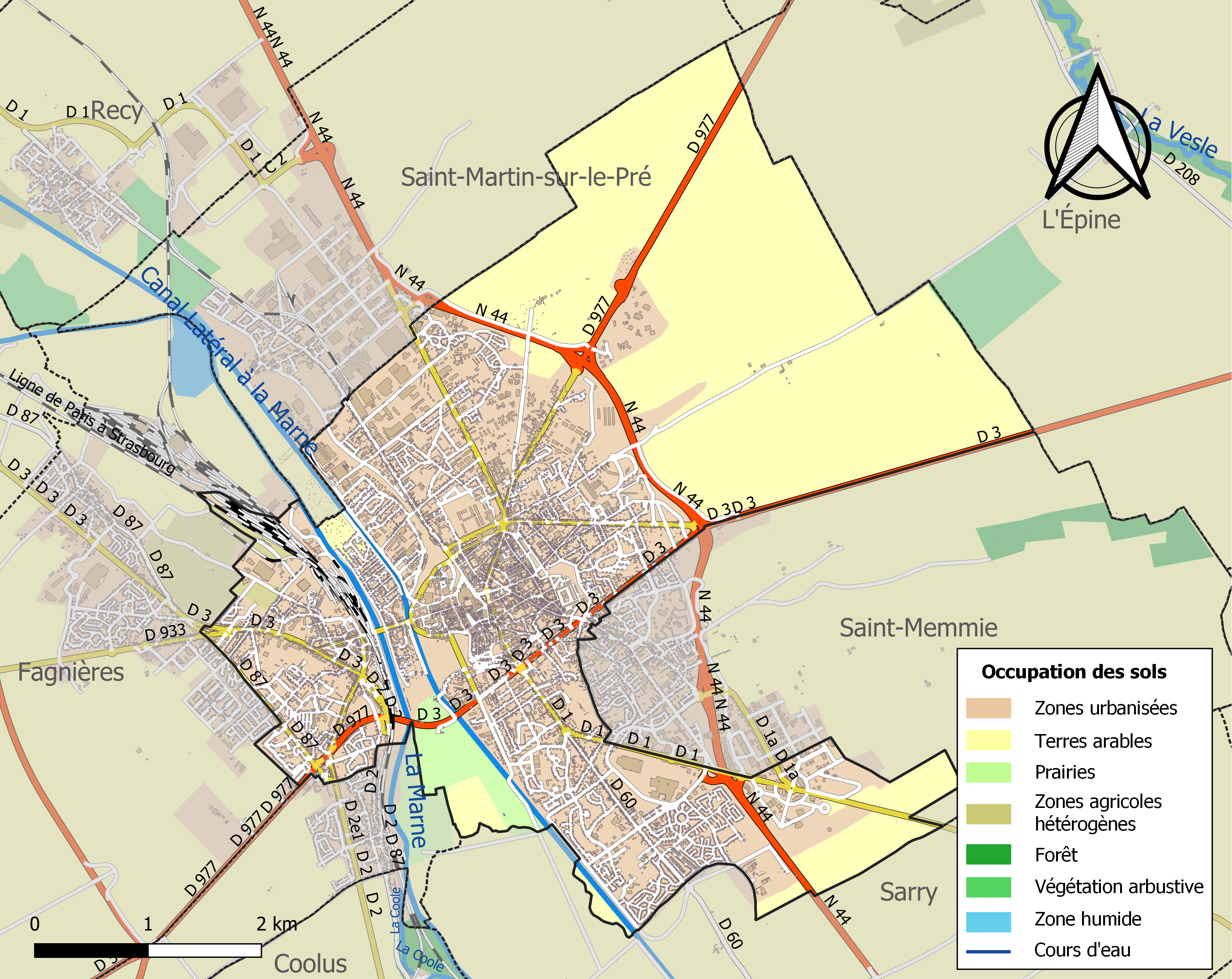
Carte des infrastructures et de l'occupation des sols de la commune en 2018 (CLC).

L'occupation des sols de la commune, telle qu'elle ressort de la base de données européenne d’occupation biophysique des sols Corine Land Cover (CLC), est marquée par l'importance des territoires artificialisés (55,1 % en 2018), en augmentation par rapport à 1990 (51,4 %). La répartition détaillée en 2018 est la suivante : terres arables (41,7 %), zones urbanisées (39,7 %), zones industrielles ou commerciales et réseaux de communication (14,2 %), prairies (2 %), espaces verts artificialisés, non agricoles (1,3 %), cultures permanentes (0,6 %), zones agricoles hétérogènes (0,6 %), milieux à végétation arbustive et/ou herbacée (0,1 %). L'évolution de l’occupation des sols de la commune et de ses infrastructures peut être observée sur les différentes représentations cartographiques du territoire : la carte de Cassini (XVIIIe siècle), la carte d'état-major (1820-1866) et les cartes ou photos aériennes de l'IGN pour la période actuelle (1950 à aujourd'hui).

### Voies de communication et transports

#### Transports

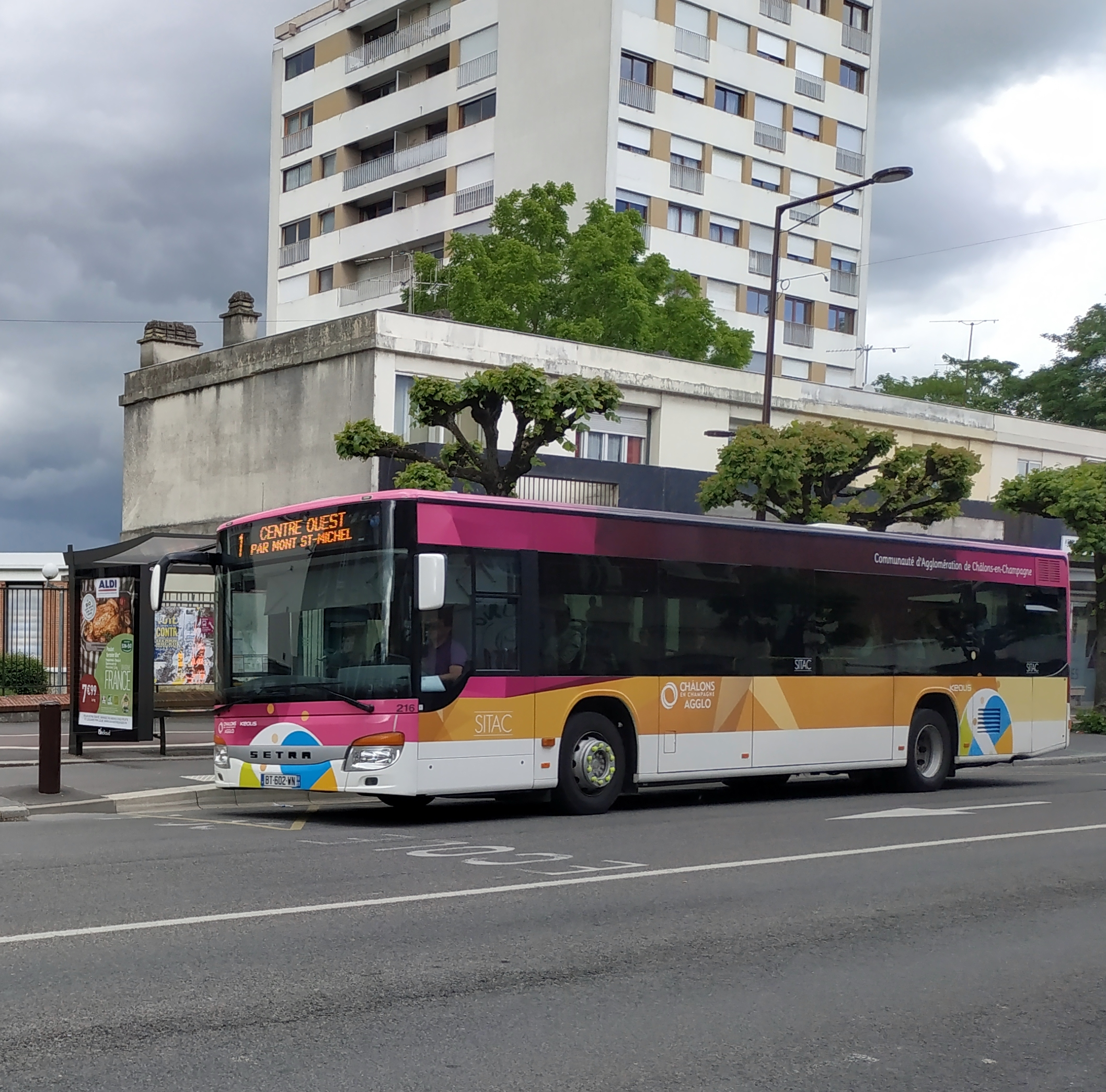
Autobus Setra S 415 NF SITAC en 2019.

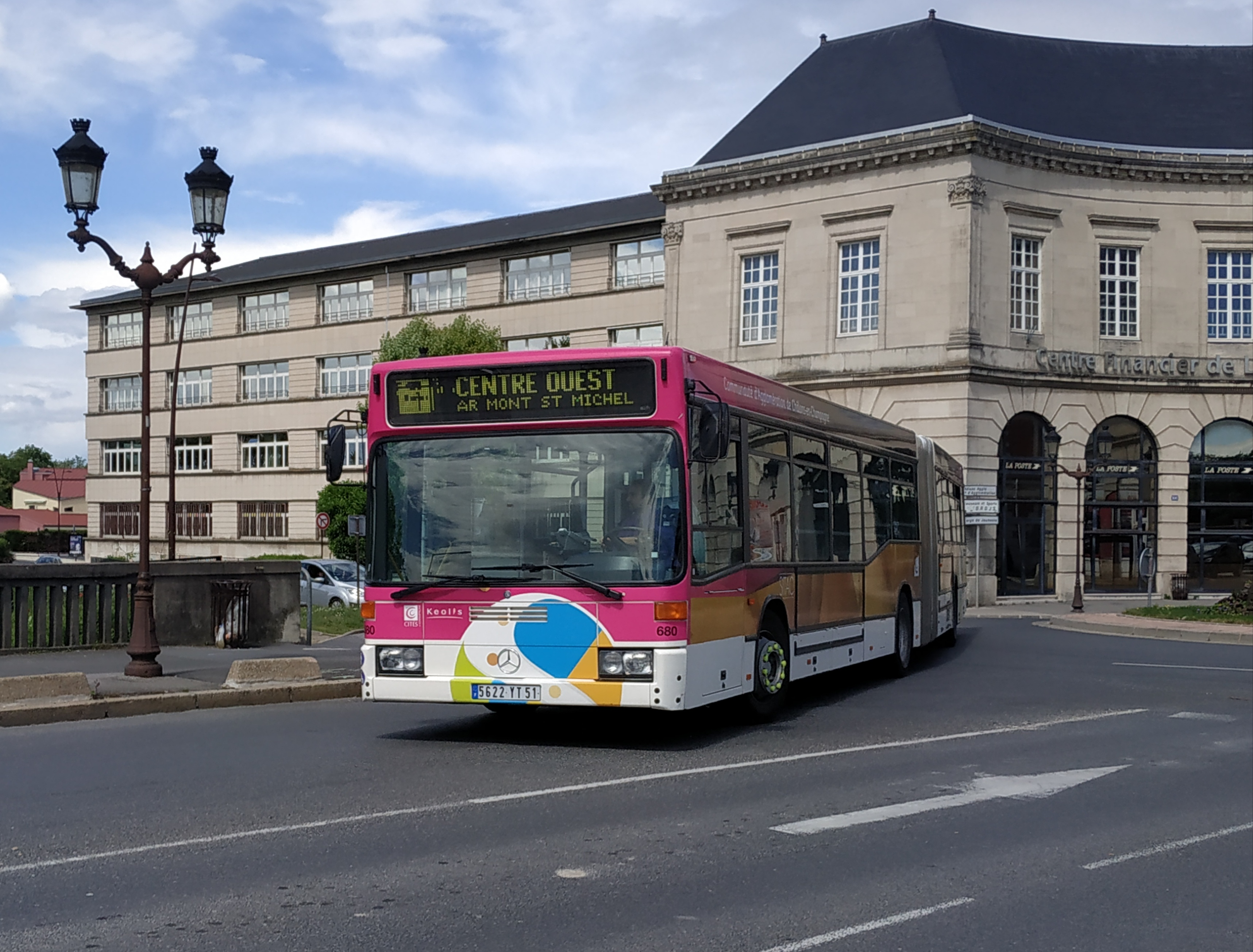
Autobus articulé Mercedes-Benz O 405 G sur la ligne 1, direction Centre-Ouest.

La ville de Châlons-en-Champagne est facilement reliée au reste du pays par les trains de la SNCF : Paris est à 1 h 32 en TER et 1 h 03 en TGV.
Châlons dispose aussi d'un aéroport international, l'aéroport de Châlons-Vatry.
Pour les déplacements urbains, le réseau SITAC fonctionne du lundi au samedi et est composé de sept lignes de jour, qui toutes, de jour et de soirée, passent par la place Monseigneur-Tissier :
- ligne 1 : Porte de Champagne - Gare SNCF - Place Tissier - Croix Dampierre - Patinoire ;
- ligne 2 : ZAC Mont Héry - Place Tissier - Croix Dampierre - Mont St-Michel - Porte de Champagne ;
- ligne 3 : Quartier Février - Vallée St-Pierre - Place Tissier - Croix Dampierre ;
- ligne 4 : Saint-Gibrien - Fagnières Beaux Regards- Gare SNCF - Place Tissier ;
- ligne 5 : Mont Héry - Place Tissier - Sarry - Moncetz-Longevas ;
- ligne 6 : Complexe Agricole - Mont de Suippes- Place Tissier - Les Madines ;
- ligne 7 : Coolus - Compertrix - Gare SNCF - Place Tissier - ZAC Mont Héry - Recy ;

Pour les déplacements périurbains, le réseau SITAC fonctionne du lundi au samedi et est composé de huit lignes :
- ligne A : Les Grandes Loges - La Veuve - Saint-Étienne-au-Temple - L'Epine - Châlons-en-Champagne ;
- ligne B : Isse - Condé - Aigny - Vraux - Juvigny - Châlons-en-Champagne ;
- ligne C : Lenharrée - Vassimont - Haussimont - Montépreux - Sommesous - Soudé - Dommartin - Léttrée - Bussy - Vatry - Soudron - Cheniers - Châlons-en-Champagne ;
- ligne D : Cherville - Jâlons - Aulnay - Matougues - Châlons-en-Champagne ;
- ligne E : Champigneul -  Pocancy - Thibie - Saint-Pierre - Villers-le-Château - Fagnières - Châlons-en-Champagne ;
- ligne F : Baconnes - Mourmelon le Grand - Mourmelon le Petit -  Livry - Bouy - Vadenay - Hilaire-au-Temple - Dampierre-au-Temple ;
- ligne G : Baconnes - Mourmelon-le-Grand - Mourmelon-le-Petit -  Livry - Bouy - Vadenay - Hilaire-au-Temple - Dampierre-au-Temple - Châlons-en-Champagne ;
- ligne 120 : Mourmelon-le-Grand - Mourmelon-le-Petit -  Livry - Bouy - Vadenay - Hilaire-au-Temple - Dampierre-au-Temple - Saint-Étienne-au-Temple - Châlons-en-Champagne.

Deux lignes circulent en soirée (un aller/retour toutes les heures de 20 heures à minuit les vendredis et samedis uniquement) couvrant la majorité des quartiers de l'agglomération châlonnaise :
- Cité Soirée 1 : Porte de Champagne - Gare SNCF - Place Tissier - Patinoire ;
- Cité Soirée 2 : ZAC Mont Héry - Schmit - Place Tissier - Saint-Memmie - Croix Dampierre - Patinoire.

Ces lignes Cité soirée ont été mises en place pour relier l'ensemble de l'agglomération de Châlons à la zone d'activités des Escarnotières où se trouvent un bowling, une boîte de nuit, plusieurs restaurants, un cinéma et une patinoire.

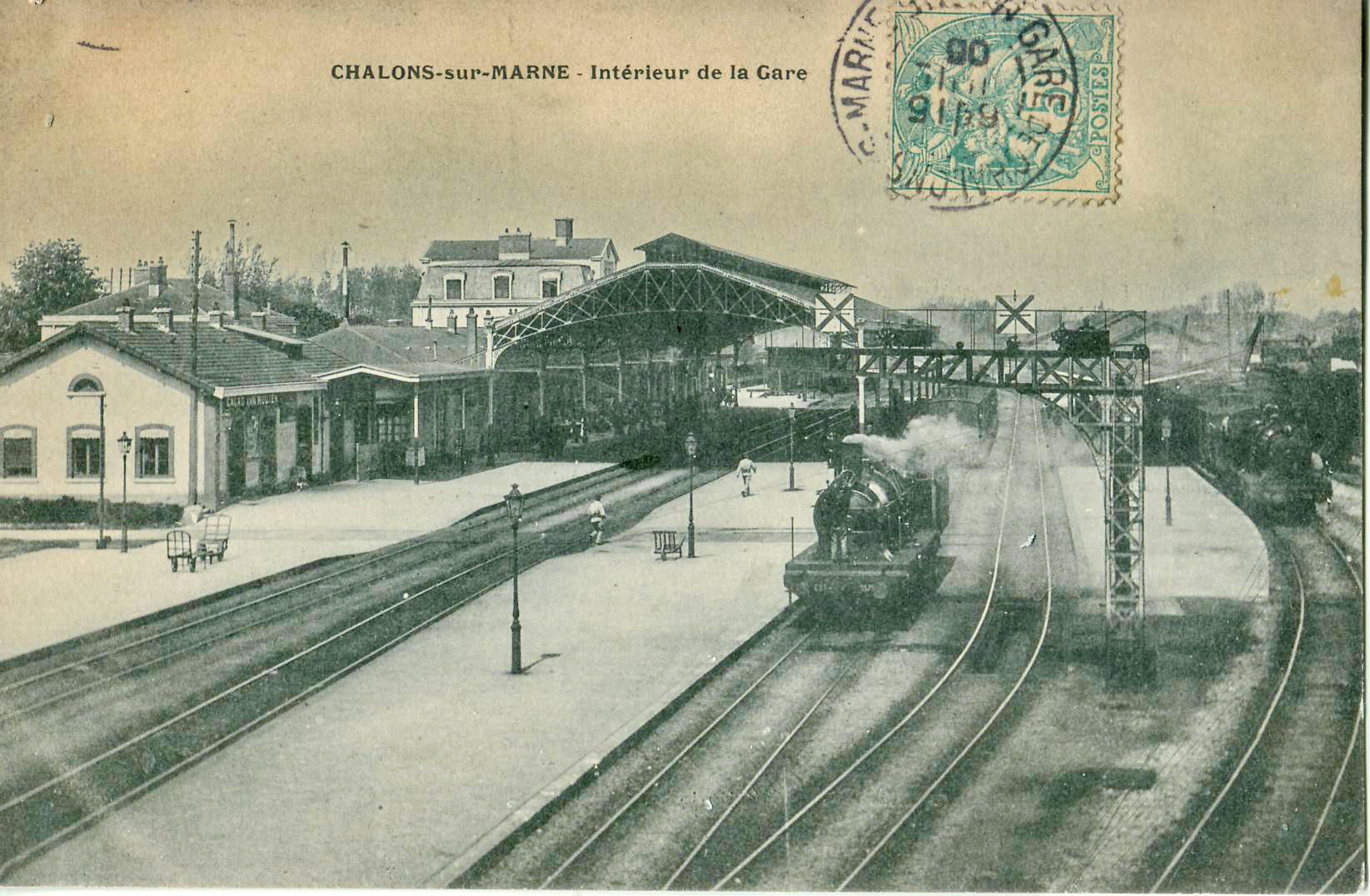
La gare de Châlons fut créée en 1846, facilitant ainsi les transports de personnes et de marchandises vers Paris.
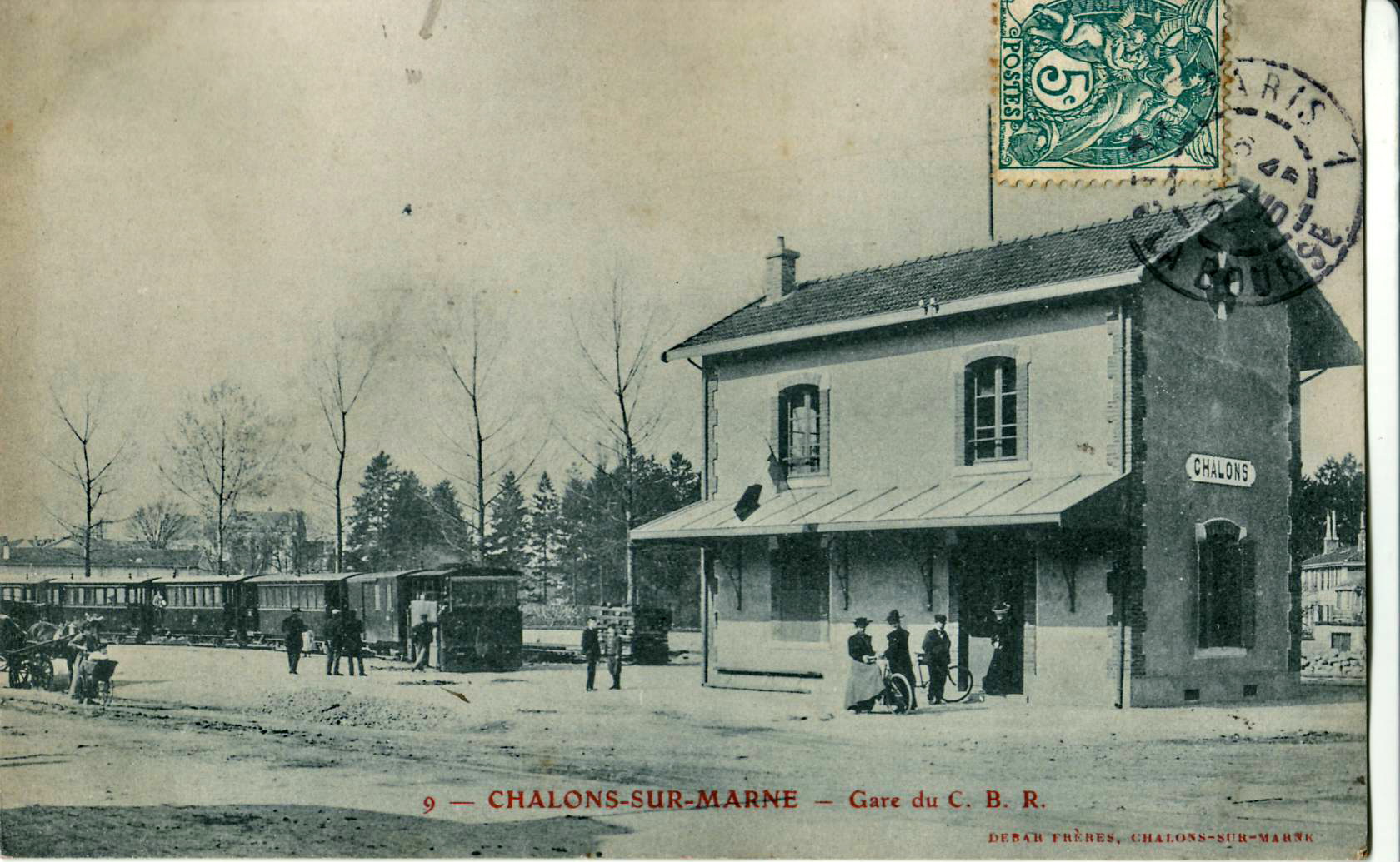
La ville fut également desservie par les chemins de fer de la Banlieue de Reims, une compagnie de chemin de fer secondaire à voie métrique qui la reliait à Reims de 1904 à 1939[23].
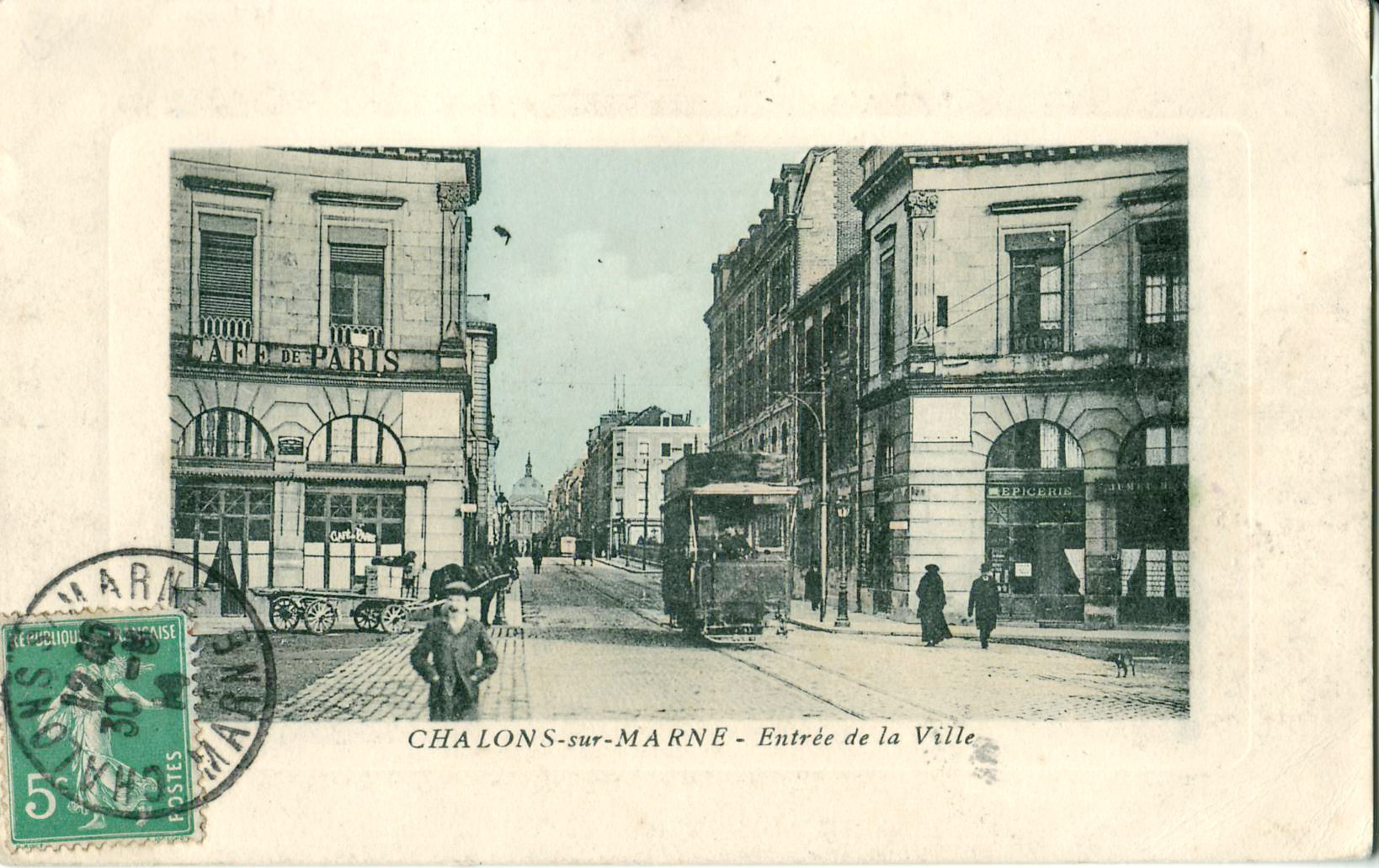
Le tramway de Châlons-sur-Marne desservait la ville, de 1897 à 1938. Il est l'ancêtre du réseau SITAC.
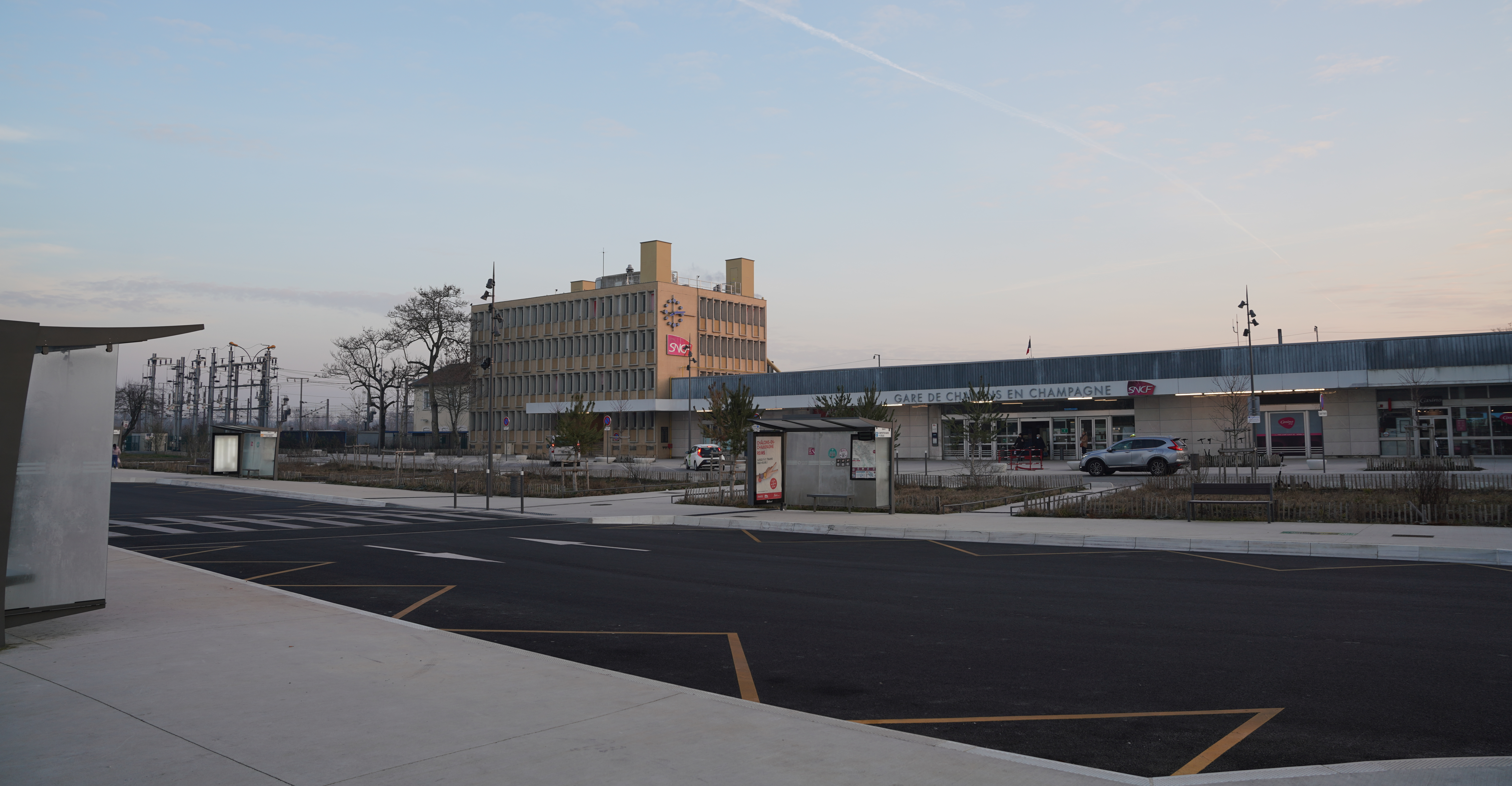
La gare de Châlons-en-Champagne en 2024.
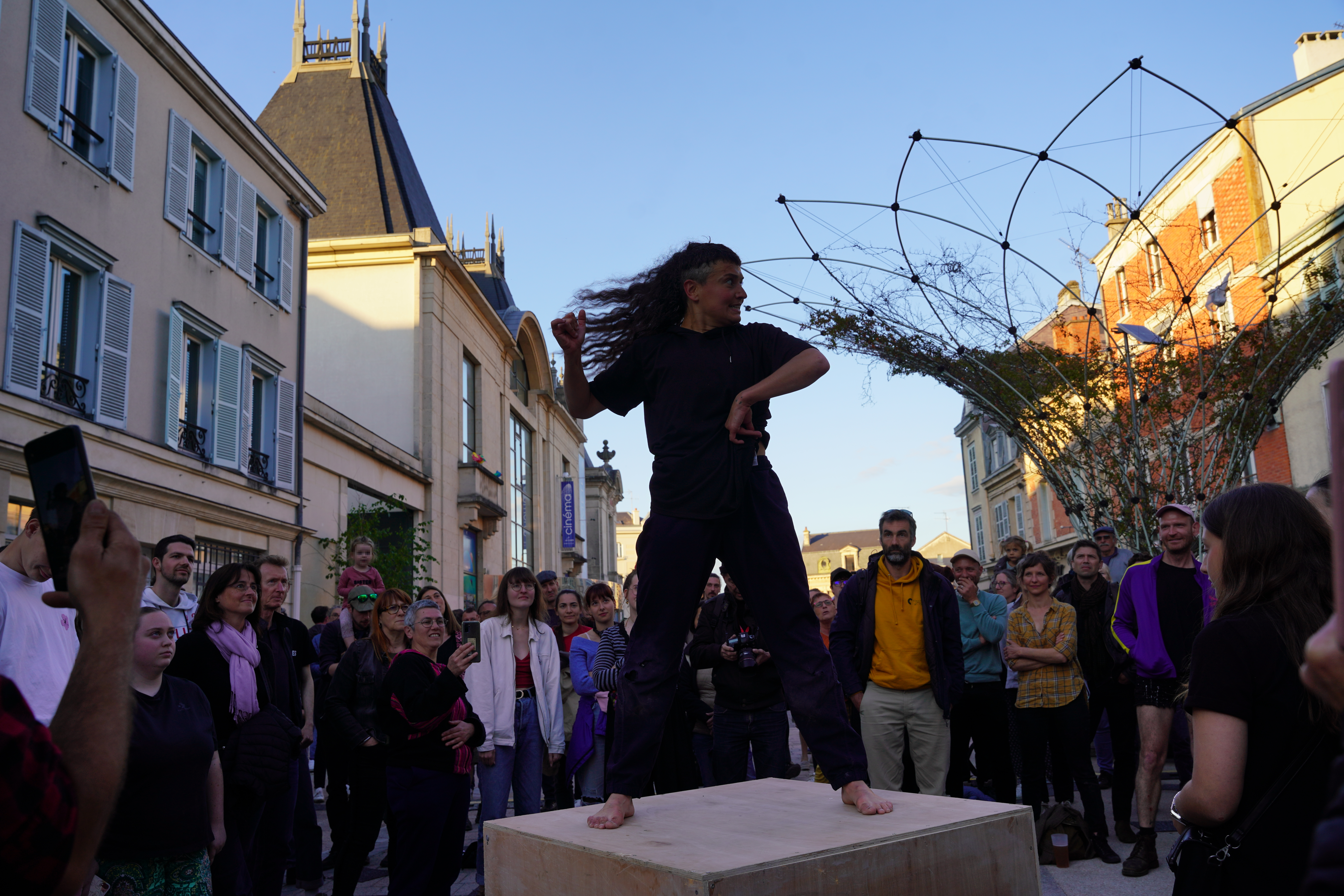
La Comète lors de Furies en 2024.

## Toponymie
Le nom de la localité est attesté sous les formes Durocatelauni au IIIe siècle ; Apud Catalaunos au IVe siècle ; Civitas Catuellaunorum fin du IVe siècle ; Catalaunicum castrum vers 834 ; Cadhellonica, Cadhellonensis, Cadelonensis urbs en 842 ; Catalaunica urbs vers 948 ; Cataloni vers 1045 ; Catalaunum 1113 ; Chatalaunensis moneta en 1148 ; Katalauni en 1151 ; Kathalanum vers 1200 ; Chatalaun en 1201 ; Chalon, Chaalons, Chaaluns, Chaelons vers 1222 ; Chaalonz en 1284 ; Chaalon en 1290 ; Chaluns, scilicet Cathalaunum fin du XIIIe siècle ; Chaallons en 1383 ; Chaallon en Champaigne en 1486 ; Chaallon en 1540 ; Chaslons en 1567 ; Châlons-en-Champagne en 1743.
Châlons tire son nom du peuple gaulois des Catalaunes, installés sur l'oppidum (enceinte défensive) de La Cheppe dit Camp d'Attila, à seize kilomètres au nord-est de Châlons.
Le déterminant sur Marne se substitue à celui de en Champagne sur les cartes[évasif]. Durant tout le XVIIIe siècle et jusqu'au début du XIXe siècle, les deux appellations cohabitent et ce n'est pas la Révolution qui aurait changé le qualificatif en Champagne en sur Marne. À partir des années 1980, un courant se dessine pour rendre à la ville son toponyme médiéval[réf. nécessaire] qu'elle retrouve le 29 décembre 1997.
Le changement de nom en Châlons-en-Champagne a été proposé[Par qui ?] en 1992 au maire. La décision du conseil municipal, de 1995, est annulée par le Conseil d'État pour vice de procédure, le 4 avril 1997, puis revotée l'année suivante,.
La ressemblance avec les autres Châlons et Chalon est fortuite, car ils n'ont pas la même étymologie.

## Histoire
Châlons est bordée à l’ouest par la Marne, rivière qui se jette dans la Seine à la hauteur de Charenton-le-Pont. Anciennement, elle charriait jusqu’à Paris, pour la ravitailler, bois et grains, vins et moutons, transportant les hommes aussi. Durant tout le Moyen Âge, les habitants des villages alentour travaillèrent à élever une enceinte de pierre enfermant les cent six hectares de la ville. Cette limite séparait deux mondes qui le jour seulement entraient en contact pour une survie réciproque. Autour de la ville emmurée, la Champagne offrait à la vue de l’observateur ses vastes surfaces planes, blanches de la craie de son sol, ses légères ondulations, ses rivières faiblement encaissées. Ses pentes étaient encore au XVIIIe siècle recouvertes de pieds de vigne.
Carrefour des échanges ; étape du commerce lointain ; relais des pouvoirs royaux et seigneuriaux en pays avancé près de l’ennemi germanique, « car ycelle ville […] est assise en frontiere sur les pays d’Allemagne, de Barrois et d’autres estranges pays » ; place forte qui à toutes les époques dut malgré elle abriter une garnison ; ville de petite industrie drapante ; capitale d’une grosse région agricole : Châlons-en-Champagne tint jusqu’au XIXe siècle et tient encore aujourd’hui nombre de ces fonctions. La naissance de Châlons a été, comme il se doit, illustrée par des mythes sans nombre et de jolies images. L’un de leurs auteurs cherchant à expliquer l’implantation première près des bras de la Marne, écrivit que « Châlons comme Lutèce serait sortie de la boue ».
Cette ville moyenne marnaise est préfecture du département et de région, où elle est en position centrale. Siège des intendants de Champagne sous l'Ancien Régime, elle est devenue la préfecture par la volonté des révolutionnaires d'effacer l'importance historique de Reims, ville des sacres.
Capitale politique et religieuse, dominée par l’évêque-comte et les chanoines du chapitre Saint-Étienne, peuplée de clercs et d’officiers de plus en plus nombreux au fur et à mesure que progressait le XVIe siècle, Châlons fut aussi une capitale économique grâce à la draperie et la tannerie. Dès l’époque moderne, elle prit le visage qu’elle a gardé jusqu’à nos jours ; de ville drapière, elle devint ville praticienne, administrative, dans une région où l’économie demeura profondément liée à l’activité agricole.

### Préhistoire
Si une présence humaine y est attestée dès l’époque néolithique, l’archéologie de son sol prouve l’existence d’une garnison de cavaliers dalmates, peut-être dès la fin du IIIe siècle de notre ère.

### Antiquité
Au croisement de la Marne et de la Via Agrippa, les Romains menacés sur leurs frontières créèrent le site de Châlons en tant que chef-lieu d’une civitas. La première bataille des champs Catalauniques (274), dite bataille de Châlons, opposa les forces romaines de l'empereur Aurélien contre celles de l'empereur des Gaules Tetricus. La victoire d'Aurélien entraîna le retour définitif à Rome de la Gaule.
Point stratégique situé à la rencontre de plusieurs bras de la Marne (rivière facile à traverser) et d’une route menant de Lyon à Boulogne, la ville survécut à l’effondrement du monde romain grâce à ses évêques. Faute de sources fiables, il est aussi difficile de retracer l’époque gallo-romaine que la période de la première évangélisation ; néanmoins les historiens s’accordent à voir en saint Memmie (320-340) le missionnaire de la région et le premier évêque de la Civitas Catalaunorum. Ainsi la création du diocèse de Châlons suivit-elle la paix religieuse de Constantin.
En 451 eut lieu, à un emplacement mal déterminé, la deuxième bataille des champs Catalauniques qui vit s'opposer Aetius et son armée romano-franque, et Attila roi des Huns. Cette bataille marque le coup d'arrêt de l'invasion de la Gaule par les hordes hunniques.

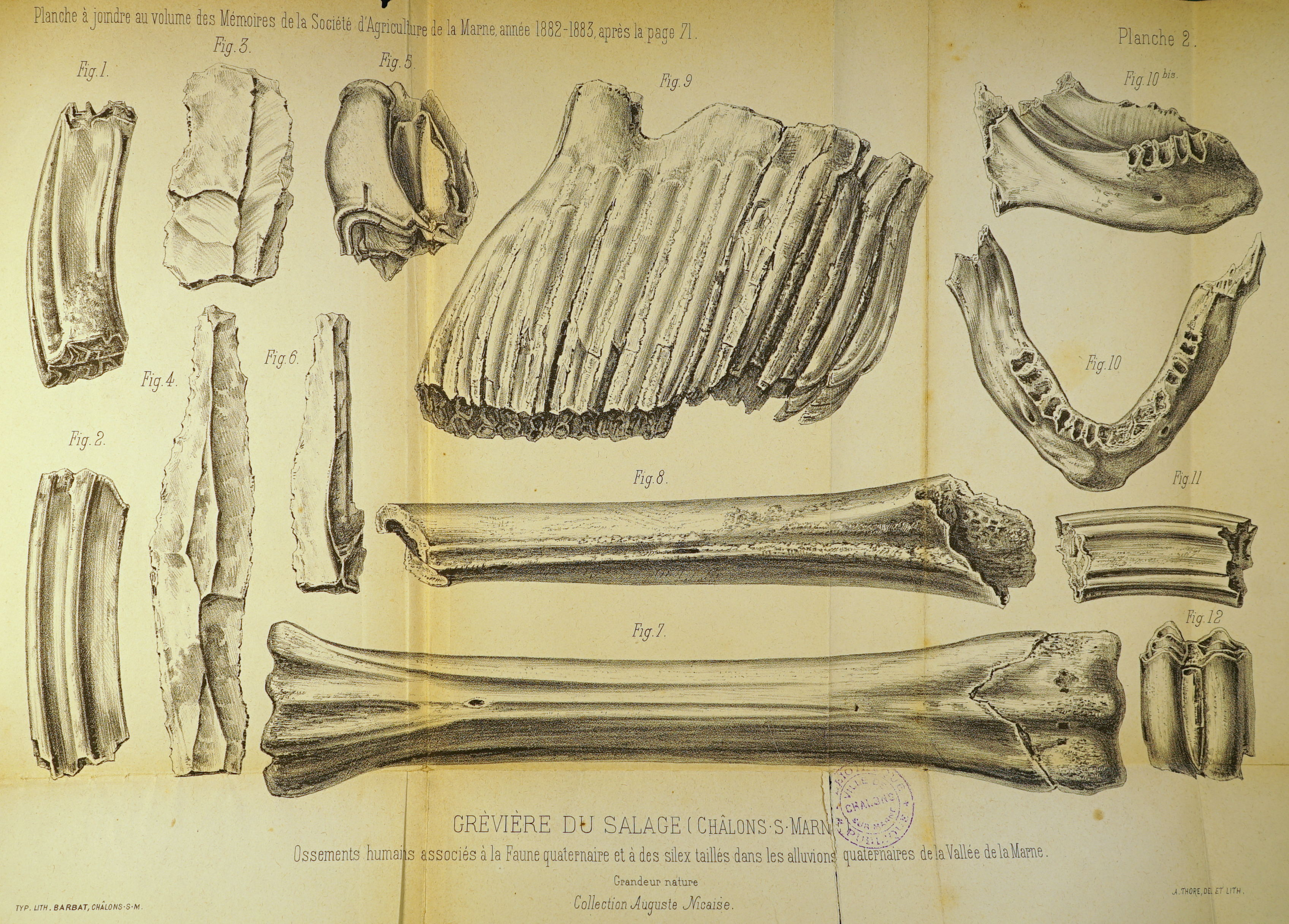
Dent de mamouths, fouilles de la gravière,
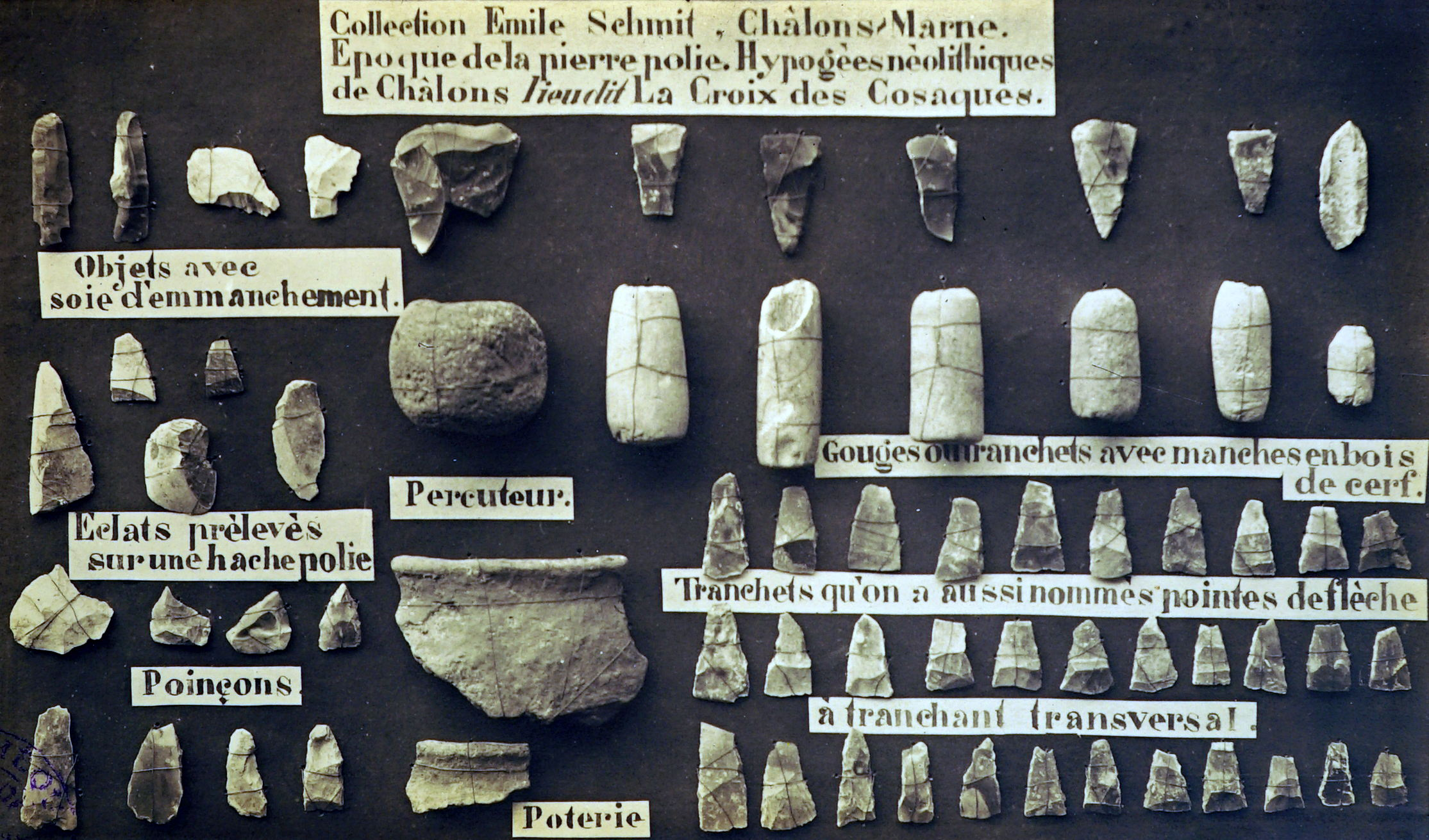
fouilles à Croix cosaques d'Emile Schmit,
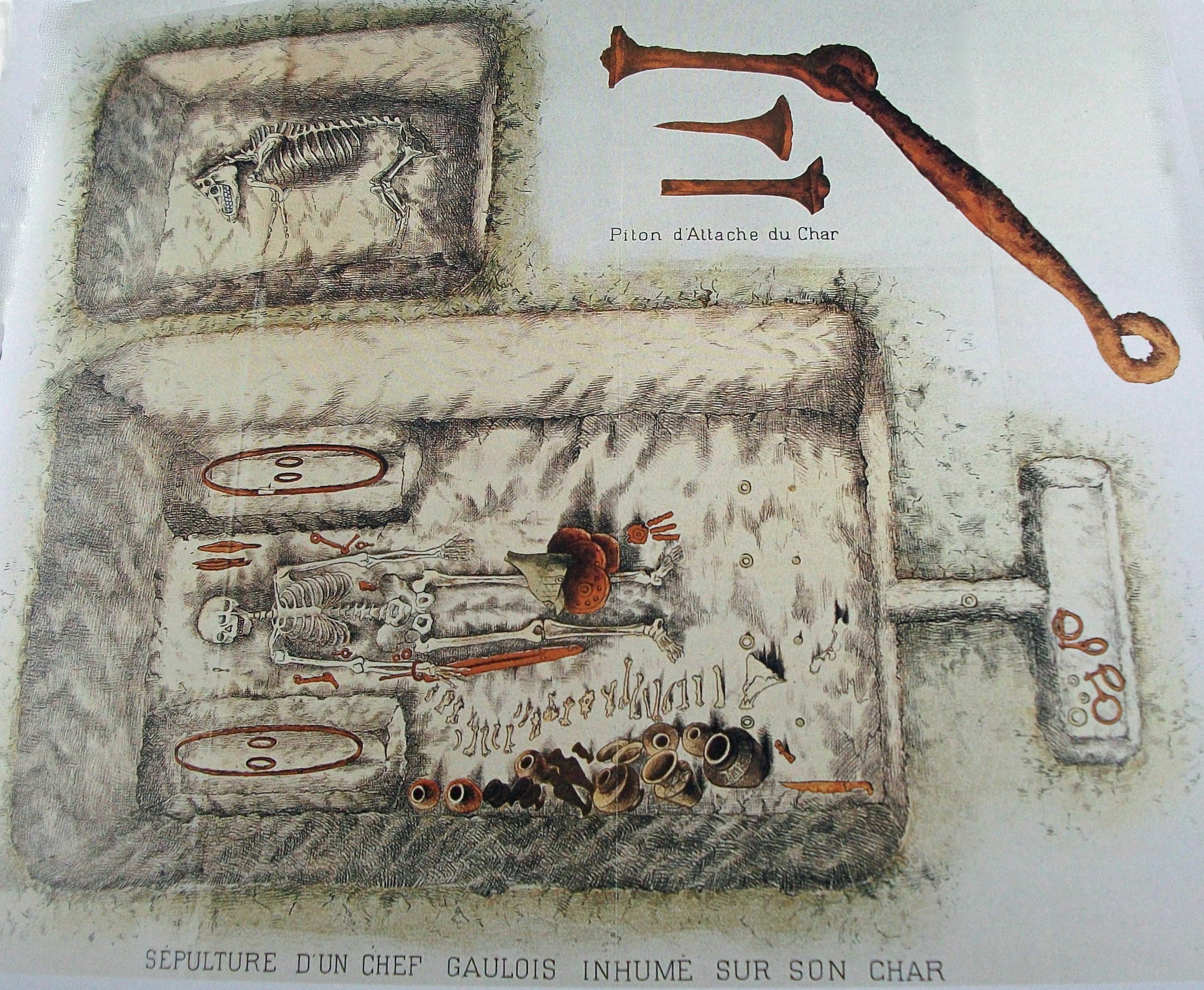
tombe à char celtique.

### Moyen Âge
L'époque franque
Le cartulaire dit du chantre Warin, cartulaire du chapitre de la cathédrale, offre les principales sources châlonnaises pour le Haut Moyen Âge. L'époque carolingienne est dominée par la figure de l'évêque Erchanré. Celui-ci eut un rôle dans la structuration topographique de la ville en favorisant son extension à l'est : il transféra les reliques de son prédécesseur saint Alpin dans l'ancienne église Saint-André. Charles le Chauve octroya plusieurs diplômes à l'Église de Châlons. L'un d'eux concernant la concession d'un atelier monétaire pose question et a probablement été interpolé.
Le XIe siècle et le début de l'essor
Le XIe siècle marque le début de l'essor économique et topographique de la ville, qui s’accéléra au XIIe siècle. La fondation de l'abbaye Saint-Pierre-aux-Monts, sous la houlette de Richard de Saint-Vanne, puis la fondation par l'évêque Roger III de l'abbaye de chanoines réguliers de Toussaint, jalonne cet essor, dans un diocèse où l'implantation monastique était auparavant faible. C'est au cours du XIe siècle que les évêques confièrent à leur chapitre et aux abbayes une série d'autels et un secteur de la ville : c'est là l'origine des différents bans qui consistèrent en plusieurs quartiers assez bien définis : ban du chapitre (ancienne terre de Rognon), ban de Toussaint, ban de Saint-Pierre.
Le grand essor du XIIe siècle
Au XIIe siècle, les évêques de Châlons favorisèrent l'implantation des cisterciens et des templiers dans leur diocèse. L'essor économique châlonnais centré sur la production textile s'accompagna d'un essor intellectuel (développement d'écoles, en particulier sous le pontificat de Guillaume de Champeaux), et d'une véritable floraison artistique dont les vitraux du trésor de la cathédrale et le cloître de Notre-Dame-en-Vaux sont sans doute les fleurons. L'essor des quartiers situés à l'est des remparts s'organisa autour de plusieurs axes dont la voie Rancienne ou rue Saint-Jacques et s'incarna dans la construction après 1157 de Notre-Dame-en-Vaux, centre d'un pèlerinage actif, comme en témoignent des récits de miracles contemporains mais retranscrits au XVIIe siècle par le père Charles Rapine. Si Notre-Dame devint rapidement le centre de l'activité commerciale, avec Saint-Alpin et la place du Marché-au-Blé, le ban Saint-Pierre, au nord-est devint le quartier industriel dévolu à la draperie, l'ancienne cité demeurant quartier ecclésiastique et intellectuel avec les grandes écoles.
L'évêque, seigneur de la ville
L’évêque du diocèse devint seigneur de la ville. Comme celui de Reims, il fit de sa seigneurie une enclave indépendante au centre du comté héréditaire de Champagne. Guy III de Joinville (1163-1191), qui aurait été le premier évêque à faire allusion à un pouvoir comtal, puis Pierre de Hans (1248-1261) « revendiquèrent » le titre de « comte » face au roi. Châtelain, haut justicier, l’évêque-comte de Châlons tenait ses plaids en déléguant prévôt et bailli, tandis que les fourches patibulaires étaient érigées hors la ville et le pilori dressé sur la place du marché aux blés. L’évêque logeait dans son palais, avait sa prison, son « escriptoire » dans la loge de la justice, où instrumentait également le tabellion. Il dominait les finances et la police de la ville ainsi que les corporations réunies sous des bannières dont le plus important fut l'Hôtel-Dieu Saint-Étienne. Quand le comté de Champagne passa à la couronne de France en 1304, grâce au mariage de Jeanne avec Philippe le Bel en 1284, l’évêque ne perdit pas ses droits. Si les possessions du comte de Champagne entouraient les biens de l’évêque-comte de Châlons, ce dernier ne lui était soumis en rien. Au contraire, le comte était le vassal de l’évêque.
L'évêque et la ville
Sous les Capétiens, douze pairies avaient été instituées, six ecclésiastiques et six laïques, le comte-évêque de Châlons faisait partie des six ecclésiastiques et à ce titre il participait au sacre du roi en lui donnant l’anneau. La cité était renommée. Point de passage des pèlerins s’arrêtant à Notre-Dame-en-Vaux, Châlons connut du XIIe au début du XIVe siècle une importante activité architecturale orientée vers l’art religieux. En effet, pendant ce « Moyen Âge florissant », on y édifia ou releva pas moins de quinze églises, deux abbayes, quatre couvents et sept hôpitaux. La prospérité économique qui servit de moteur à cet embellissement était alimentée par l’industrie drapière. Les draps de Châlons étaient réputés dans tout le Bassin méditerranéen, grâce notamment aux Génois. Mais dans les années 1320, l’importance du commerce des draps diminua et les marchands italiens se replièrent vers d’autres marchés.
L’évêque n’accorda jamais de charte de franchise aux bourgeois de Châlons afin qu’ils s’assemblassent en commune, bien que ceux-ci eussent fomenté maintes révoltes. Cependant en 1418, le duc de Bourgogne profita de l’absence de Louis de Bar, retenu au concile de Constance, pour nommer une commission chargée de dénoncer les partisans du « conte d’Armignac ». Dès l’année suivante, ce conseil s’élargit ; ses membres désormais élus par une assemblée des habitants formèrent le premier conseil de ville. De retour, l’évêque ne put que s’incliner en accordant aux bourgeois de Châlons le droit de se réunir sous l’autorité de son bailli. Assemblés le jour de la Saint-Martin d’hiver, les bourgeois traitaient des affaires en cours. Par la suite, ils parvinrent à regrouper des compétences diverses liées à la police et aux finances de la ville, comme la défense, les impôts, le maintien de l’ordre public, l’hygiène et la salubrité des rues mais jamais la justice, ce qui les distingue des premières communes. Les bourgeois n’oublièrent jamais de se placer sous la protection du roi de France. Cet « embryon » d’échevinage grignota peu à peu les pouvoirs temporels du premier des seigneurs de Châlons.
Premier des seigneurs, car l’espace urbain des XVe et XVIe siècles était découpé entre quatre bans d’une inégale étendue, le ban de l’évêque couvrait les 3/5 de la ville. Des bornes dans les rues et les maisons le démarquaient de ses voisins, les autres seigneurs ecclésiastiques : le chapitre de la cathédrale Saint-Étienne, l’abbé et les religieux bénédictins de l'abbaye Saint-Pierre-aux-Monts, l’abbé et les chanoines réguliers de l’abbaye de Toussaint-en-l’Île possédaient en effet en pleine propriété, avec quelques petits nobles et bons bourgeois, le reste des maisons de la ville.
Par ailleurs, la ville conservait une autorisation de huit jours de foire en octobre, par les lettres patentes des rois Charles VII de France puis Louis XI, afin de s'accroître.
Les invasions revenaient régulièrement. Des Anglais menaçant les murs de la ville  en 1429 à Charles Quint qui installa son camp à deux lieues de Châlons en 1544, pour finalement épargner un assaut à la ville, les Châlonnais durent toujours compter avec la présence des troupes royales à l’intérieur des remparts et dans la campagne immédiate, tandis que la soldatesque ennemie pillait son arrière-pays nourricier. Ces témoignages n’ont rien de surprenant, mais ils révèlent l’importance d’une cité, moyenne, emmurée, placée sur un axe de circulation stratégique. Dans ce plat pays, aucune colline, aucune forêt, ni même aucun terrain marécageux n’offraient de défense contre les invasions. À la ville revenait donc le devoir de défendre la frontière est du royaume, sans rechigner à la dépense.

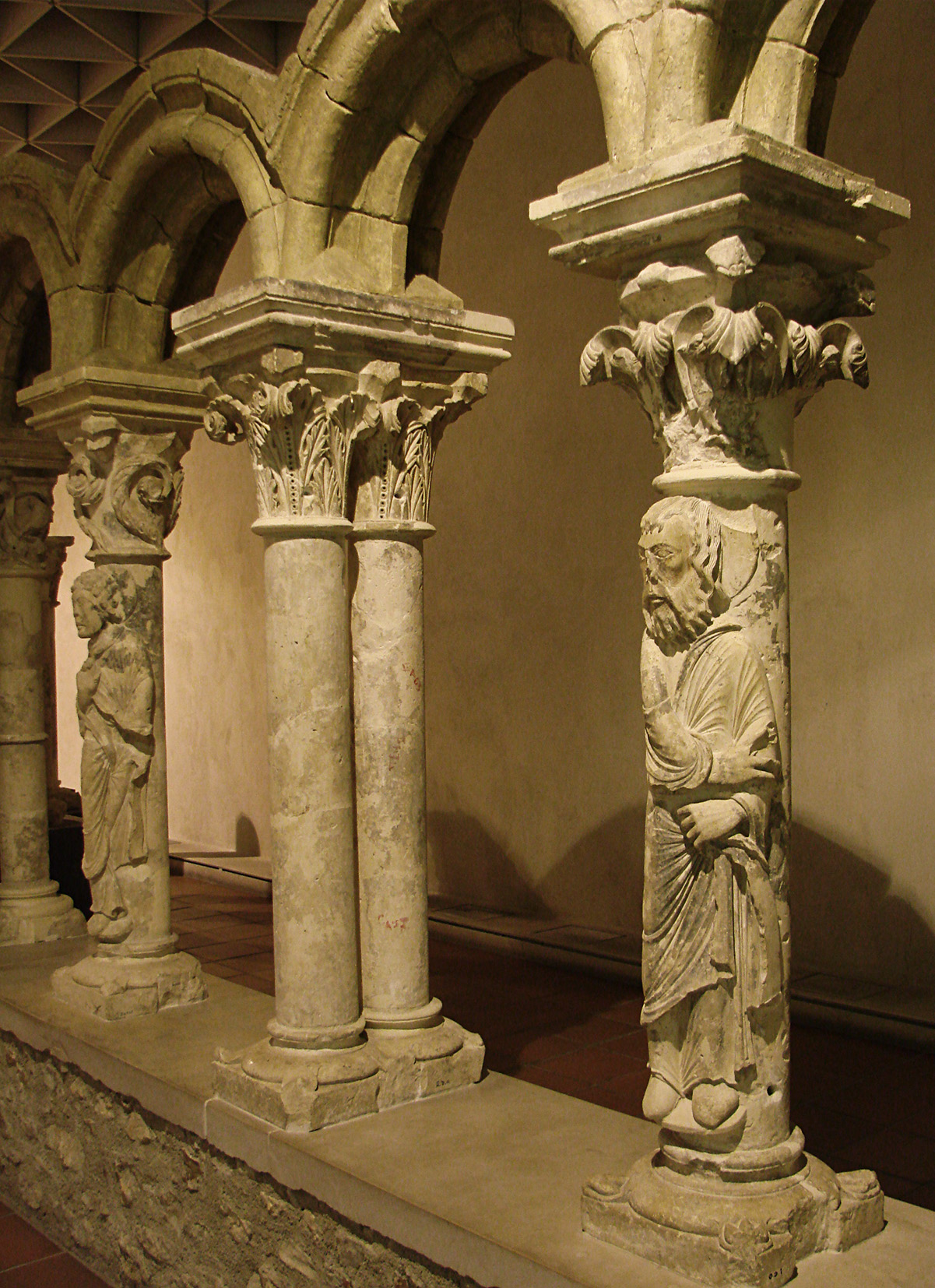
Cloître.
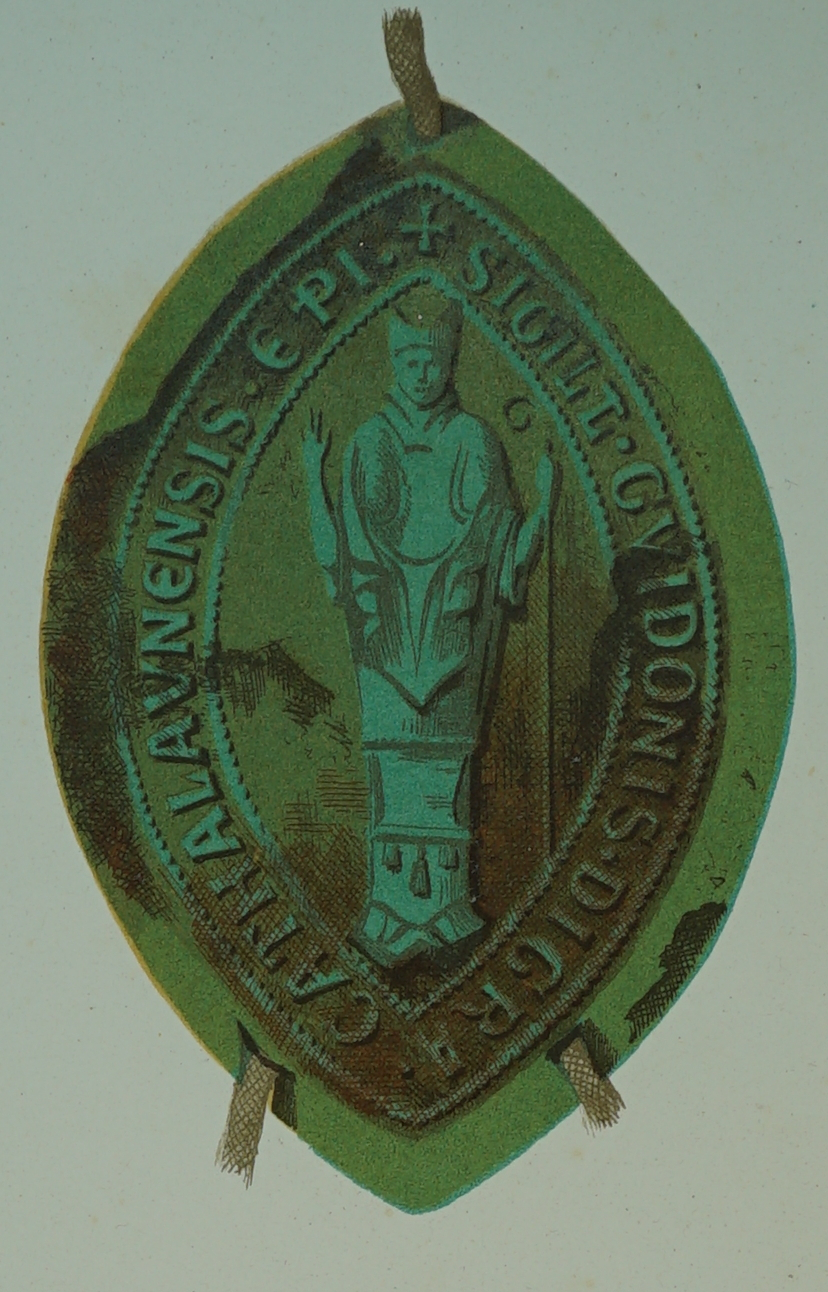
Sceau de l'évêque en 1146.
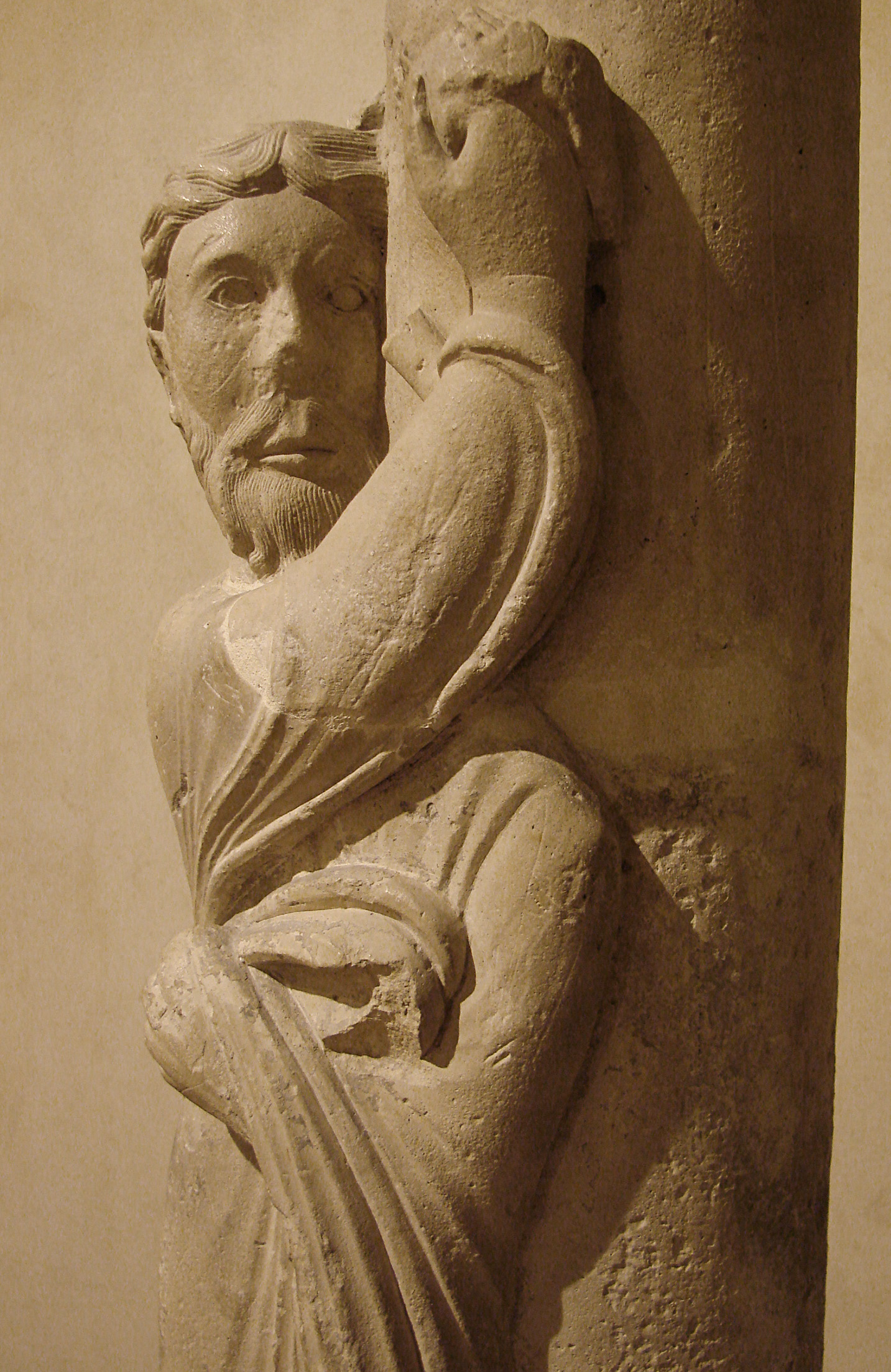
Statue (cloître).

### XVIesiècle,XVIIeetXVIIIesiècles

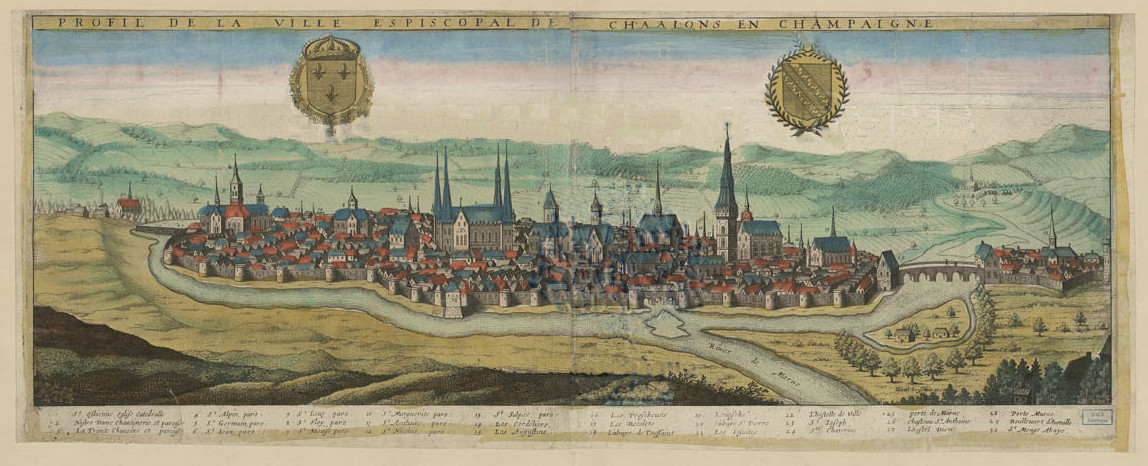
Châlons-en-Champagne, d'après une gravure de Claude Chastillon.

Avec les guerres de Religion, les troubles recommencèrent. Les bandes de mercenaires conduites par des gentilshommes, tel qu’Antoine de Croy, les armées de la Ligue et les troupes royales rançonnèrent, pillèrent la Champagne ou simplement se ravitaillèrent à Châlons. Toujours fidèle au pouvoir en place à Paris, puis ralliée à Henri IV, la cité en obtint divers dédommagements : la réduction de la taille contre l’effort de maintenir des murailles solides ; l’installation de tribunaux royaux et momentanément d’un Hôtel de la monnaie en plus de la Chambre des comptes. La reconnaissance des rois ne fut pas un vain mot. Les Châlonnais se déclarèrent très tôt en faveur d’Henri IV. Auparavant, en février 1589, le corps de ville avait refusé à l’évêque Cosme Clausse de rentrer dans sa ville, car « il venoit de tenir sur les fonts de batêmes un enfant du duc de Guise ». S’il existait des Châlonnais protestants et d’autres ligueurs, la majorité des notables resta toujours légitimiste par intérêt et pour contrer la puissance de l’évêque-comte. Cette attitude valut aux « bourgeois, manans et habitans de Chaalons en Champaigne » plus d’une lettre royale de remerciement. Le contenu de la missive d’Henri de Navarre datée du 29 octobre 1589 témoigne de la qualité des rapports du roi de France avec ses sujets loyalistes. En confirmant les installations précédentes et en flattant les bourgeois de Châlons, Henri IV confirma le rôle « administratif » de la « bonne ville » de Champagne.
En fin de compte, la tendance à la réduction des pouvoirs temporels de l’évêque prévalut. Le chapitre Saint-Étienne d’abord, les bourgeois ensuite, le roi de France enfin aux XVe et XVIe siècles parvinrent non sans certaines résistances à rabaisser les prétentions du prélat, tandis qu’en restant fidèle à la royauté, la ville profita du transfert ou du démembrement d’institutions plus anciennes, créatrices de charges royales.
Que dire de la communauté des « bourgeois et habitans de la ville de Chaalons en Champaigne » ?
À ce jour[Quand ?], aucune étude de la démographie châlonnaise n’a été réalisée et les renseignements épars ne permettent pas de dresser une courbe de la population. Pourtant, une mention datée de l’année 1517 et provenant du registre des délibérations du Conseil de ville fournit une estimation de Châlonnais installés intra muros égale à 9 228 habitants. On était alors en période de disette. Les marchands de Troyes désirant s’approvisionner en grains à Châlons, un dénombrement de la population et des blés disponibles fut organisé à l’initiative des échevins et des conseillers de la ville. Selon quelle méthode ? Seuls nous sont parvenus les chiffres globaux, céréales et habitants. Doit-on s’en défier ? On devine aisément l’embarras des édiles face à la demande troyenne. N’avaient-ils pas intérêt à circonvenir ces quémandeurs en déclarant de faibles ressources céréalières pour une population pléthorique, et à gonfler le nombre de bouches à nourrir ? Cependant, un deuxième document vient corroborer le précédent. Il s’agit du rôle de la taille de 1518 qui contient 1 954 noms de taillables. Ce qui donne pour Châlons, soit une population de 8 793 habitants si l’on applique le coefficient 4,5, soit de 9 970 habitants avec le coefficient 5. En faisant la moyenne des deux, on obtient un total de 9 281 habitants, chiffre auquel nous nous rangeons. Sans perdre de vue les imperfections de ce mode de calcul. La population châlonnaise comportait un nombre important de religieux séculiers et réguliers exempts de la taille mais très souvent clients des notaires. Sur l’application de ce calcul, qui a surtout pour but de faire apparaître un ordre de grandeur, le résultat obtenu est visiblement assez proche du chiffre annoncé par les édiles aux marchands venus de Troyes. Anne-Marie Couvret et Olivier Caruso ont d’ailleurs retenu ce chiffre tout en considérant que la population châlonnaise aurait dû plafonner au niveau des dix mille habitants pendant le XVIe siècle.
Au Moyen Âge, les marchands drapiers et les tanneurs animaient la cité. Ils avaient su en développant une activité industrielle créer une prospérité économique qui d’après certains historiens ne réapparut pas après la fin de la guerre de Cent Ans. Pour le XVIe siècle, le contenu des minutes notariales indique les diverses activités des Châlonnais. Hormis le travail de la laine et du cuir, déjà en déclin depuis le XVe siècle, aucune activité industrielle ne se développa réellement à l’époque moderne. L’absence de ressources métallifères ne permettait pas l’implantation d’une industrie minière et métallurgique ; le sol fut donc exploité aux seules fins agricoles. De fait, la composition sociale de la ville correspondait bien à celle d’une capitale agricole fondant sa richesse sur le commerce des blés, de la laine, du chanvre et des peaux. Quelques bourgeois tenaient la draperie et la tannerie et commencèrent à racheter les exploitations, les pièces de terre et de vigne à la paysannerie du Châlonnais. Laboureurs et vignerons côtoyaient une foule d’artisans travaillant dans l’industrie du textile et du cuir. En plus des corps de métiers que l’on rencontre traditionnellement en milieu urbain, liés à la construction et à l’alimentation, professions qui ne présentent aucune particularité à Châlons, les artisans se composaient surtout de pelletiers et mégissiers, tanneurs et corroyeurs de cuir, parcheminiers, gantiers et boursiers, bourreliers et selliers, auxquels on peut joindre les cordonniers et les savetiers. Les artisans du textile apparaissent en plus petit nombre à moins qu’ils n’aient été moins fortunés. Hormis les drapiers, bien représentés, les contrats nous révèlent quelques tisserands de toile, de chanvre, de lin, des cordiers et des chanvriers, des teinturiers. Soit maîtres dans leur atelier, soit marchands jetés sur les routes de Champagne, ces Châlonnais du « tiers commung » vivaient de l’exploitation des ressources de la campagne proche. Les tissus alimentaient la production locale écoulée auprès des couturiers, bonnetiers, chapeliers, chaussetiers, « saincturiers », brodeurs ou chasubliers présents en très petit nombre. Enfin, les « sergers », cardeurs et peigneurs de laine, tondeurs, foulons, lanneurs et quelques tisserands peu fortunés, pratiquement jamais mentionnés dans les actes notariés, composaient le monde laborieux de l’industrie châlonnaise.
Le monde de l’artisanat et de l’agriculture était encadré par les marchands bourgeois de Châlons qui peuplèrent le Conseil de ville dès 1418. Au siècle suivant s’imposèrent à leurs côtés les sergents royaux, les greffiers, les procureurs, les receveurs, les huissiers, attachés aux différents organes de la monarchie implantés dans la ville à partir de 1543. En 1554, douze notaires côtoyaient cinq licenciés ès lois dont un bailli, un prévôt et trois avocats. En 1595, quinze puis seize notaires royaux instrumentaient à Châlons. La ville au temps des douze notaires royaux comptait dans ses murs l’évêque-comte et la cour épiscopale, le chapitre Saint-Étienne composé de quarante chanoines, deux abbayes, l’une de bénédictins à Saint-Pierre-aux-Monts, l’autre de chanoines réguliers de Saint-Augustin à Toussaint-en-l’Île, la collégiale Notre-Dame-en-Vaux rassemblant onze chanoines, treize paroisses (dès le XIIIe siècle) desservies par des prêtres, religieux de l’un des établissements châlonnais, les chapelains de l’ancienne congrégation, les trinitaires et trois couvents d’ordres mendiants. À cette liste il convient d’ajouter les cinq hôpitaux dont l’Hôtel-Dieu. Cette énumération impressionne ; pourtant il est impossible d’avoir une idée précise du nombre de religieux présents à Châlons au XVIe siècle. Néanmoins, les séculiers fréquentaient suffisamment les notaires royaux pour qu’il soit justifié de les mentionner ici.
La cité de Châlons s’est développée à partir des bras dérivés de la Marne. Le noyau ancien compris entre ce cours d’eau et le Nau correspond au quartier de la cathédrale, du palais épiscopal, du vidamé et de l’Hôtel-Dieu. Cet espace, aux contours réguliers, densément peuplé, aux maisons serrées, abritait une grande partie des marchands et des officiers de la ville. On y note assez souvent la présence de notaires royaux. Entre le Nau et le Mau se développa ce qu’Anne-Marie Couvret hésite à appeler « le quartier des affaires ». Pourtant, ce quartier contenant la place du marché aux blés, de nombreuses hôtelleries, les rues du Change et des Lombards, la loge où se tenait la justice de l’évêque et l’échevinage, l’hôpital du Saint-Esprit où se réunissaient les membres du Conseil de ville fut bien, au moins à partir du XVe siècle, le centre de l’activité économique et politique de Châlons. Là encore, nous avons localisé des notaires royaux, en particulier sur la place du marché aux blés. Au-delà du Mau, l’habitat s’articule le long de trois axes rejoignant trois entrées principales de la ville : au nord en direction de Reims, la porte Saint-Jacques ; au sud-est en direction de Sainte-Menehould, la porte Saint-Jean ; au sud en direction de Vitry-le-François, la porte Sainte-Croix (elle fut dédiée à Marie-Antoinette d'Autriche lors de son arrivée en France et prit le nom de porte Dauphine). D’une population moins dense, ce quartier, développé dès la fin du XIIe siècle, conserva pendant toute la période moderne des jardins intra-muros.

### Révolution française
Le 21 juin 1791, la famille royale fuit Paris. Elle fait étape à Châlons. La berline royale arrive avec quatre heures de retard. Les cavaliers détachés à Pont-de-Somme-Vesle, las d’attendre le passage des voitures royales et menacés par les paysans, reçoivent l’ordre de leur jeune chef, le duc de Choiseul de se replier à travers champs et de gagner Varennes-en-Argonne en évitant les routes.
En septembre 1792, il est installé à Châlons au mont Saint-Michel un vaste camp militaire, le camp de Châlons, d'où partent les futurs vainqueurs de la bataille de Valmy. C'est l'écrivain et colonel d'artillerie Pierre Choderlos de Laclos qui l'organisa.
En 1792, les massacres de Septembre font un mort à Châlons, le 3 septembre, un vieillard octogénaire.
Une sainte locale s’appelait Pomme. Son nom était attribué sous l’Ancien Régime, et la tradition s’est perpétuée sous la Révolution française, renforcée par l’existence d’un jour du calendrier républicain de la Pomme.

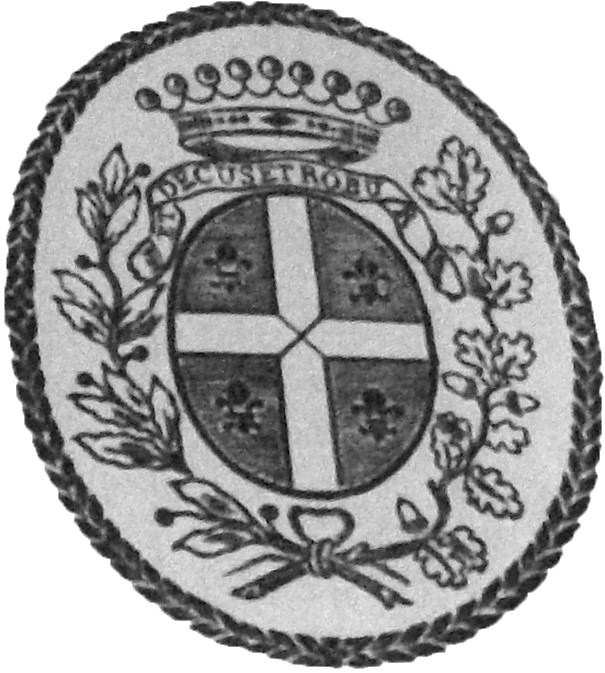
Cachet de la ville avant 1792.
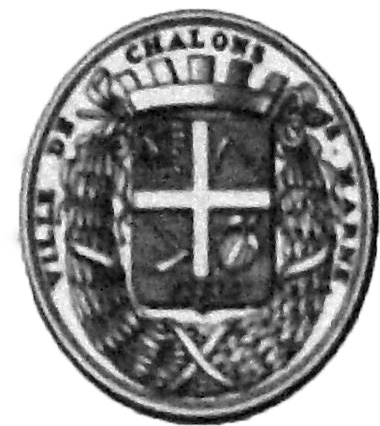
Cachet de la ville en 1812.
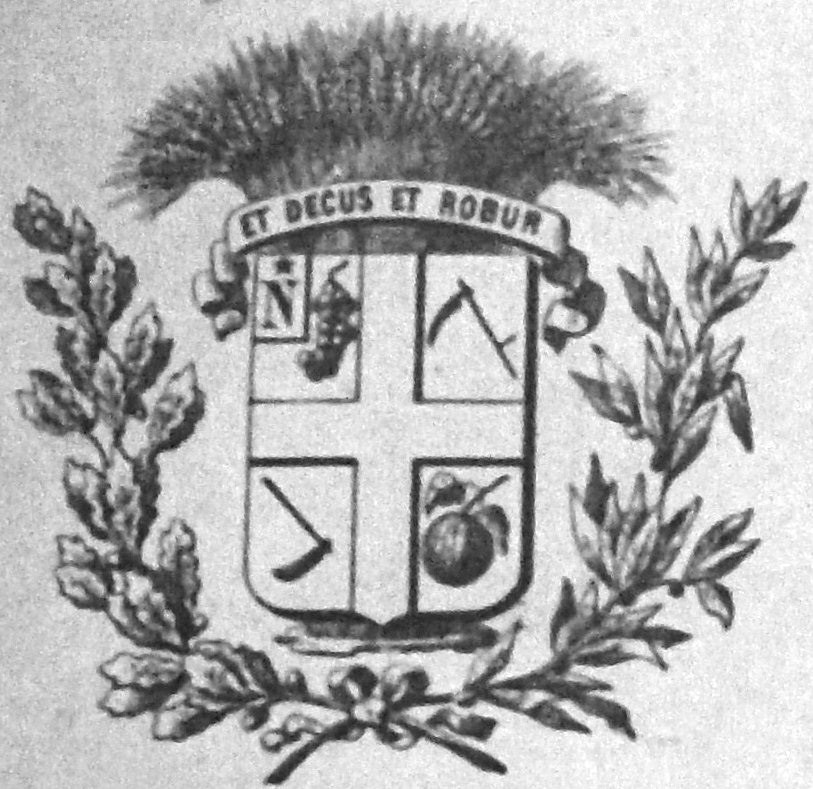
Armoiries impériales de Châlons données le 17 mai 1809.
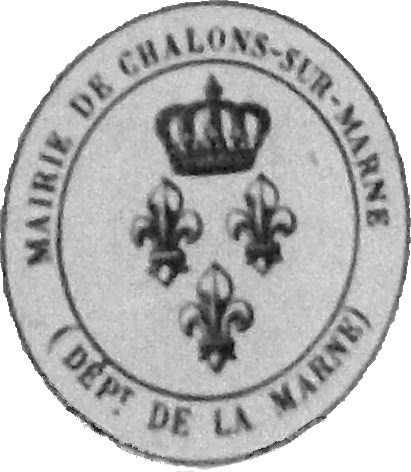
Cachet de la mairie de 1815 à 1830.
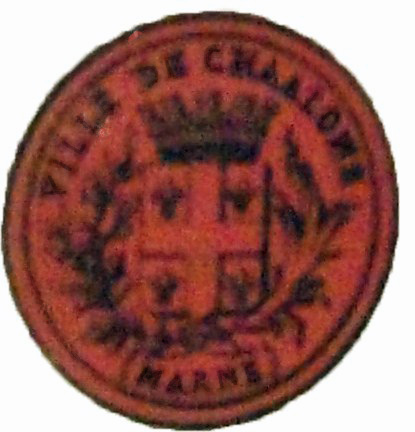
Cachet de la ville de 1815 à 1830.

### XIXeetXXesiècles

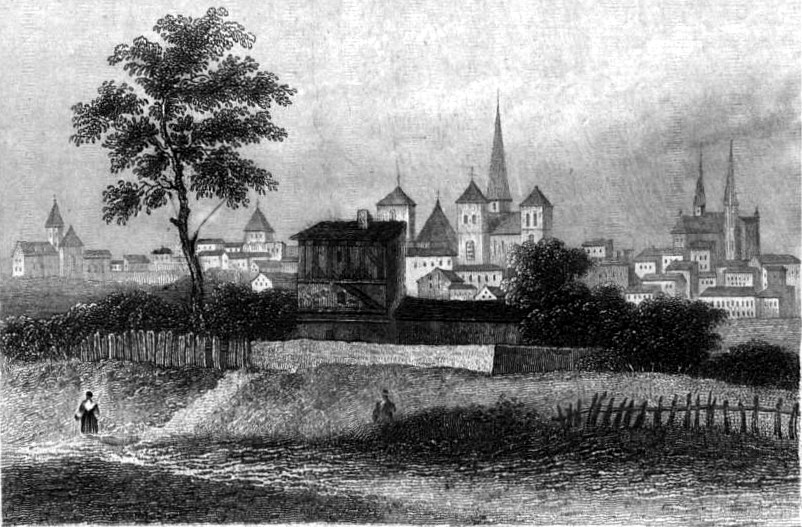
Gravure des environs de Châlons en 1838.

L'École impériale des Arts et Métiers est créée en 1806. On doit à sa section ébénisterie le bureau du ministre de l'Intérieur, fabriqué en 1812.
Châlons est occupée du 5 février au 15 mars 1814. La ville est reprise par les Cosaques le 17 mars.
Le camp de Châlons est créé par Napoléon III par décret le 15 novembre 1856, il l'inaugurera le 30 août 1857. Il y viendra chaque année jusqu'à la fin de l'Empire. La ville est reliée à Paris depuis 6 novembre 1849 par le chemin de fer.
Napoléon III se rend au camp de Châlons le 17 août 1870, durant les derniers jours de la guerre franco-prussienne de 1870 dans le but d'organiser la retraite générale de l'armée française. Seule l'armée d'Alsace commandée par le général Mac Mahon parvint à rallier la ville le 16 août 1870. L'armée de Lorraine, sous les ordres du général Bazaine, fut en effet prise au piège dans Metz après de nombreuses batailles dans ses environs. En 1904 une seconde gare CBR est ouverte vers Reims.

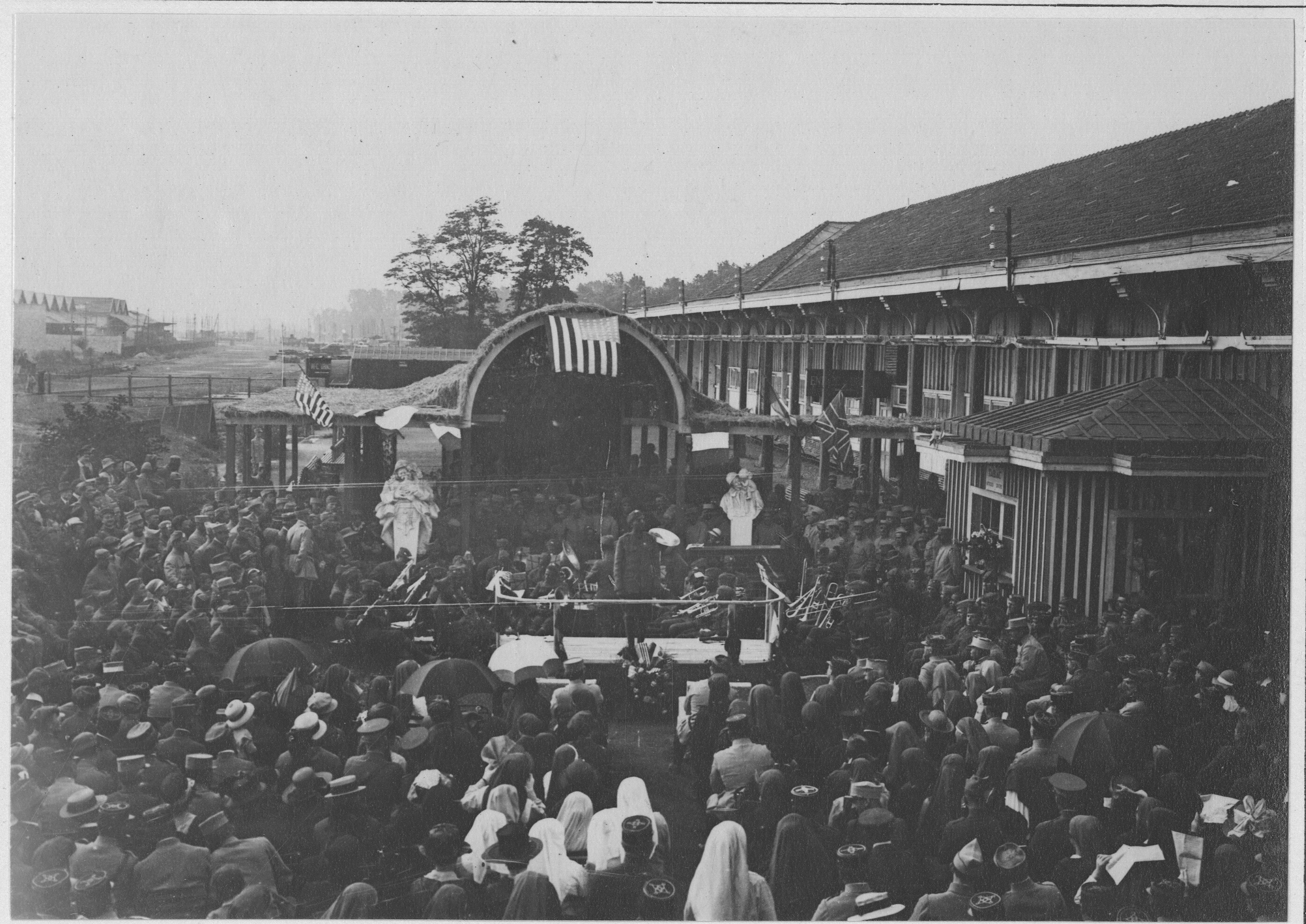
Fête de l'indépendance américaine, 4 juillet 1918.

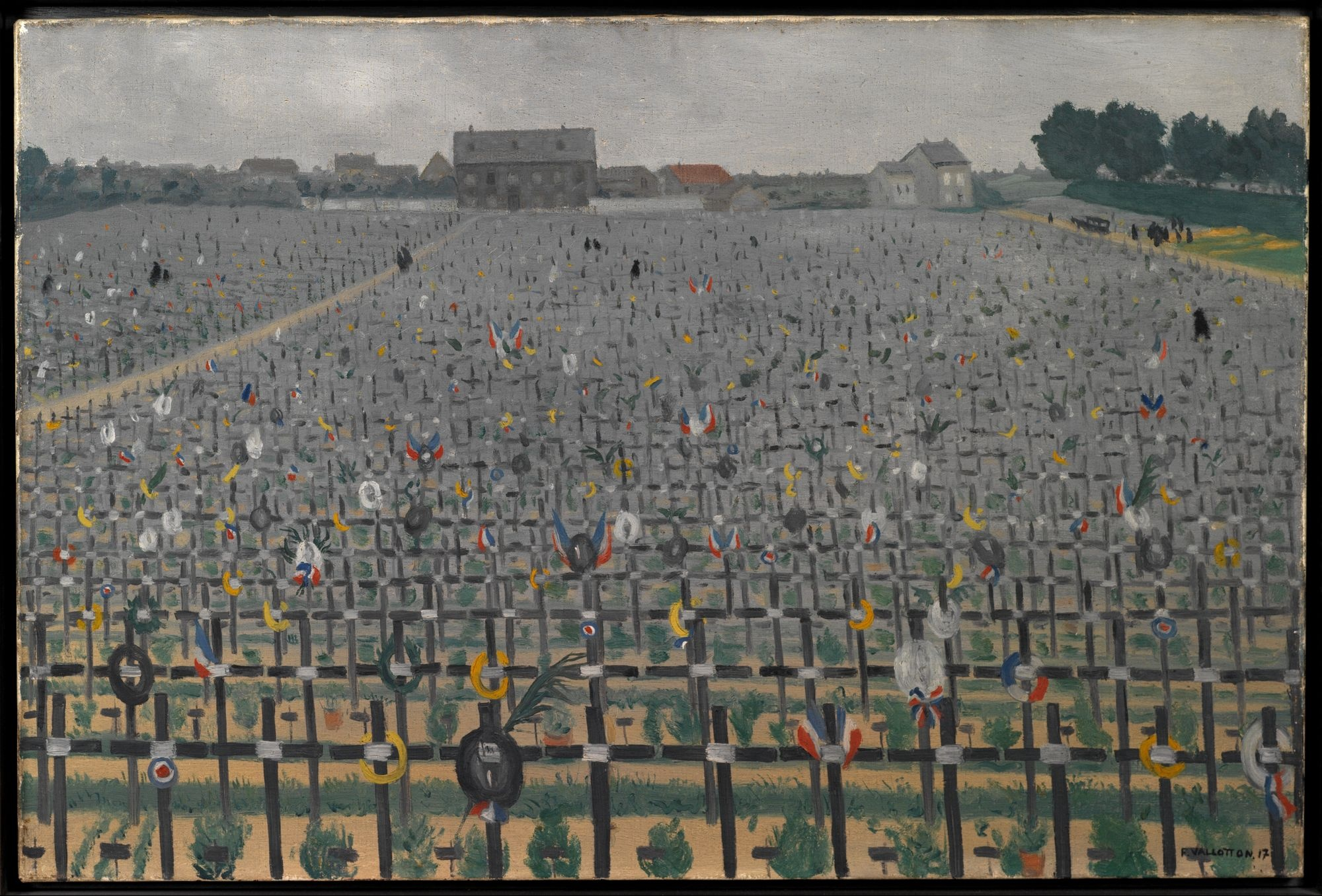
Le cimetière de Châlons-sur-Marne (1917). Tableau de Félix Vallotton.

Châlons est occupée du 4 septembre au 12 septembre 1914. La ville est contrainte par l'occupant à payer une somme de 30 millions de francs sous peine de destruction. Cette somme sera finalement ramenée à 500 000 francs, grâce à l'intervention de son évêque, Joseph Tissier, permettant ainsi la sauvetage de la ville. Pendant cette occupation, cinquante mille bouteilles de vin de Champagne disparurent des maisons de champagne de la rive gauche. Le 24 octobre 1921 est désigné à l'hôtel de ville le soldat inconnu américain, qui repose au cimetière national d'Arlington, près de Washington.

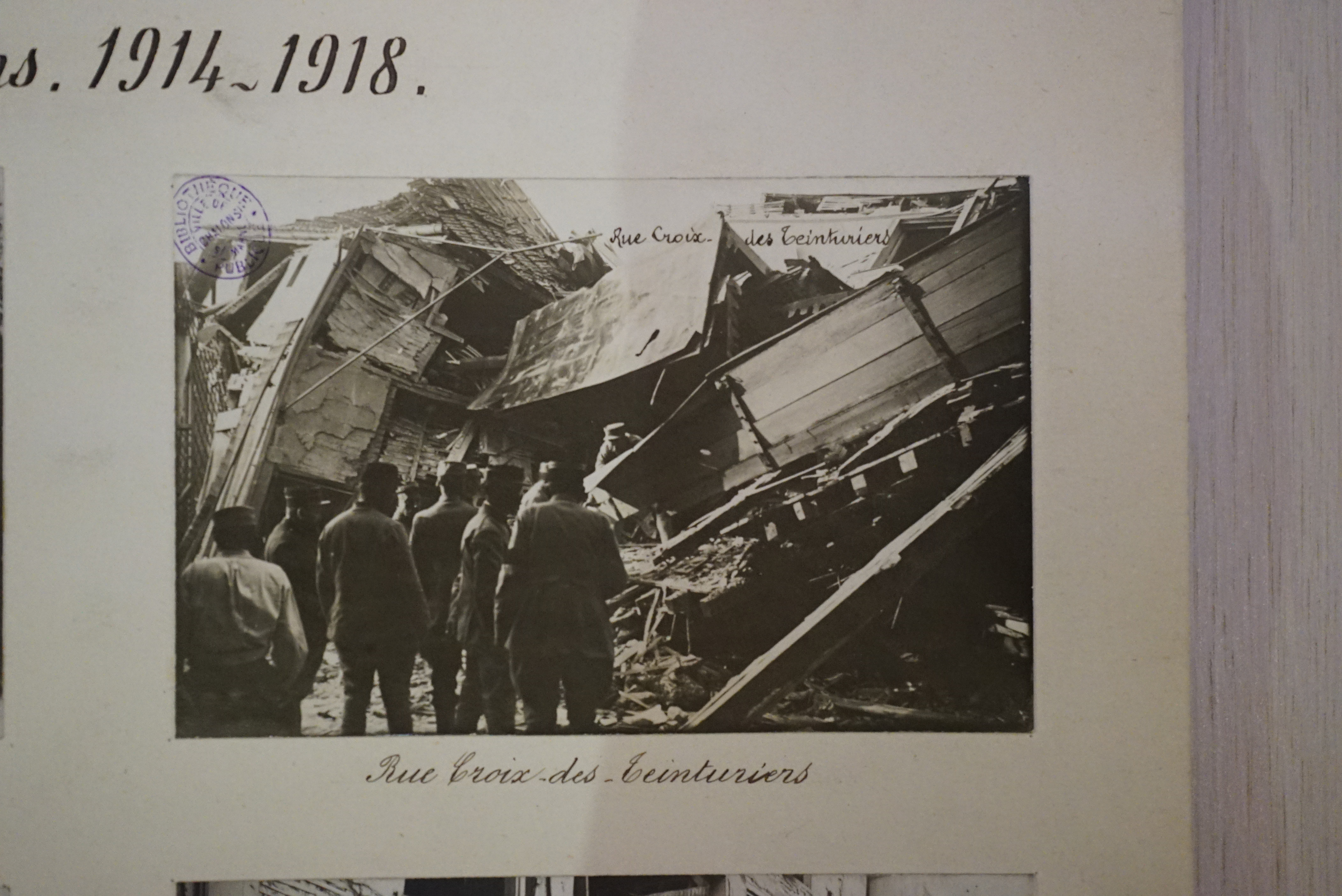
Dégâts de la Grande guerre,
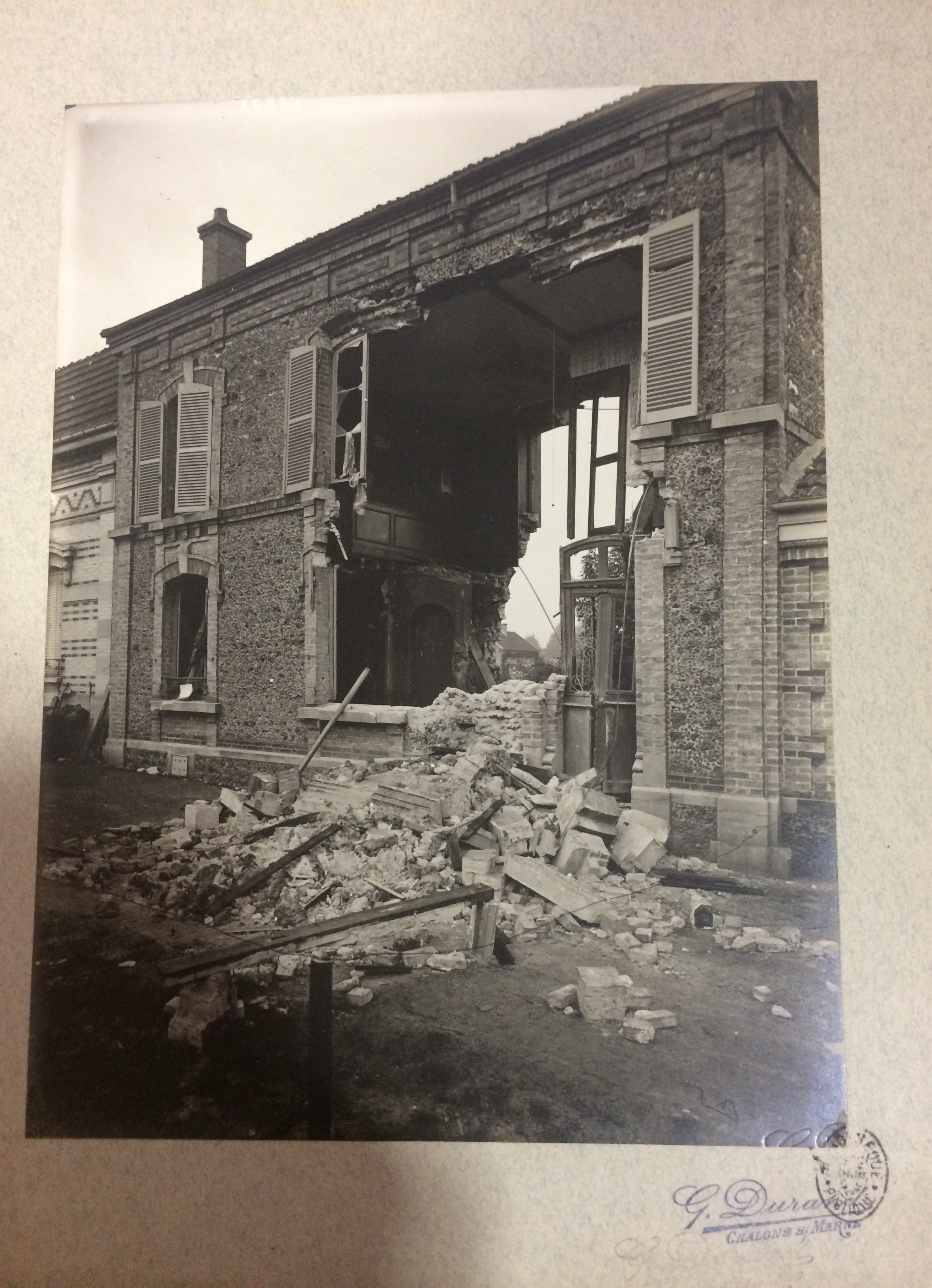
collection
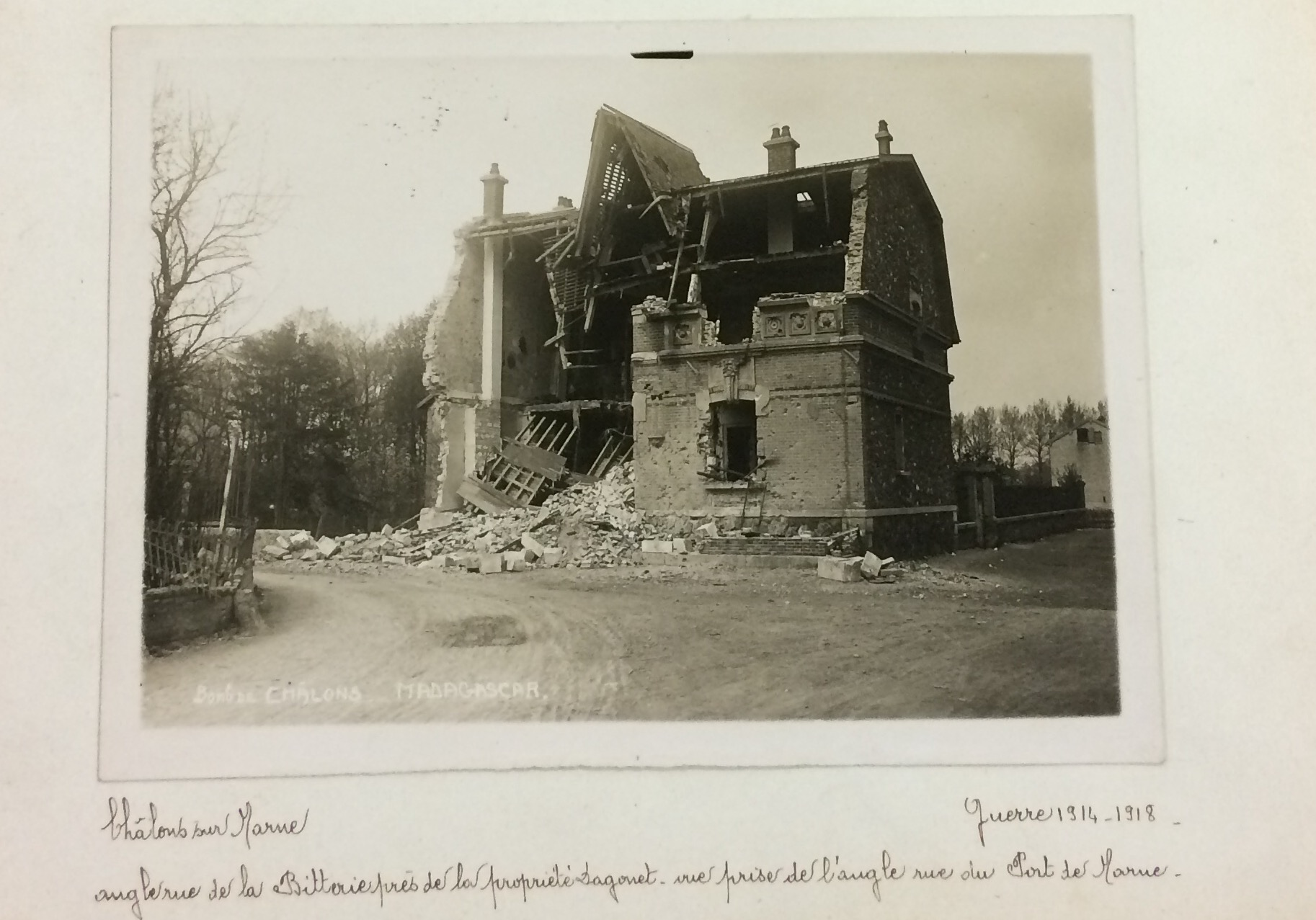
de la Bibliothèque Georges-Pompidou.

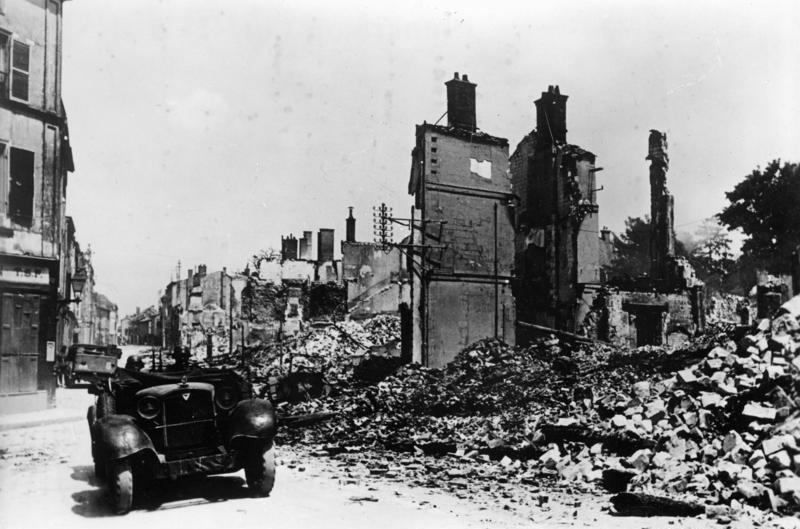
Quartier du centre ancien de Châlons-en-Champagne détruit par les bombardements de la Luftwaffe en juin 1940.

Du 11 mai au 10 juin 1940 , durant la bataille de France, le centre-ville est régulièrement bombardé par la Luftwaffe causant la mort de 25 victimes civiles et de 24 militaires français ainsi que la destruction de 100 immeubles. La ville est ensuite le lieu d’une bataille décisive du 12 au 15 juin 1940 , mettant aux prises 550 soldats français du 64e régiment régional et du 208e Régiment d’infanterie face à 12 000 soldats allemands et 150 chars menés par les généraux Heinz Guderian et Willibald Von Langermann und  Erlecamp . L’objectif principal des Allemands est de franchir la rivière de la Marne pour suivre la direction de Troyes et Paris et de prendre la gare de Châlons dont la ligne ferroviaire va de Paris à Strasbourg. Dans des combats urbains âpres, les Allemands parviennent à conquérir la rive droite de Châlons le 12 juin 1940 en fin de journée puis buttent plusieurs jours pour atteindre la rive gauche, ralentis par l’explosion du pont de Marne, détruit par les Français. Afin d’écourter les combats, l’armée allemande incendie plusieurs quartiers de la ville et procède à un bombardement aérien, détruisant 210 immeubles . La rive gauche de la ville est finalement atteinte le 14 juin 1940 par les Allemands et totalement conquise le 15 juin 1940. Châlons est occupée par l’armée allemande. La bataille fait un total de 57 victimes parmi les soldats français et 13 victimes civiles. Il faut y ajouter une vingtaine de soldats français qui meurent lors de leur retraite vers Troyes, pourchassés par les troupes allemandes.
La ville est bombardée par les alliés le 27 avril 1944, dans le but de détruire la gare ferroviaire, et de nombreuses victimes civiles sont tuées dans le quartier Madagascar. La ville est libérée le 29 août 1944 par les troupes du général Patton. Elle est aussi frappée par une crue centennale en novembre. Paul Anxionnaz, conseiller municipal de Châlons, est nommé le 31 janvier 1956 et jusqu'au 25 mai 1957, secrétaire d'État aux Forces Armées (Marine) dans le gouvernement Guy Mollet.
Dans les années 1970, la destruction d'une grande partie du centre-ville, notamment entre le Nau et le Mau, traumatise durablement la ville qui commence à prendre conscience de son patrimoine bâti ancien à pans de bois en particulier.
L'équipe municipale de l'année 1995 décide de changer le nom de la commune, pour que Châlons-sur-Marne porte désormais le nom de Châlons-en-Champagne. La commune change de nom par le décret du 6 novembre 1995. Un habitant de la commune, soutenu par un collectif d'habitants, fait annuler le décret par un arrêt du Conseil-d’État du 4 avril 1997, l'« arrêt Marchal ». Le Conseil d’État sanctionne le projet et donc annule le décret qui est « entaché d'incompétence ». L'équipe municipale, réitère son projet, cette fois correctement préparé et la commune reprend en décembre 1997, le nom de Châlons-en-Champagne.

## Politique et administration

### Liste des gouverneurs
- 1417 : Jean de Monchatel, seigneur de Montagu, qui fut nommé par le duc de Bourgogne, alors gouverneur de la ville de Chalons et des environs, confirmation par Isabeau de Bavière alors qu'elle était régente.
- 1460 : Antoine de Croÿ, comte du Porcien.
- 1484 : le seigneur d'Arzillières.
- 1544 : François Ier de Nevers.
- 1585 : M. de Rosne, nommé par le duc de Guise mais fut expulsé par délibération du conseil le 5 février 1589.
- 1589 : Philippe de Thomassin, seigneur de Braux-Sainte-Cohière, jusqu'à sa mort.
- 1608 : René Potier, comte de Gesvres et de Tresmes.
- 1634 : Nicolas II, comte de Nettancourt-Vaubecourt.
- Vers 1635, Jules Capissucchi de Bologne, seigneur du Plan (près de Barcelonnette) et de Bonnecourt, major du régiment Royal-Champagne
- 1642 : Louis-Claude de Nettancourt-Haussonville ; la charge fut supprimée en 1696, puis rétablie et rendue à son ancien propriétaire en 1701.
- Vers 1645 Claude Capissucchi de Bologne, seigneur du Plan (près de Barcelonnette) et de Bonnecourt,
- 1772 : Joseph-Antoine Hennequin achète la charge.
- 1729 : Charles Henri d'Estaing.
- 1732 : le fils du précédent.
- 1731 : Claude-Antoine de Choiseul-Beaupré mais ne peut cumuler avec sa charge de lieutenant général du gouvernement.
- 1760 : Germain Dubois de Crancé, seigneur de Livry.
- 1767 à 1789 : le marquis de Cauzé de Nazelles, seigneur de l’Épine.

### Intercommunalité
La communauté d'agglomération de Châlons-en-Champagne, qui regroupe quarante-six communes (depuis 2017) et compte environ 81 000 habitants a son siège à Châlons-en-Champagne.

### Cantons
Châlons-en-Champagne est le chef-lieu de quatre cantons :
- le 1er canton est formé d'une partie de Châlons-en-Champagne (12 528 habitants) ;
- le 2e canton est formé d'une partie de Châlons-en-Champagne et des communes d'Aigny, Condé-sur-Marne, Les Grandes-Loges, Isse, Juvigny, Recy, Saint-Étienne-au-Temple, Saint-Martin-sur-le-Pré, La Veuve et Vraux (16 563 habitants) ;
- le 3e canton est formé d'une partie de Châlons-en-Champagne et des communes de Compertrix, Coolus, Fagnières et Saint-Gibrien (17 796 habitants) ;
- le 4e canton est formé d'une partie de Châlons-en-Champagne et de la commune de Saint-Memmie (17 967 habitants).

### Jumelages
- Ilkeston (Royaume-Uni) depuis 1957
- Bobo-Dioulasso (Burkina Faso) depuis le 28 août 1970
- Neuss (Allemagne) depuis le 10 juin 1972
- Wittenberge (Allemagne) depuis 1978
- Mirabel (Canada) depuis le 2 juin 2000
- Razgrad (Bulgarie) depuis le 8 mai 2005. Une charte d'amitié est signée entre les deux villes depuis 1993.

### Justice
Châlons est le siège d'un tribunal judiciaire sis au 2 quai Eugène-Perrier.

### Garnison
Jusqu'au milieu des années 2010, Châlons-en-Champagne était une importante ville de garnison. Le 1er régiment d'artillerie de marine, arrivé à Châlons le 19 juin 2012 pour relever le 402e régiment d'artillerie, est dissous le 30 juin 2015. La ville accueillait également l'état-major de la 1re brigade mécanisée et la 1re compagnie de commandement et de transmissions depuis leur création le 1er juillet 1999 jusqu'à leur dissolution le 21 juillet 2015.
La garnison de la ville n'a cependant pas totalement disparu ; un détachement du service militaire volontaire est installé à la caserne Février depuis le 16 janvier 2017.

## Économie
Châlons-en-Champagne est le siège de la Chambre de commerce et d'industrie de Châlons-en-Champagne. Elle gère les ports fluviaux de Châlons-en-Champagne et de Vitry-le-François ainsi que l'IPI. Elle est aussi le siège de la Chambre régionale de commerce et d'industrie de Champagne-Ardenne.
En 2010, le revenu fiscal médian par ménage était de 23 238 €, ce qui plaçait Châlons-en-Champagne au 26 139e rang parmi les 31 525 communes de plus de 39 ménages en métropole.

### Commerce
Une importante foire-exposition, organisée début septembre au parc des expositions, est un évènement majeur de la rentrée avec plus de 200 000 visiteurs. À l'origine exposition agricole la foire de Châlons est ouverte sur tous les secteurs économiques.

### Agriculture

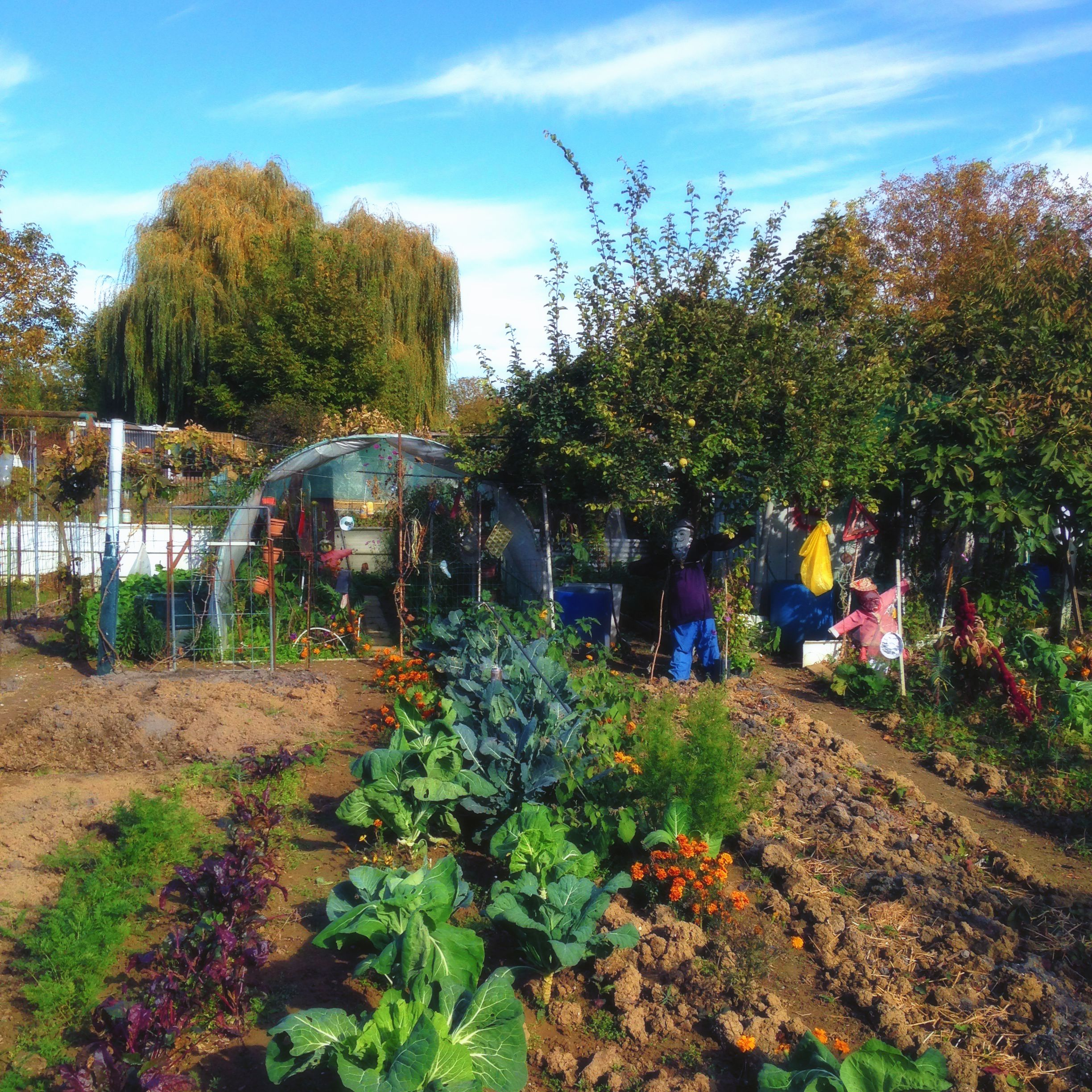
Tradition des jardins potagers rive gauche de la Marne.

La culture de la vigne en Champagne remonte à l'époque gallo-romaine, quand les Romains plantent les premiers ceps dans la région. Par la suite, le vignoble est conservé grâce à l'intérêt que lui porte le clergé, en particulier ceux de Reims et de Châlons-en-Champagne. À titre d'exemple, l'abbaye de Saint-Pierre-au-Mont à Châlons-en-Champagne, planta de nombreuses vignes dans les domaines qu'elle possédait en Champagne.
En l'an 1114, l'évêque de Châlons, Guillaume de Champeaux, fait rédiger la grande charte champenoise qui confirme cette abbaye dans toutes ses possessions agricoles et vinicoles. Cette charte, dont l'original est perdu mais dont une copie est conservée aux Archives départementales de la Marne, est considérée comme l'acte fondateur du vignoble de Champagne : par cette confirmation, toutes les conditions sont réunies pour que le vignoble se développe en paix et puisse prospérer. Dès lors, les moines n'ont pas cessé de cultiver la vigne et de produire un vin de plus en plus élaboré.
Des maisons de Champagne sont actuellement installées dans la ville de Châlons-en-Champagne, Jacquesson, Lebrun, E. Rapeneau, Joseph Perrier, J.B Hery et la maison Louis Balincourt. Ces dernières possèdent des caves taillées dans la colline de craie de Fagnières ou sous le belvédère de Compertrix datant de l'époque gallo-romaine (caves faisant partie des Côteaux, Maisons et Caves de Champagne inscrite depuis 2015 au patrimoine mondial de l'UNESCO).
Aujourd'hui, Châlons-en-Champagne ne possède plus de vignes de Champagne, mais à la Révolution, la ville possédait encore près de 1 000 hectares, la ville ayant actuellement déposé un dossier afin de retrouver une appellation de vin de Champagne.

## Population et société

### Démographie

#### Évolution démographique
L'évolution du nombre d'habitants est connue à travers les recensements de la population effectués dans la commune depuis 1793. Pour les communes de plus de 10 000 habitants les recensements ont lieu chaque année à la suite d'une enquête par sondage auprès d'un échantillon d'adresses représentant 8 % de leurs logements, contrairement aux autres communes qui ont un recensement réel tous les cinq ans,.

En 2022, la commune comptait 43 218 habitants, en évolution de −3,92 % par rapport à 2016 (Marne : −1,19 %, France hors Mayotte : +2,11 %).
| 1793   | 1800   | 1806   | 1821   | 1831   | 1836   | 1841   | 1846   | 1851   |
| ------ | ------ | ------ | ------ | ------ | ------ | ------ | ------ | ------ |
| 12 139 | 11 120 | 11 089 | 11 629 | 12 413 | 12 952 | 14 100 | 13 733 | 15 879 |

| 1856   | 1861   | 1866   | 1872   | 1876   | 1881   | 1886   | 1891   | 1896   |
| ------ | ------ | ------ | ------ | ------ | ------ | ------ | ------ | ------ |
| 14 016 | 14 786 | 14 901 | 15 198 | 20 236 | 23 199 | 23 648 | 25 863 | 26 630 |

| 1901   | 1906   | 1911   | 1921   | 1926   | 1931   | 1936   | 1946   | 1954   |
| ------ | ------ | ------ | ------ | ------ | ------ | ------ | ------ | ------ |
| 26 737 | 27 808 | 31 367 | 31 194 | 31 382 | 32 307 | 35 530 | 31 120 | 36 834 |

| 1962   | 1968   | 1975   | 1982   | 1990   | 1999   | 2006   | 2011   | 2016   |
| ------ | ------ | ------ | ------ | ------ | ------ | ------ | ------ | ------ |
| 41 705 | 50 764 | 52 275 | 51 137 | 48 423 | 47 339 | 46 184 | 45 153 | 44 980 |

| 2021   | 2022   | - | - | - | - | - | - | - |
| ------ | ------ | - | - | - | - | - | - | - |
| 43 877 | 43 218 | - | - | - | - | - | - | - |

#### Pyramide des âges
La population de la commune est relativement jeune. En 2018, le taux de personnes d'un âge inférieur à 30 ans s'élève à 38 %, soit au-dessus de la moyenne départementale (36,9 %). À l'inverse, le taux de personnes d'âge supérieur à 60 ans est de 24,5 % la même année, alors qu'il est de 25,3 % au niveau départemental.
En 2018, la commune comptait 21 276 hommes pour 22 970 femmes, soit un taux de 51,91 % de femmes, légèrement supérieur au taux départemental (51,6 %).
Les pyramides des âges de la commune et du département s'établissent comme suit.
| Hommes | Classe d’âge | Femmes |
| ------ | ------------ | ------ |
| 0,7    | 90 ou +      | 2,5    |
| 5,9    | 75-89 ans    | 9,9    |
| 13,2   | 60-74 ans    | 16,4   |
| 19,3   | 45-59 ans    | 19,4   |
| 19,1   | 30-44 ans    | 17,3   |
| 23,5   | 15-29 ans    | 17,8   |
| 18,4   | 0-14 ans     | 16,7   |

| Hommes | Classe d’âge | Femmes |
| ------ | ------------ | ------ |
| 0,6    | 90 ou +      | 1,8    |
| 6,5    | 75-89 ans    | 9,2    |
| 16,5   | 60-74 ans    | 17,8   |
| 19,7   | 45-59 ans    | 19,1   |
| 18,6   | 30-44 ans    | 17,5   |
| 19,9   | 15-29 ans    | 18,2   |
| 18,2   | 0-14 ans     | 16,6   |

### Enseignement
Chalons-en-Champagne fait partie de l'Académie de Reims.
CFA
Chalons possède un centre de formations d'apprentis (CFA) parmi les plus grands de France qui propose plus de 40 diplômes en alternance.
Études supérieures
- Arts et Métiers ParisTech (ENSAM), une école d’ingénieur généraliste dont un campus fut installé à Châlons en 1806. Le centre d'enseignement et de recherche (CER) offre aux étudiants des cours dans le domaine de l'ingénierie mécanique et industrielle.

- Le collège Victor-Duruy labellisé Architecture contemporaine remarquable.

- Lycée Fréderic-Ozanam Châlons : BTS Commerce international, BTS SP3S (Service & Prestations des Secteurs Sanitaire) et BTS Assistant Manager.
- CFA Interpro : (en alternance) : BTS Management des Unités Commerciales, BTS Assurance, BTS Après Vente Automobile
- IN&MA (ex-IPI : Institut Supérieur de Promotion Industrielle)
- IUT Reims-Châlons-Charleville (DUT Génie industriel et maintenance, DUT Réseaux et Télécommunications, DUT Carrière sociales), qui dépend de l'université de Reims Champagne-Ardenne.
- IUFM, dépendant également de l'université de Reims Champagne-Ardenne.
- IFSI.
- Le Centre national des arts du cirque (CNAC), école supérieure.
- À partir de septembre 2026, l'École Supérieure de Fonderie et de Forge (ESFF) s'installe sur le campus Arts et Métiers (ENSAM)[85].

Lycées
- Lycée Pierre-Bayen (public)
- Lycée Étienne-Œhmichen (public)
- Lycée Jean-Talon (public)

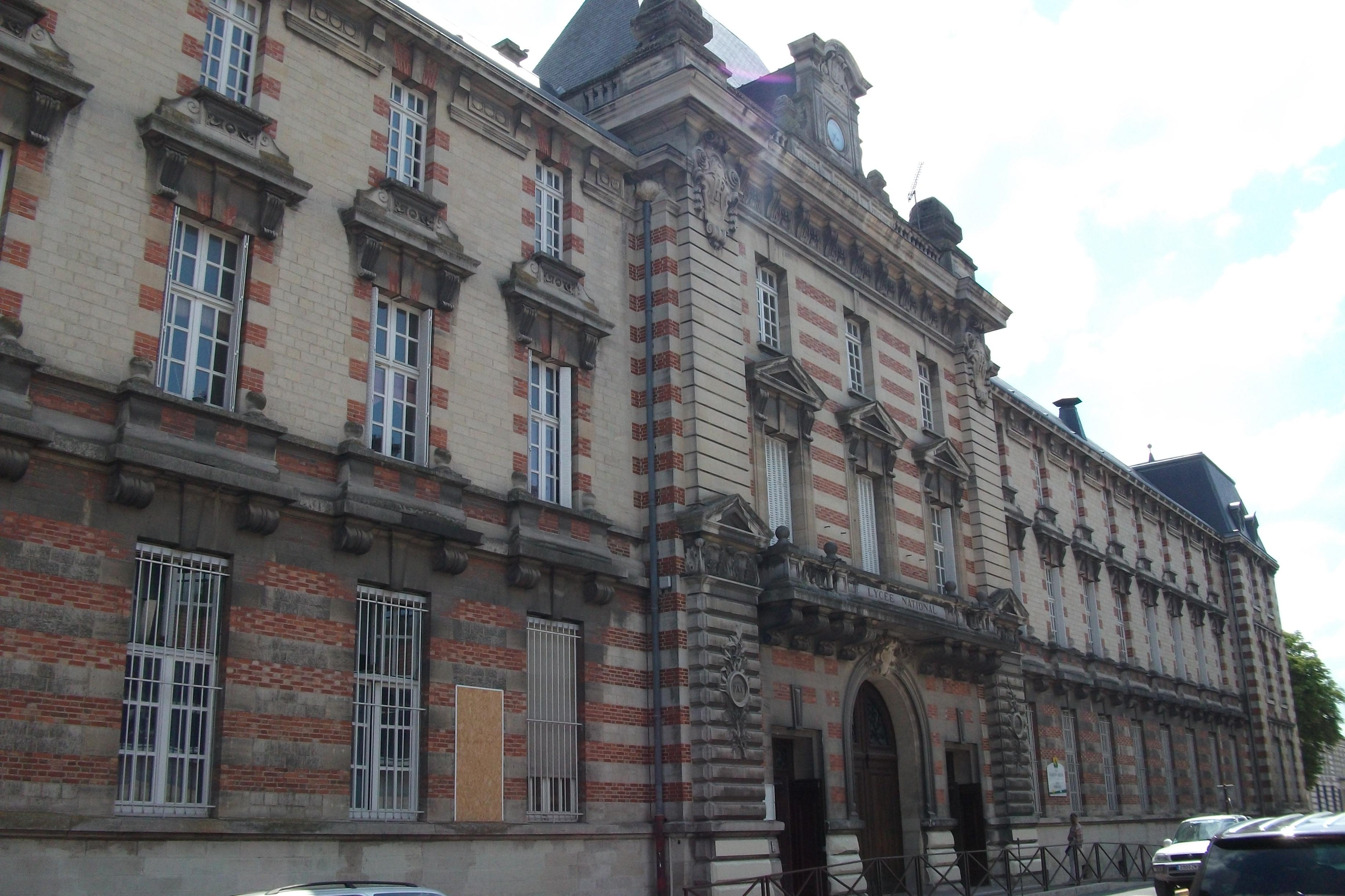
Lycée Pierre-Bayen.

- Lycée Frédéric-Ozanam (privé)[86], né de la fusion en 2009 de trois lycées : Charles-Péguy, Saint-Vincent-de-Paul et Saint-Joseph ; il est présent sur deux sites : le site Centre sur l'ancien site du lycée Saint-Joseph[87] et le site Mont-Hery sur l'ancien site du lycée Saint-Vincent-de-Paul[88].

### Sports
- Champagne Châlons Reims Basket (CCRB), club créé en 2010 du regroupement des clubs de basket de Châlons ESPE Basket Châlons-en-Champagne et de Reims RCB Reims Champagne Basket, évoluant en Pro B de 2010 à 2014 puis en Pro A maintenant. L'équipe joue ses matchs à domicile en alternance au Palais des sports Pierre-de-Coubertin à Châlons et au complexe sportif René-Tys à Reims.
- L'ASPTT, club omnisports de Châlons avec 23 sports différents dont l'athlétisme, le football, le tennis et le basket-ball.
- L'Échiquier châlonnais, club évoluant en Top 16 et vainqueur de la saison 2009/2010 du top 16, fondé en 1946.
- L'Association châlonnaise de vol à voile (ACVV), club de planeur en activité sur l'aérodrome de Châlons - Écury-sur-Coole.
- L'aéroclub Farman-Clément, club de vol moteur également en activité sur l'aérodrome de Châlons - Écury-sur-Coole.
- Moto Club de Châlons en Champagne, MVCC, club spécialisé dans la pratique de l'enduro et endurance tout terrain, existe depuis les années 1980, est un acteur majeur dans le microcosme du tout terrain champenois.
- Le Hockey club de Châlons « les Gaulois », jouant à la Patinoire Cités Glace, champion de France 2017 de division 3, l'équipe évolue depuis en division 2.
- La gymnastique, à La Renaissance Gymnastique, espace Pierre-de-Coubertin au palais des sports (Châlons-en-Champagne)
- CCTT Châlons-en-Champagne : club de tennis de table salle Tirlet
- Golf de la Grande Romanie à 20 km de Châlons précisément à Courtisols
- La Nautique Entente Châlonaise (NEC) : club de natation présent à la piscine olympique Pierre-de-Coubertin et à l'Aquacité de Fagnières, depuis près de 70 ans[C'est-à-dire ?].

### Médias

#### Radios locales
- Champagne FM (87.7 FM) : radio locale commerciale de la région Champagne-Ardenne. Elle émet des Ardennes à Saint-Dizier. Ses studios sont à Reims.
- RCF Cœur de Champagne[89] (anciennement RCF L'Epine puis RCF Marne et Meuse) (88.6 FM) : radio locale chrétienne du Diocèse de Châlons-en-Champagne[90].
- Hits Mixs Radio : webradio locale musicale et divertissement Champagne-Ardenne. Ses studios sont à Châlons-en-Champagne.
- CWR Châlons Web Radio webradio commerciale orientée loisirs, tourisme, culture, musique, diffuse depuis 2016.
- 90.0 Kit FM[91] : radio locale commerciale de la Meuse. Elle va émettre prochainement[92].
- Radio Mau-Nau (90.6 FM) : radio associative châlonnaise créée en 1983, membre de la FRACA (Fédération des radios de Champagne-Ardenne)[93].
- Happy FM (97.6 FM) : radio locale commerciale. Elle partage ses locaux avec Champagne FM à Reims. Elle émet aussi à Reims sur 89.8 et à Épernay sur 98.1.

#### Presse régionale et locale
- L'Union, journal régional basé à Reims.
- L'Hebdo du vendredi dont l'édition de Châlons a été lancée en mai 2008.
- Le Petit Catalaunien illustré, journal traitant l'actualité de la "Catalaunie".
- Au fil du Mau, mensuel de la ville de Châlons-en-Champagne.

#### Télévision locale
Les Châlonnais reçoivent France 3 Champagne-Ardenne grâce au site d'émission d'Hautvillers.

### Cultes

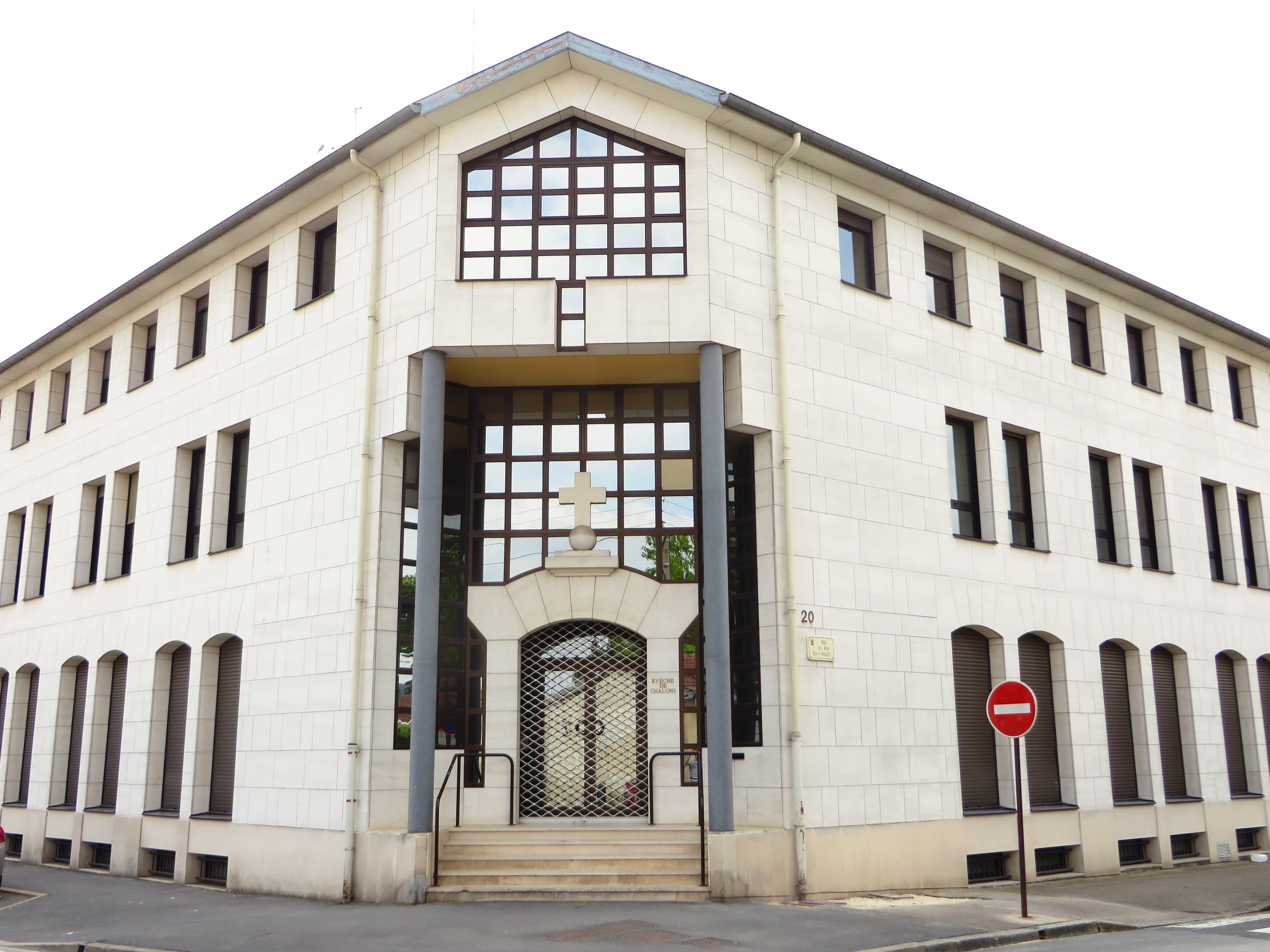
L'évêché.

- L'évêché rue Charrière.

### Activités culturelles et festivités

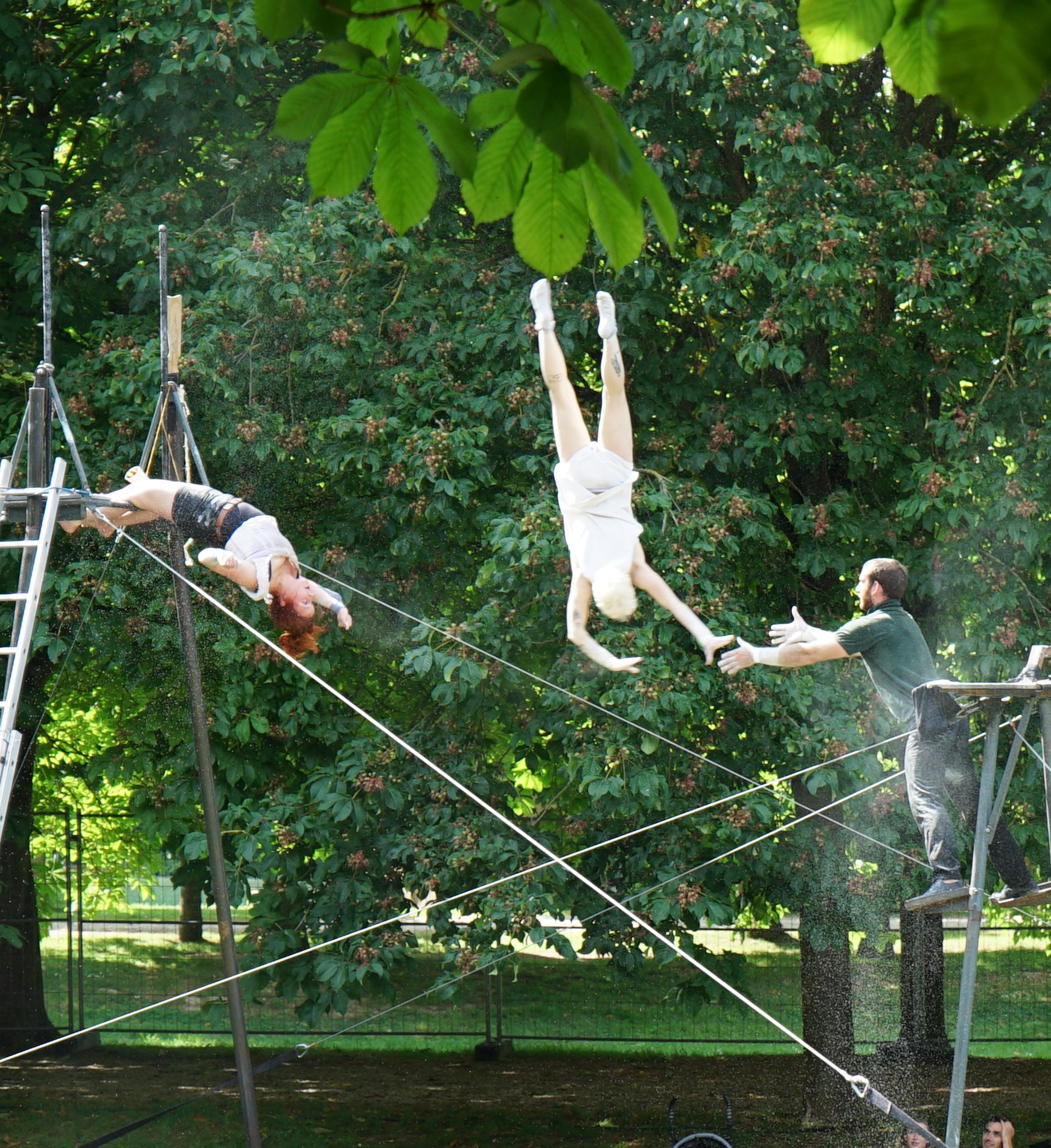
Furies de 2015.

- Le Grand Gala des Fignos (chaque année en décembre)
- La Nuit des Arts (chaque année en mai)
- La Comète est une scène sous label « scène nationale »
- La bibliothèque Georges-Pompidou
- Festival des Musiques d'ici et d'ailleurs[97]
- Furies, festival de cirque et de théâtre de rue, a lieu chaque année en juin, depuis 1990
- Conservatoire de musique agréé et de danse
- Chorales
- Centre national des arts du cirque, école supérieure des arts du cirque, seule en Europe.
- Société d'agriculture, commerce, sciences et arts du département de la Marne.
- Foire-exposition de Châlons (en septembre)
- Festival de cinéma War on Screen
- Festival Ça jase à Châlons (anciennement Printemps du jazz[98]), en avril.

## Culture locale et patrimoine

Vue panoramique de la place de l'Hôtel-de-Ville.

Châlons-en-Champagne est classée ville d'art et d'histoire. C’est une ville fleurie avec quatre fleurs.

### Édifices civils
Les monuments publics à Chalons-en-Champagne sont nombreux à découvrir
- l'hôtel de ville - construit en 1771 sur les plans de l'architecte Nicolas Durand, c'est un élégant édifice de style classique ;
- l'hôtel de l'Intendance, actuellement préfecture de région, XVIIIe siècle ;
- l'ancien grand séminaire actuellement Hôtel de région de Champagne-Ardenne dessiné par Jules Deperthes ;
- les archives départementales sont dans un bâtiment reconstruit sur le couvent de Vinetz avec les statues de Léon Bourgeois, Bourgeois de Jessaint et Sadi Carnot en avant ;
- le couvent de Vinetz accueillant actuellement le restaurant administratif, les services de la solidarité départementale et un lieu d'exposition dans l'ancienne chapelle avec les archives départementales ces bâtiments ferment la place du Forum-de-l'Europe ;
- le couvent de Sainte-Marie, rue de Jessaint, accueillant les services du département ;
- le quartier Tirlet, ancienne caserne qui est classée, où se trouvent des services administratifs (inspection académique), des associations et des services techniques ;
- le château du Marché et ses remparts se situent (dans le Petit-Jard classé jardin remarquable), bastion d'Aumale, arche et bastion Mauvillain ;
- le Cirque : il s'agit de l'un des cinq édifices de ce type subsistant en France ; il fut construit en 1899. Il abrite le Centre national des arts du cirque, unique établissement d'enseignement public de cette nature en Europe, et qui comprend l'École supérieure des arts du cirque, un centre de documentation et un pôle de formation professionnelle. Dispensé à des promotions d'une vingtaine d'élèves, l'enseignement intègre toutes les disciplines du spectacle vivant, en s'articulant autour de trois axes majeurs : conscience artistique, technique du cirque et capacité de création ;
- le musée des Beaux-Arts et d'Archéologie de Châlons-en-Champagne (place Godart), importante section archéologique (en réserves), depuis le paléolithique jusqu'au XVIIe siècle et collection de peintures du XVe au XXe siècle. Salle Nicolas-Appert[99]. Les frontons du musée sur la place Godart sont l'œuvre du sculpteur Gustave Navlet ;
- le musée du cloître de Notre-Dame-en-Vaux (rue Nicolas-Durand), remarquables vestiges du cloître canonial du XIIe siècle de la collégiale Notre-Dame-en-Vaux. 55 statues-colonnes sont présentées ;
- le musée Garinet (rue Pasteur), est une ancienne maison du XVIe siècle présentant l'intérieur d'une famille bourgeoise du XIXe siècle (Jules Garinet). Il a une belle collection de peintures ;
- L'ancien centre de tri postal de 1952, actuellement immeuble de bureaux. Labellisé Architecture contemporaine remarquable.
- le château Jacquesson, (avenue de Paris) plan de Viollet-le-Duc seule maison de ville de cet architecte ;
- la bibliothèque municipale Georges-Pompidou à vocation régionale, réalisée en 2001 par Paul Chemetov ;
- la maison d'arrêt de Châlons-en-Champagne ;
- l'abbaye de Toussaint qui est à la base de l'actuelle École nationale supérieure d'arts et métiers de Châlons-en-Champagne et l'ancienne école d'instituteurs ;
- un pâté de maisons ayant une unité architecturale qui regroupe la piscine olympique et la Maison des syndicats ;
- l'hôtel de police, dans le style piscine semblable à celui de Reims.

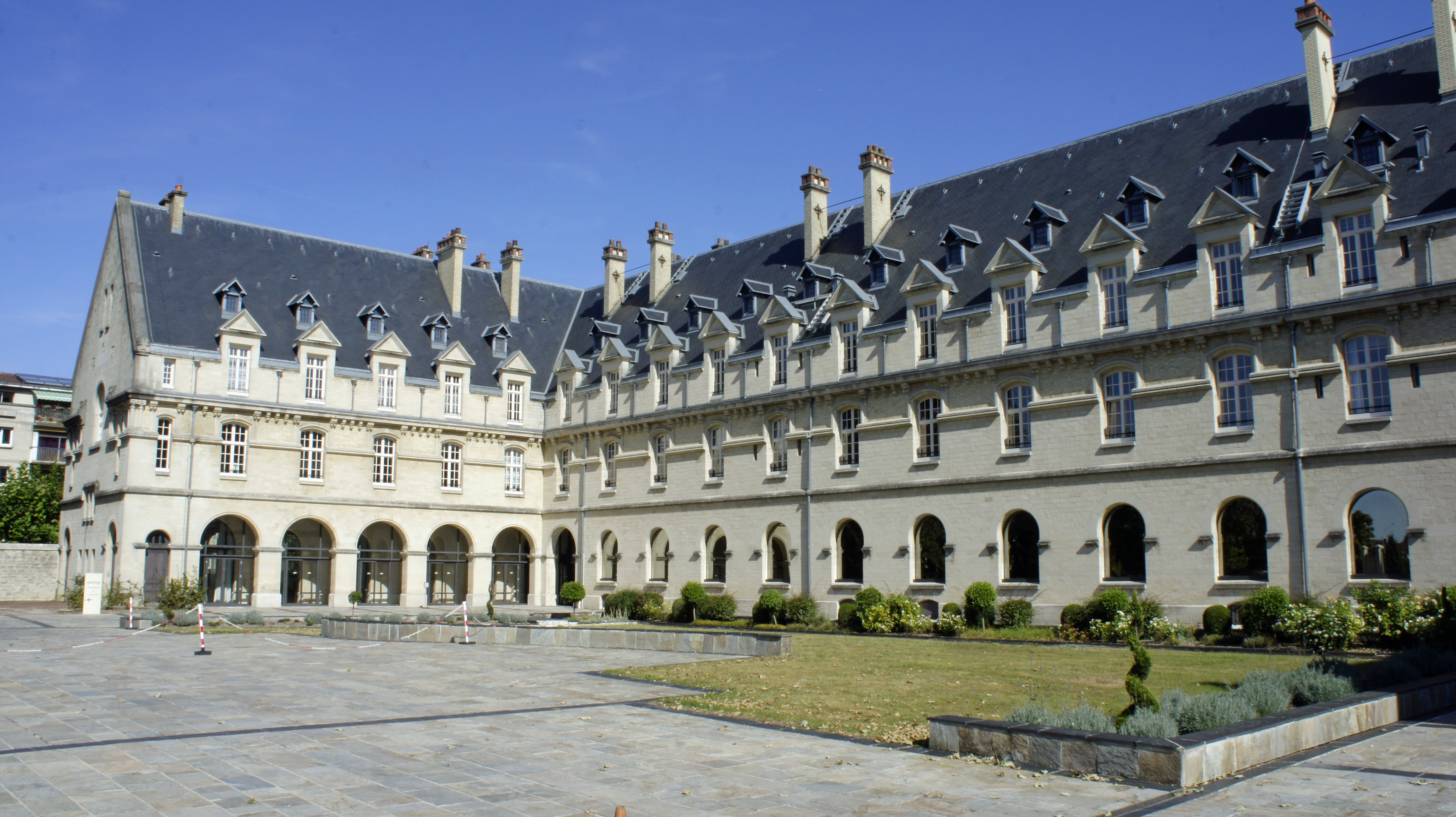
Hôtel de région de Champagne-Ardenne.
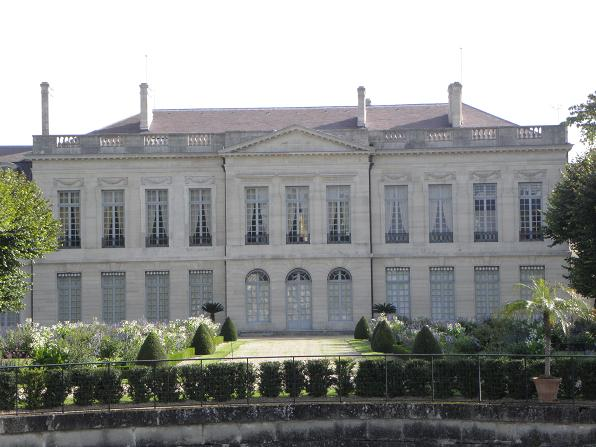
Préfecture de la Marne.
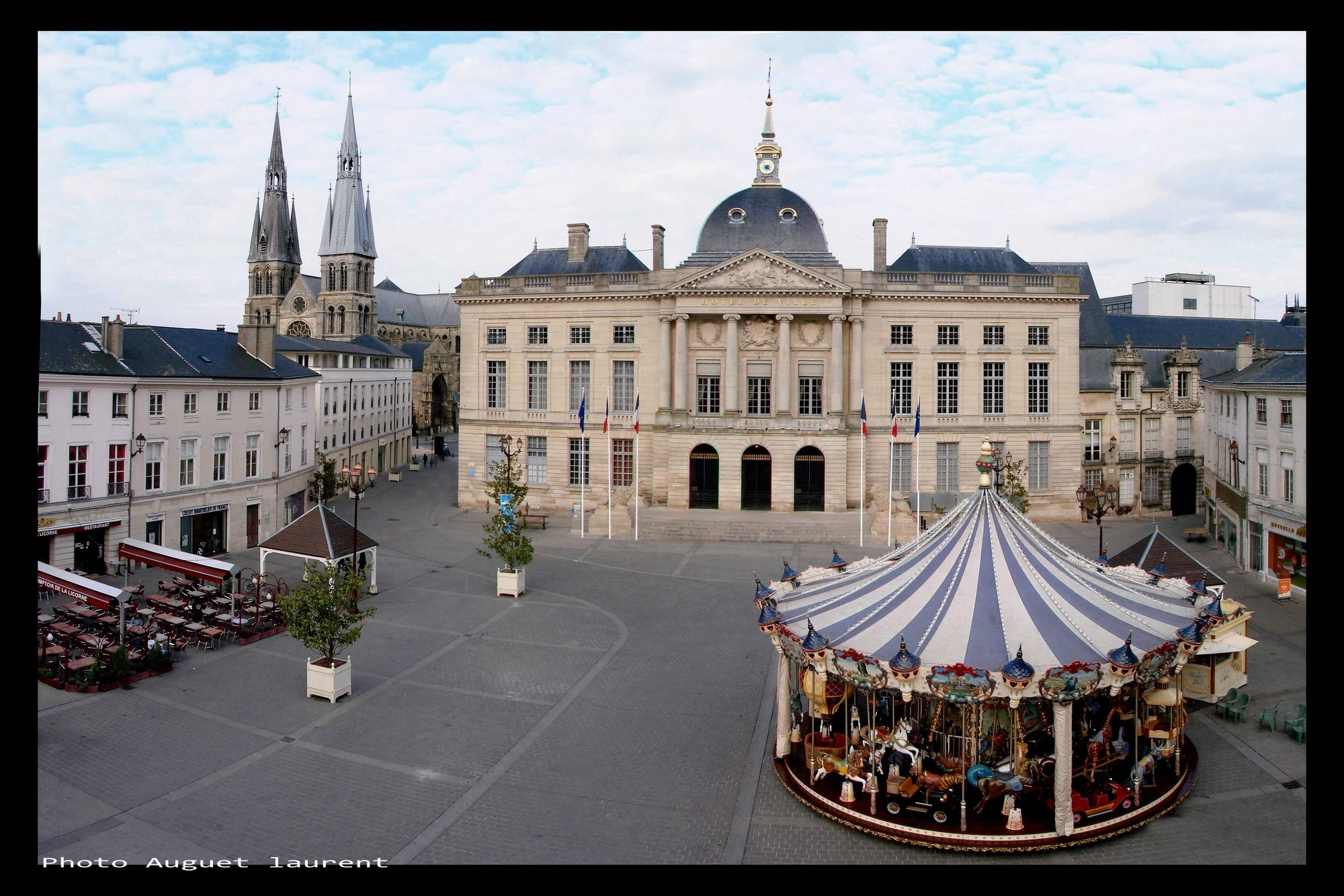
Hôtel de ville.
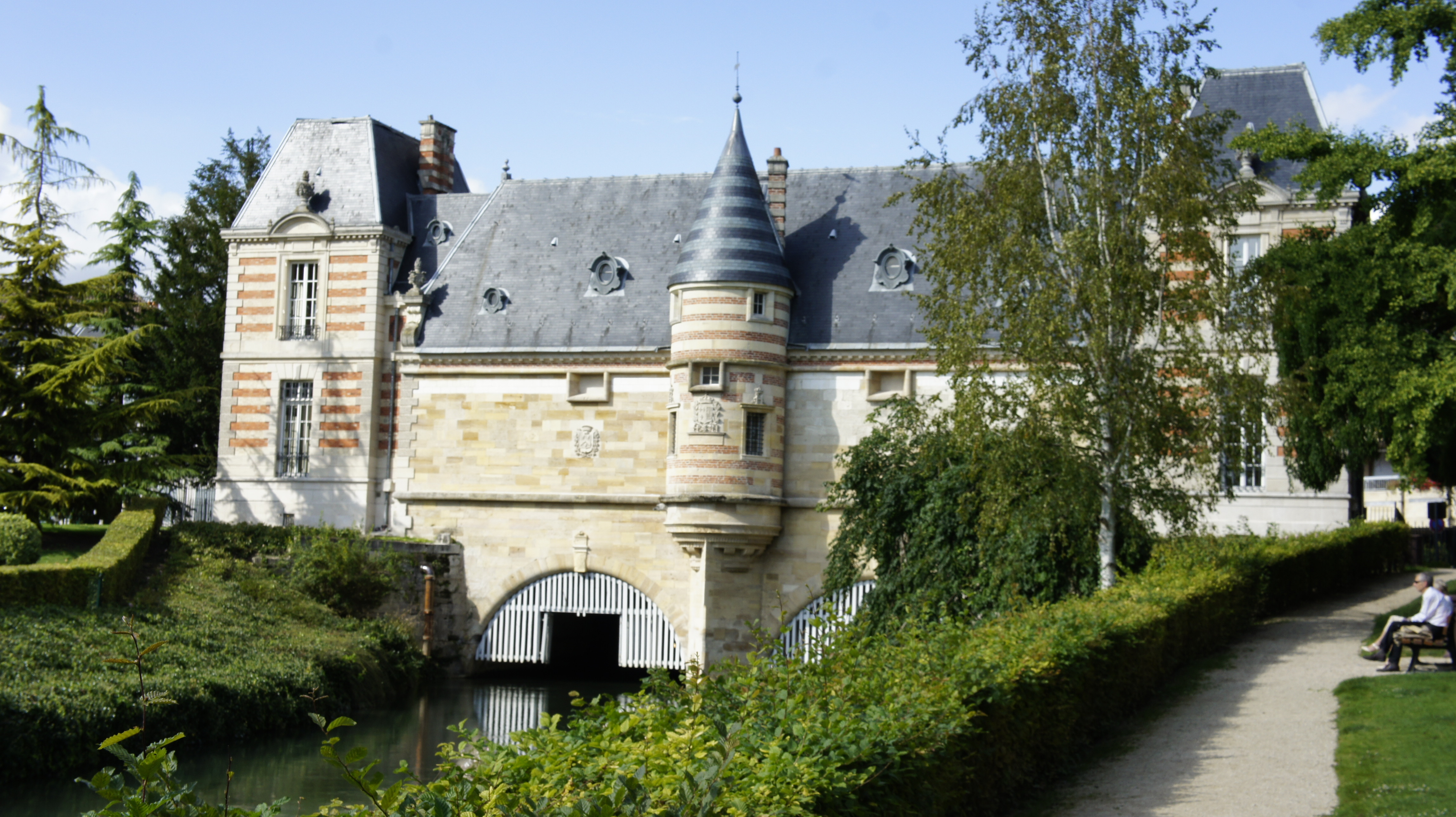
Château du Marché.
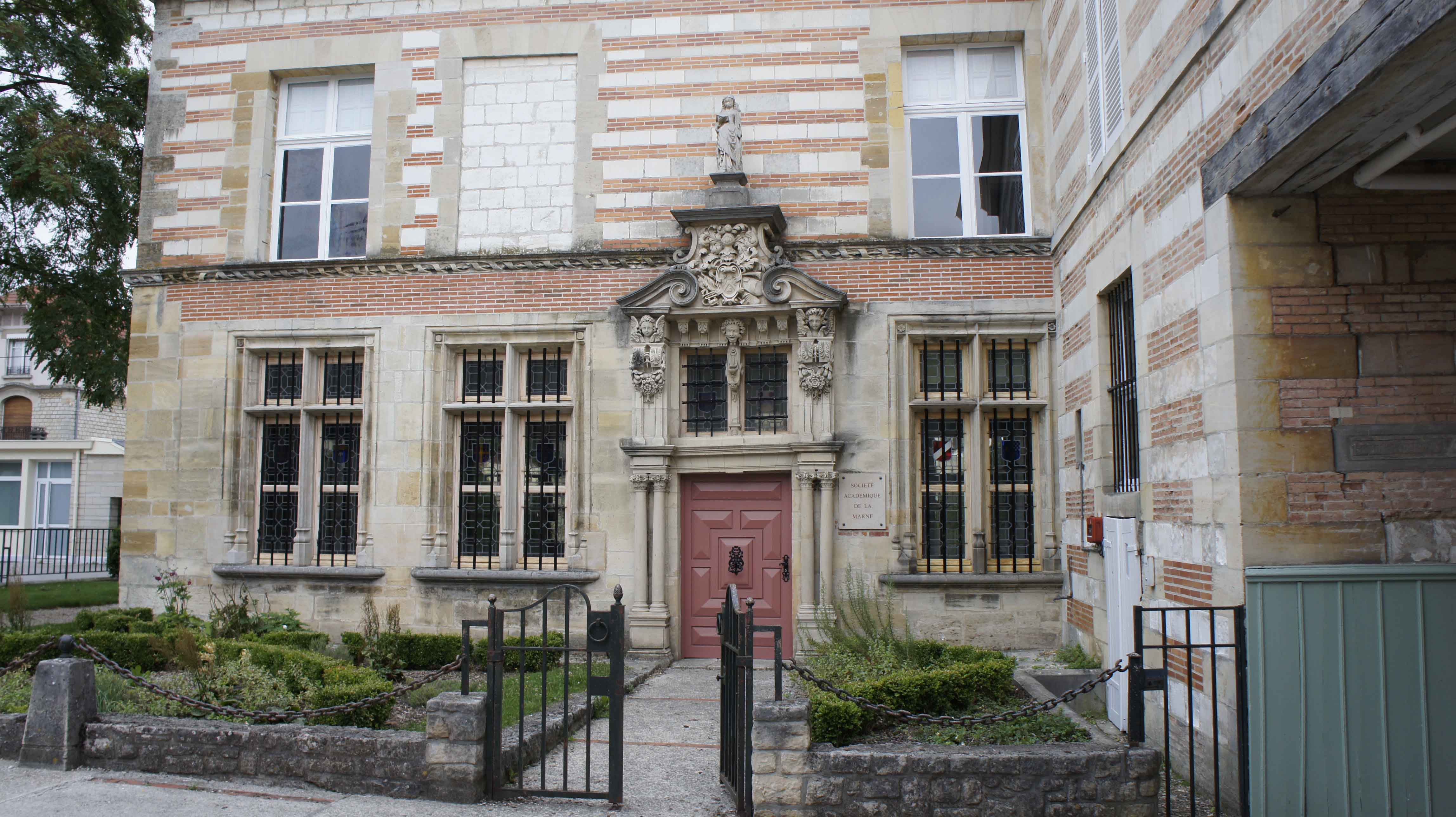
Musée Garinet.
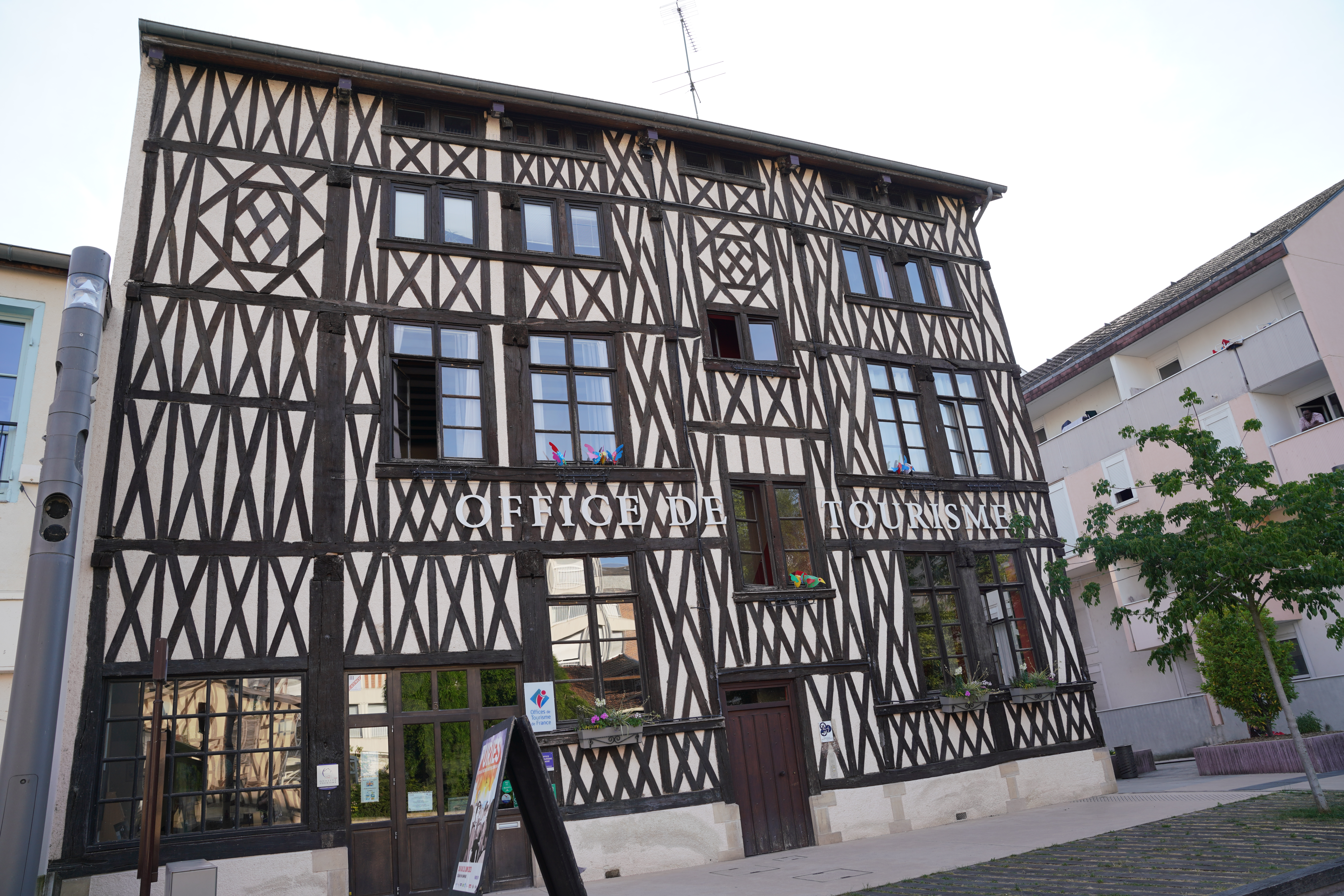
Maisons à pan de bois comme celle de l'office du tourisme.

Environnement
- le Grand Jard ;
- le Petit Jard, classé jardin remarquable ;
- le Jard anglais : ces trois jardins publics forment un site classé[100] ;
- la Promenade se situe le long du canal Saint-Martin.

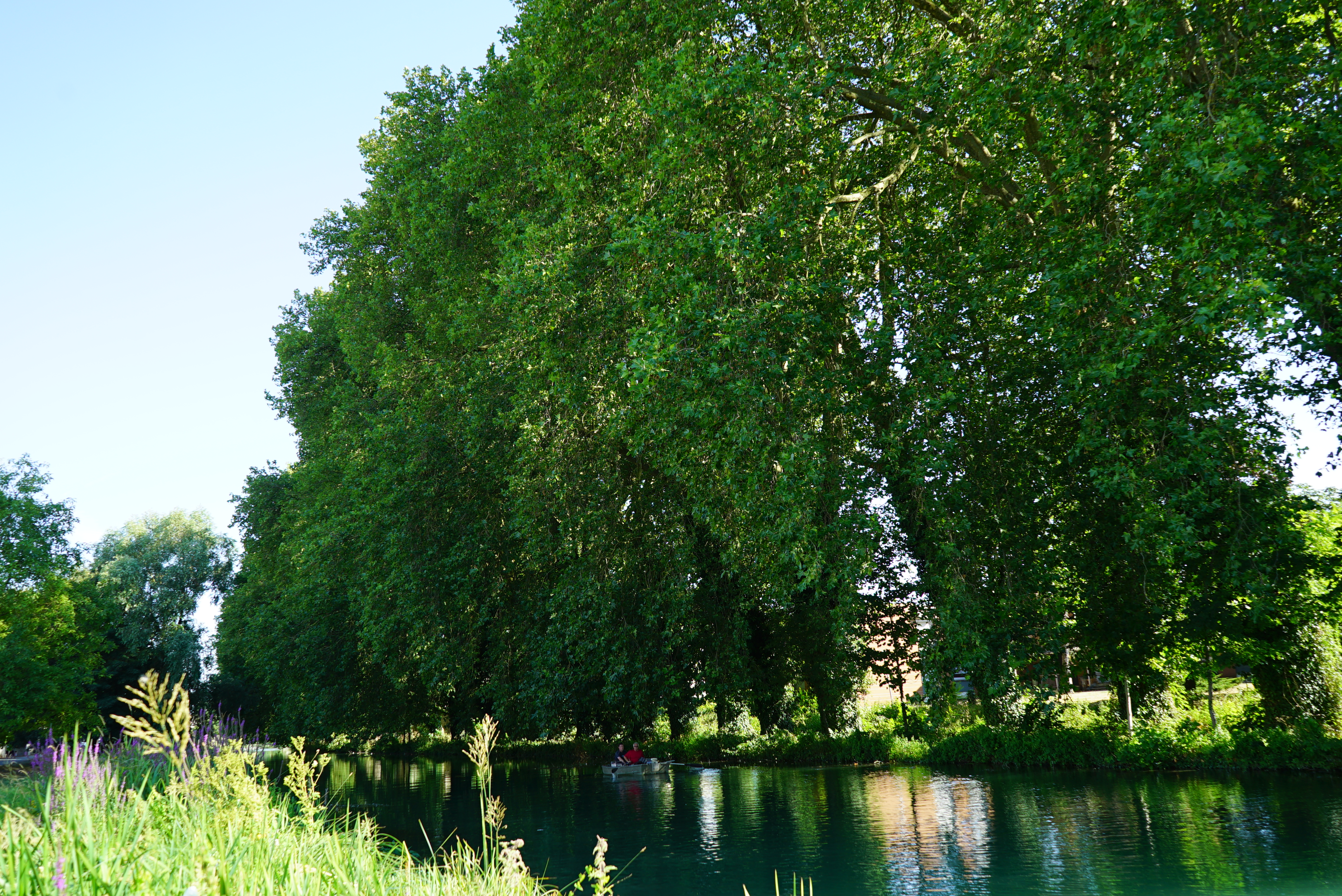
Promenade Saint-Martin.
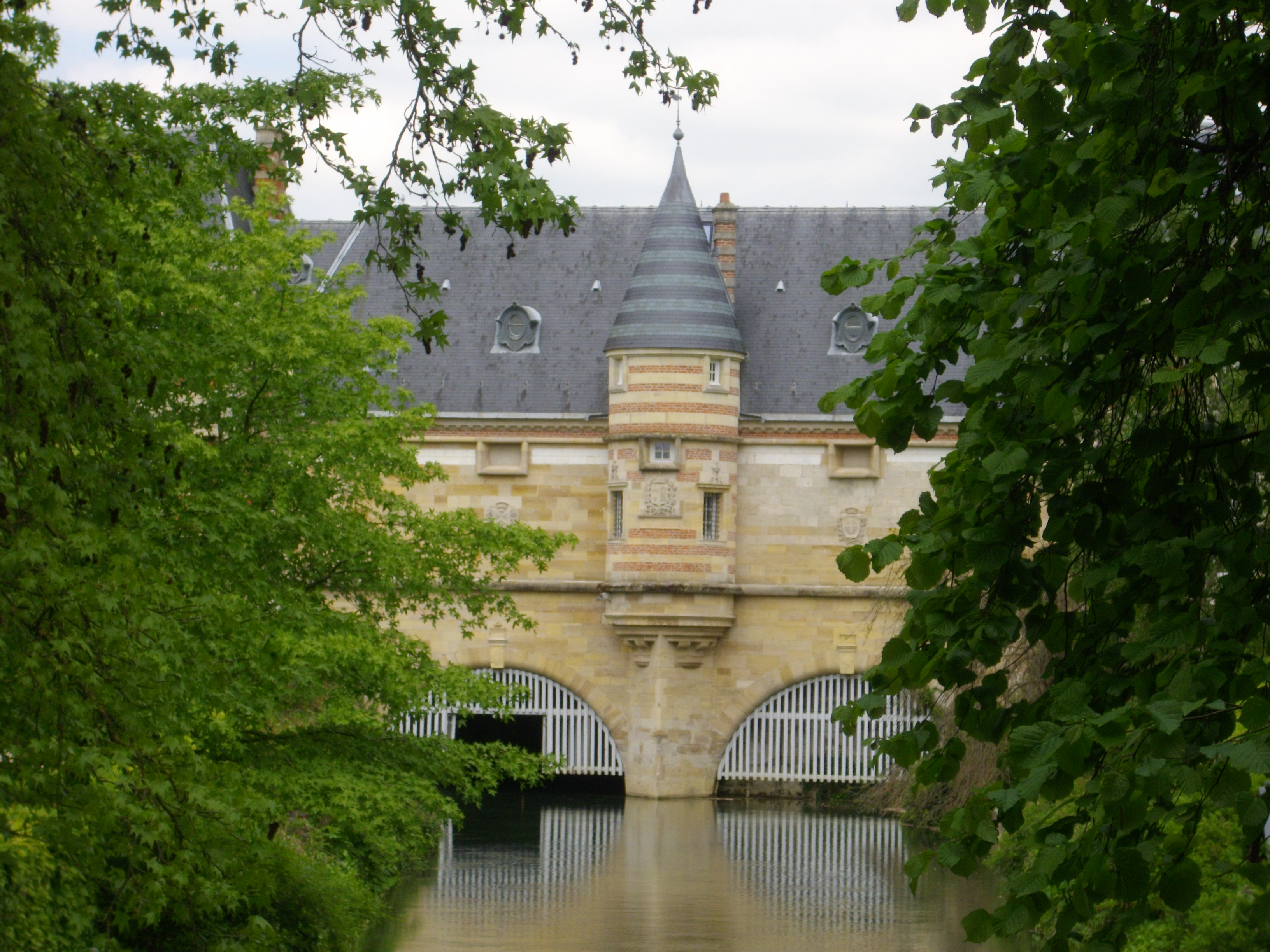
Château du Marché du Petit Jard.
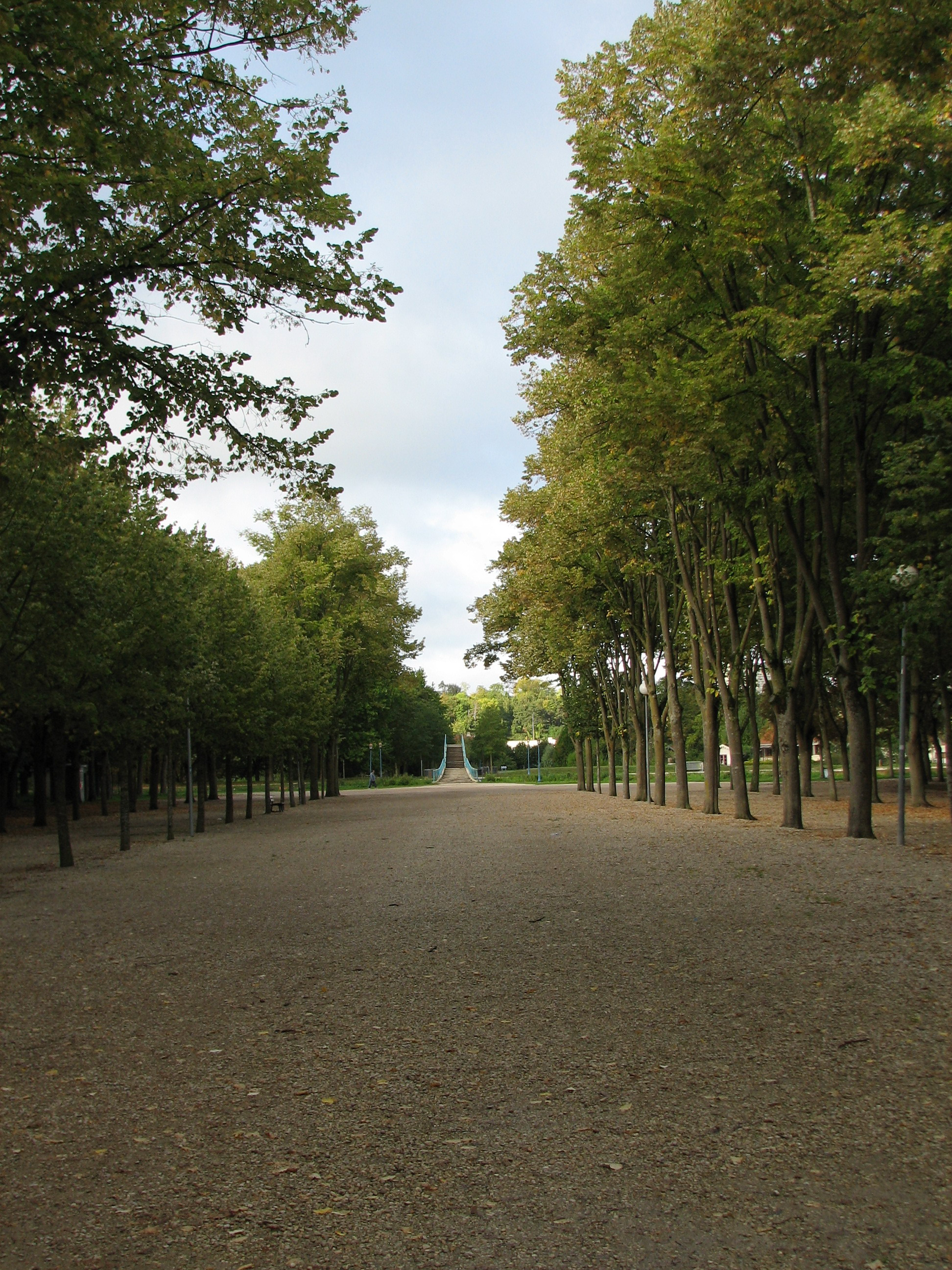
Allée principale du Grand Jard.
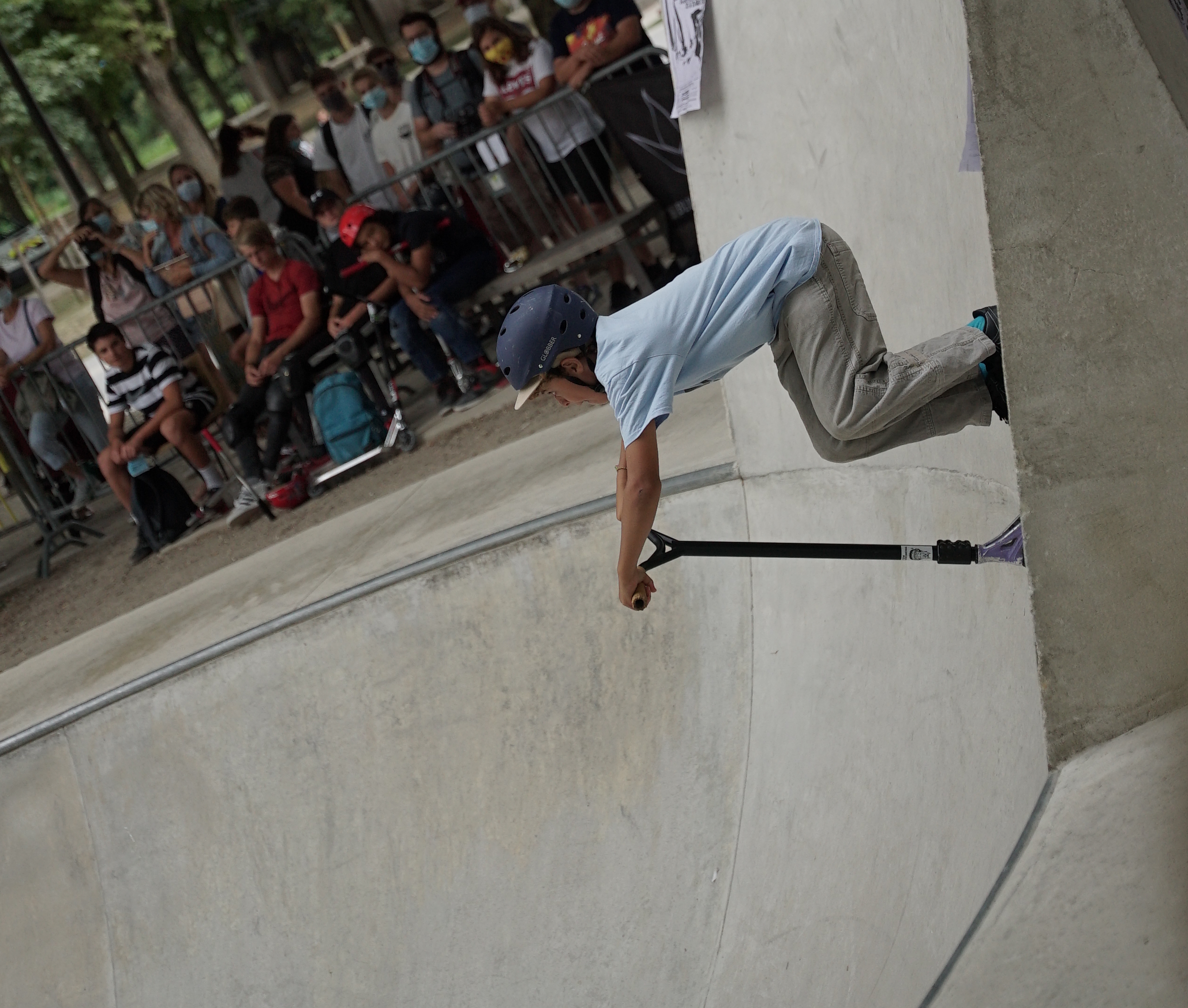
Compétition de trottinette au Grand Jard en 2020.

Les anciens hôtels particuliers
- Le musée Garinet (13, rue Pasteur) : immeuble en pierre et briques construit vers 1515, siège du Vidamé en 1599 ;
- L'hôtel dit la Maison des Œuvres (25, rue Pasteur) : l'hôtel a été construit au milieu du XVIIe siècle et agrandi au XIXe siècle. Autrefois, l'entrée des voitures se faisait par la rue Baudelot et le terrain s'étendait jusqu'à la rue de Flocmagny. Cette propriété appartenait au XVIIIe siècle à la famille Saguez de Breuvery et depuis 1878 à l'association diocésaine, ce qui explique qu'elle s'appelle aujourd’hui « la Maison des Œuvres ». Les façades du bâtiment du XVIIe siècle sont inscrites à l'Inventaire général du patrimoine culturel ;
- L'hôtel Dubois de Crancé (1, rue d’Orfeuil) : édifice construit au milieu du XVIIe siècle. Denis Diderot qui y séjourna en août 1759 décrira dans une lettre à Grimm l'intérieur de la demeure[101]. Cet hôtel particulier a abrité la bibliothèque municipale jusqu'à l'ouverture en 2001 de la Bibliothèque municipale à vocation régionale (BMVR), qui devait permettre d'accueillir plus largement les lecteurs[102] il est actuellement une annexe de la mairie ;
- L'hôtel Billet (5, rue Carnot) : résidence châlonnaise de Léon Bourgeois (plaque) ;
- Le château Jacquesson : c'est un hôtel particulier, avenue de Paris.

### Édifices religieux
- Collégiale Notre-Dame-en-Vaux : inscrite au patrimoine mondial de l'UNESCO dans le cadre des chemins de Saint-Jacques-de-Compostelle en France, Notre-Dame-en-Vaux était une collégiale, c'est-à-dire qu'elle abritait une communauté de chanoines. L'église actuelle fut commencée avant 1157, en remplacement d'un édifice antérieur qui s'était écroulé. Sa reconstruction était achevée en 1217. Commencée en style « de transition » (intermédiaire entre le roman et le gothique), elle fut terminée en gothique. On y trouve un beau chevet avec abside gothique flanquée de deux tours romanes (influence de la cathédrale de Toul), mais aussi d'admirables verrières du XVIe siècle. Il s'y trouve également un des plus grands carillons d'Europe, composé de 56 cloches et datant du XIXe siècle. Jusqu'à la Révolution, qui mutila son portail Sud de style Renaissance, elle possédait quatre flèches (voire cinq, si on compte la petite de la croisée du transept). Trois furent rasées à la Révolution pour récupérer leur plomb à des fins militaires ; une fut reconstruite à partir de 1852 par l'abbé Champenois, les deux autres attendent toujours de l'être. Au Moyen Âge, elle possédait une relique vénérable qui attirait beaucoup de pèlerins et fit sa gloire : la relique du saint Ombilic du Christ, détruite en 1707 par l'évêque de Châlons. Le reliquaire de 1407 est conservé au musée Cluny à Paris.
- Cathédrale Saint-Étienne : le monument présente des parties romanes du XIIe siècle (crypte, tour du bras Nord dont le rez-de-chaussée abrite une rare verrière romane) mais fut reconstruit en style gothique. L'abside, le transept et trois travées de la nef étaient achevés en 1261. Les chapelles rayonnantes et le déambulatoire furent ajoutés entre 1280 et 1310. La nef fut continuée à la fin du XVe siècle et au début du XVIe siècle. Entre 1628 et 1634, on éleva la façade occidentale (en style baroque) et les deux travées voisines. Cependant, la conception primitive de la nef fut conservée à travers les siècles par les constructeurs successifs, qui ont voulu lui préserver son unité. L'édifice a conservé une remarquable parure de vitraux. Dans les bas-côtés Sud se trouve une intéressante série de vitraux de la fin du XVe siècle et du début du XVIe siècle. Ceux de l'autre bas-côté ont été faits au XIXe siècle dans le goût du XIIIe siècle. Ceux des bras du transept Sud datent du XXe siècle. De très nombreuses dalles funéraires gravées du XIIIe siècle au XVIIe siècle sont incrustées dans le pavage ou relevées le long des murs. Elles se caractérisent par une grande élégance du dessin.
- Église Saint-Alpin : l'église est placée sous le vocable de saint Alpin, évêque de Châlons au début du Ve siècle. Elle existait déjà au IXe siècle et a été reconstruite vers 1170 dans un style gothique encore marqué par le style roman. De cette époque, il subsiste la nef — six travées dont les arcades richement moulurées reposent alternativement sur des piles fortes et des piles faibles — et les collatéraux. Vers 1230, on entreprit de rajeunir l'édifice en voûtant la nef et les collatéraux, sans modifier l'élévation intérieure. Plus tard, le transept et son croisillon Nord furent remaniés. C'est au début du XVe siècle que l'on construisit un nouveau chœur polygonal, entouré d'un déambulatoire dépourvu de chapelles rayonnantes, mais percé de grandes fenêtres que de riches donateurs parent de splendides verrières colorées. On ajouta sur toute la longueur du bas-côté Sud une série de chapelles qui conservent un ensemble remarquable de vitraux en grisaille. Les verrières du déambulatoire, mises en place entre 1515 et 1522 environ, juxtaposent souvent de petites scènes, à la gamme colorée éclatante, où apparaissent des inscriptions placées dans des banderoles décoratives.
- Église Saint-Jean-Baptiste : l'église Saint-Jean-Baptiste est extrêmement intéressante parce que, ayant été bâtie du XIe siècle au XVIIe siècle, elle permet de suivre, sans interruption, l’évolution de l’architecture de l’art roman jusqu’à l’art de la Renaissance. La construction de la nef et des bas-côtés paraît remonter au dernier quart du XIe siècle. À partir du transept, nous entrons dans l’art d’ogive, avec les voûtes sur croisées d’ogives. Les murs sont remplacés par de larges fenêtres. Le chevet actuel date du XIIIe siècle. Au XIIIe siècle furent inhumés, dans l'église, deux évêques de Châlons : saint Élaphe et saint Lumier. Vers 1500, les arbalétriers construisirent une chapelle dédiée à saint Sébastien leur patron (actuelle chapelle des fonts baptismaux). En 1603, une tour fut élevée au-dessus de la croisée du transept et il fallut consolider les piles. En 1671, les bas-côtés furent remaniés et recouverts de voûtes d’ogives surbaissées. Fortement ravagée par les guerres de la Révolution et de l’Empire, l’église Saint-Jean-Baptiste a été restaurée grâce à la générosité de ses paroissiens surtout pendant la deuxième moitié du XIXe siècle. Ses vitraux datent de cette époque. Dans cette église a été baptisé Nicolas Appert en 1749, sa maison natale est sise en face de l'église (plaque).
- Synagogue XIXe siècle.
- Temple protestant du XIXe siècle : situé au 18 bis, rue Lochet, en face de la synagogue, un temple protestant datant de 1880 d'architecture néogothique, plans de Louis Gillet (1848-1920), architecte départemental. Lieu de culte de l'Église Réformée (tradition calviniste). Au-dessus de la porte est inscrit le verset d'Isaïe 40,8 : « La parole de notre Dieu demeure éternellement. »
- Église Sainte-Pudentienne de Châlons-en-Champagne de style Art déco, XXe siècle.
- Église Sainte-Thérèse-de-l'Enfant-Jésus, XXe siècle, vitraux de Roland Irolla[103].
- Église Saint-Antoine, XXe siècle.
- Église Saint-Loup, XIVe siècle.
- Église Saint-Michel, XXe siècle.
- Prieuré des bénédictines de Vinetz.
- Ancienne église de l'abbaye de Vinetz, XVIIe siècle.
- Chapelle de l'ancien hôtel de l'Intendance, actuellement préfecture, XVIIIe siècle.
- Chapelle Saint-Alphonse-de-Liguori, XXe siècle.
- Chapelle Saint-Joseph, XVIIe siècle.
- Chapelle du lycée Saint-Vincent-de-Paul, XXe siècle.
- Chapelle du Grand Séminaire, actuel hôtel de région, XXe siècle.
- Chapelle de l'hôpital psychiatrique, XIXe siècle.
- Ancienne chapelle du couvent de l'Adoration-Réparatrice, XIXe siècle.
- Ancienne chapelle des Récollets, XVIIe siècle.
- Couvent Sainte-Marie, XVIIe siècle.
- Ancienne chapelle de l'hôpital militaire, détruite.
- Ancien couvent des Dames de la Congrégation.
- Ancien couvent des Cordeliers.
- Abbaye Saint-Sulpice de Toussaint.
- Abbaye Saint-Pierre-aux-Monts.
- Ancienne collégiale Sainte-Trinité, qui jouxtait la cathédrale. Elle fut fondée en 1023 et détruite en 1792[104].
- Maison Saint-Joseph.

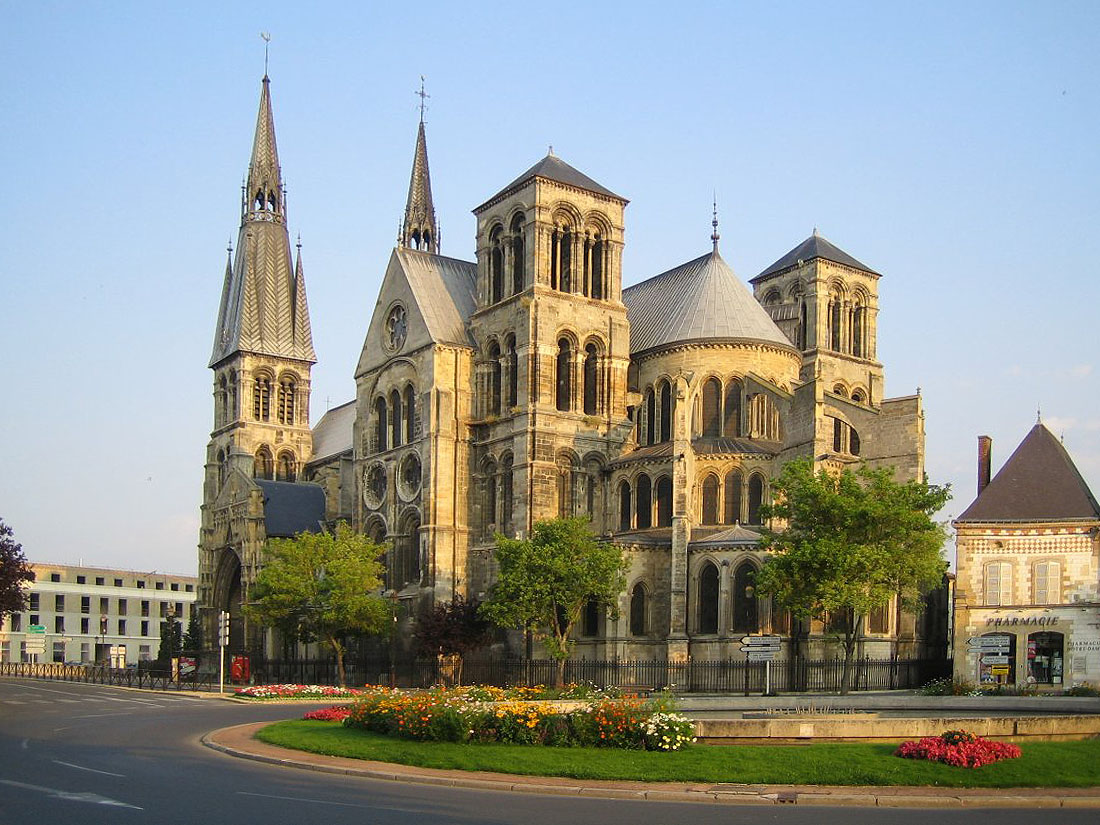
Notre-Dame-en-Vaux (chevet).
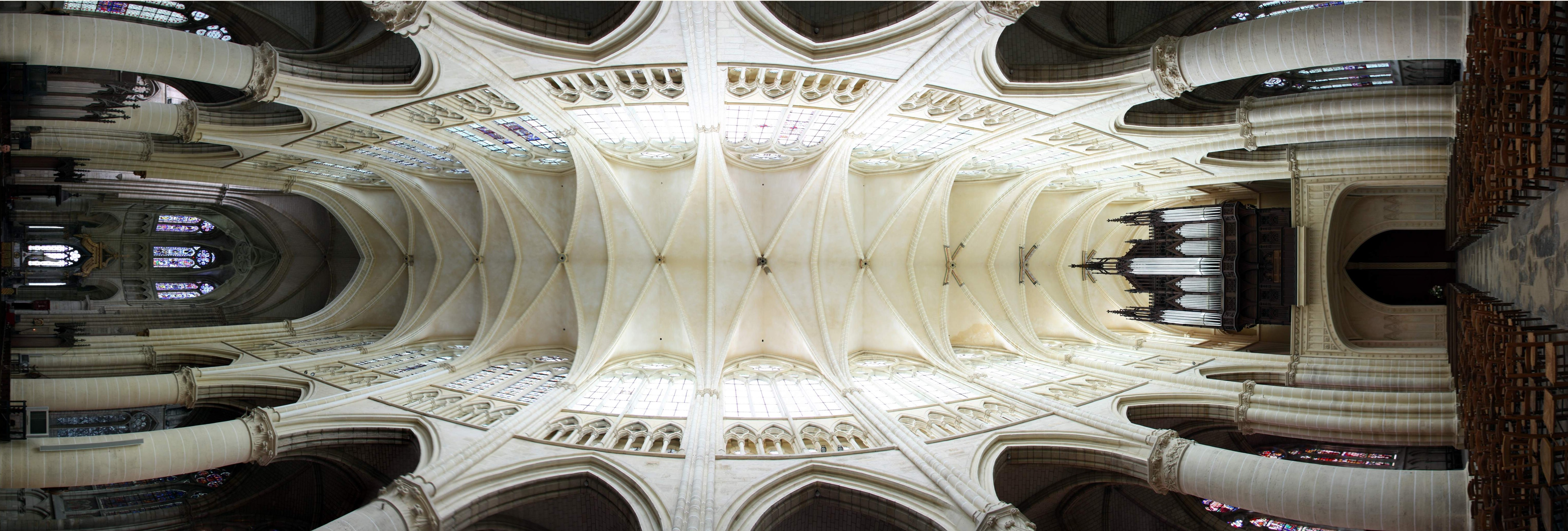
Plafond de la grande nef de la cathédrale Saint-Étienne.
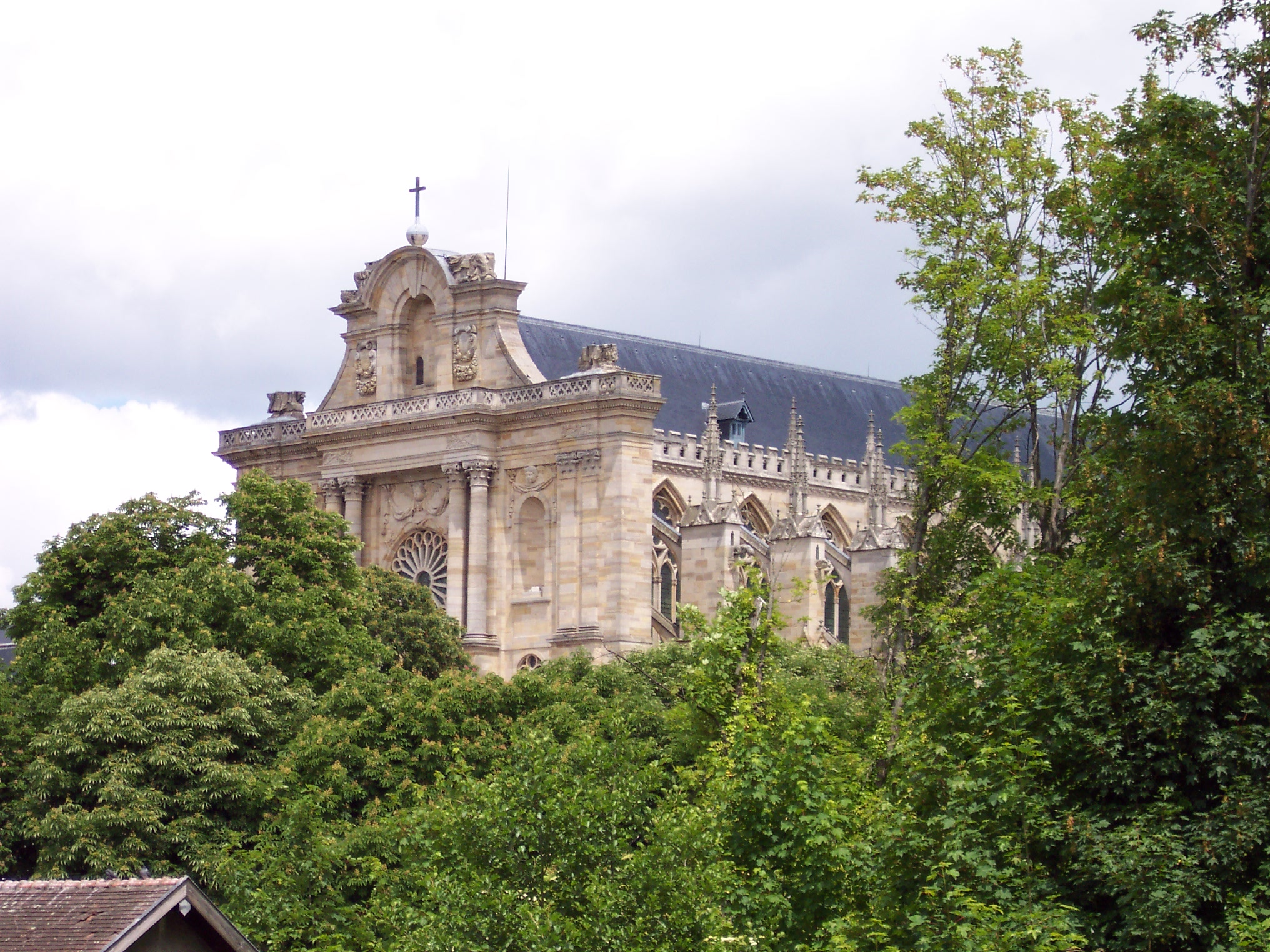
Façade de la cathédrale vue du Grand Jardin.
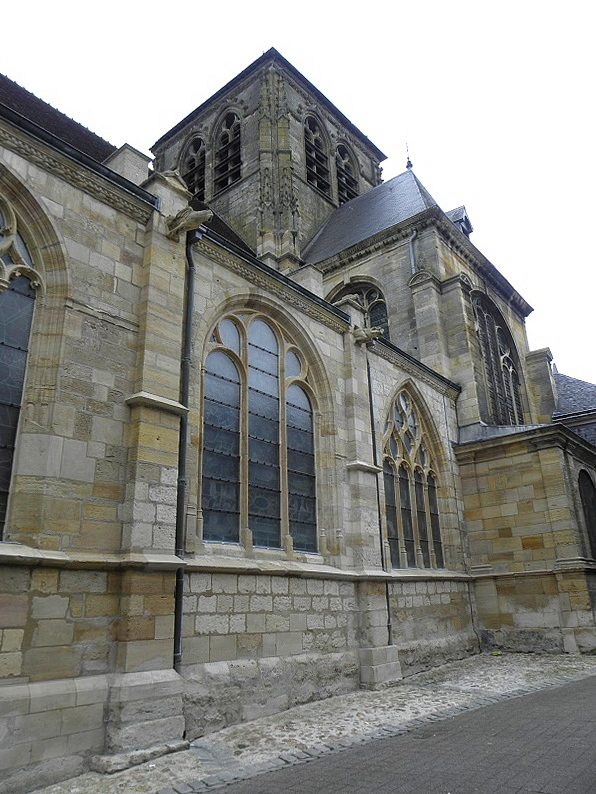
Flanc sud de l'église Saint-Alpin.
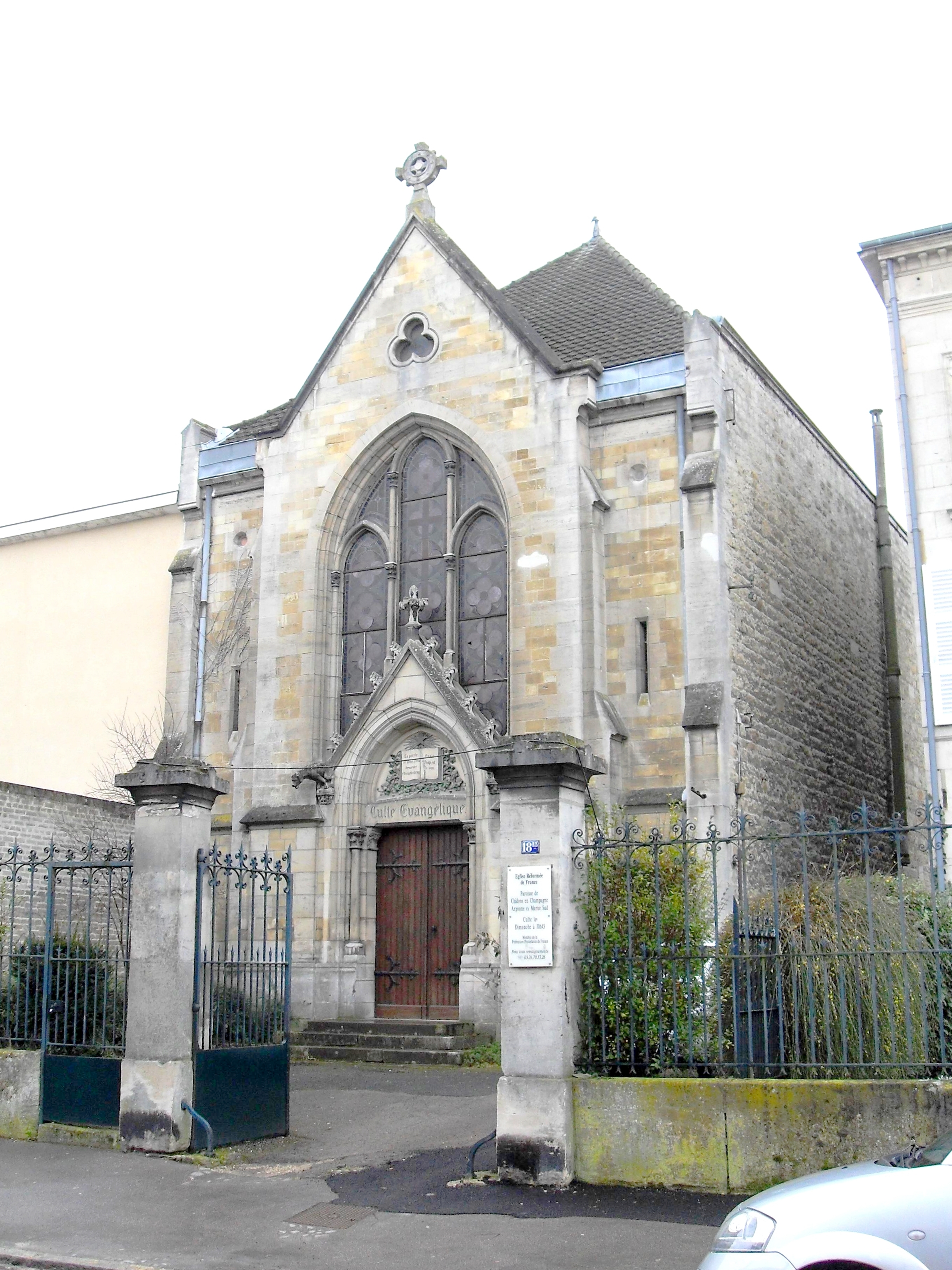
Temple protestant de Châlons.
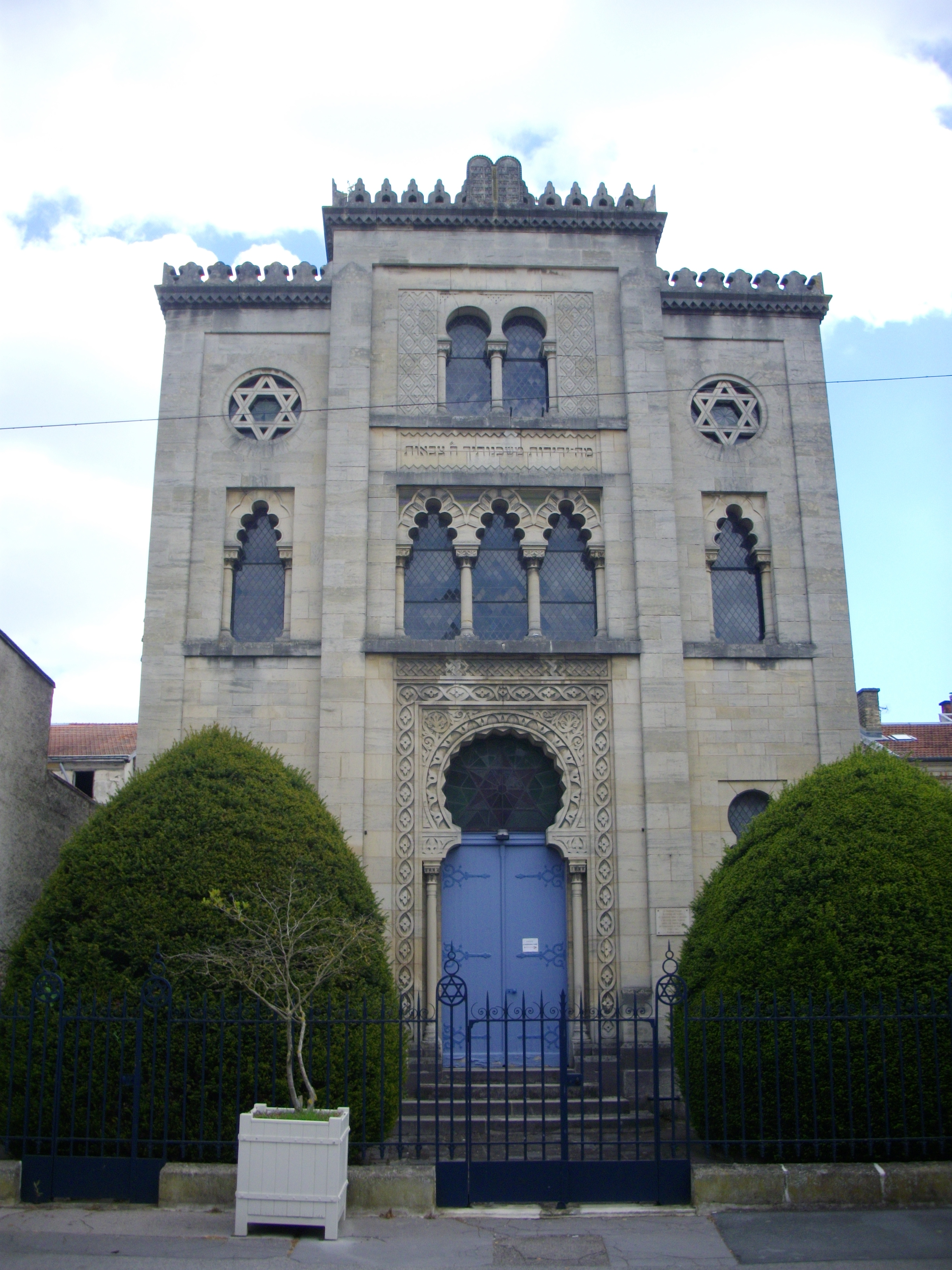
Synagogue de Châlons.

### Monuments commémoratifs
- Porte Sainte-Croix — également appelée porte Dauphine. Elle a été érigée en 1769 par l'intendant Gaspard-Louis Rouillé d'Orfeuil, et dédiée, en 1771, à Marie-Antoinette, à l'occasion de son arrivée en France pour son mariage avec le Dauphin, le futur roi Louis XVI. Seule la face sud-est, visible par Marie-Antoinette lors de son arrivée, est ornementée.
- La statue-colonne Nicolas Appert, œuvre d'Ipoustéguy (1991), est érigée à côté de la porte Sainte-Croix.
- La Dernière Relève, sculpture de Gaston Broquet. C'est une œuvre en bronze représentant une demi-escouade avec un lieutenant devant des artilleurs de tranchées[105], il avait comme premier objectif l'hommage aux Châlonnais morts pour la France pendant la Première Guerre mondiale. Le monument rend maintenant hommage aux victimes de la Seconde Guerre mondiale, ceux victimes aux T.O.E, puis en Indochine, lors de la guerre d'Algérie, lors des opérations de maintien de la paix au Liban, au Tchad et en Afghanistan. Il se trouve rue de la Marne à côté de la cathédrale.
- Square du Souvenir-Français, avec une plaque sur la prison en hommage aux prisonniers martyrs des nazis et le monument aux martyrs de 1939-1945 ; recueillant le 24 avril 1976 les cendres revenus des crématoriums des camps de concentration.
- La nécropole nationale se trouvant sur le côté du cimetière du Sud, il regroupe les morts des officiers, sous-officiers, soldats de la IVe Armée et de la VIe Région militaire, principalement des Français mais aussi quelques tombes anglaises et un carré pour les soldats musulmans.
- Le monument À la mémoire des victimes militaires et civiles de toutes les guerres, colonne se trouvant dans le cimetière du sud et plus particulièrement aux Châlonnais morts pour la patrie et qui dorment de leur dernier sommeil loin du foyer natal… 1894, à Louis-Claude de Nettancourt-Haussonville, à Pierre-Charles Lochet, François-Antoine Baumgartner, Jean-Baptiste Michel Féry, Claude Antoine Compère, Louis Camus général de brigade né à Châlons-sur-Marne le 19 août 1760 et décédé le 6 septembre 1815.
- Monument aux victimes civiles du 27 avril 1944.
- Une statue de Jeanne d'Arc, place Saint-Étienne, en mémoire de son passage en la ville les 14 et 15 juillet 1429 ; une plaque en commémorant le cinq-centième anniversaire de son passage en la ville qui est rue de la Marne.
- Statue Gloria Victis place de la Libération, don de Joseph Chevalier, œuvre de Antonin Mercié qui est la propriété du musée de Châlons-en-Champagne.
- Statue de Jean Talon se trouvant place Godart.

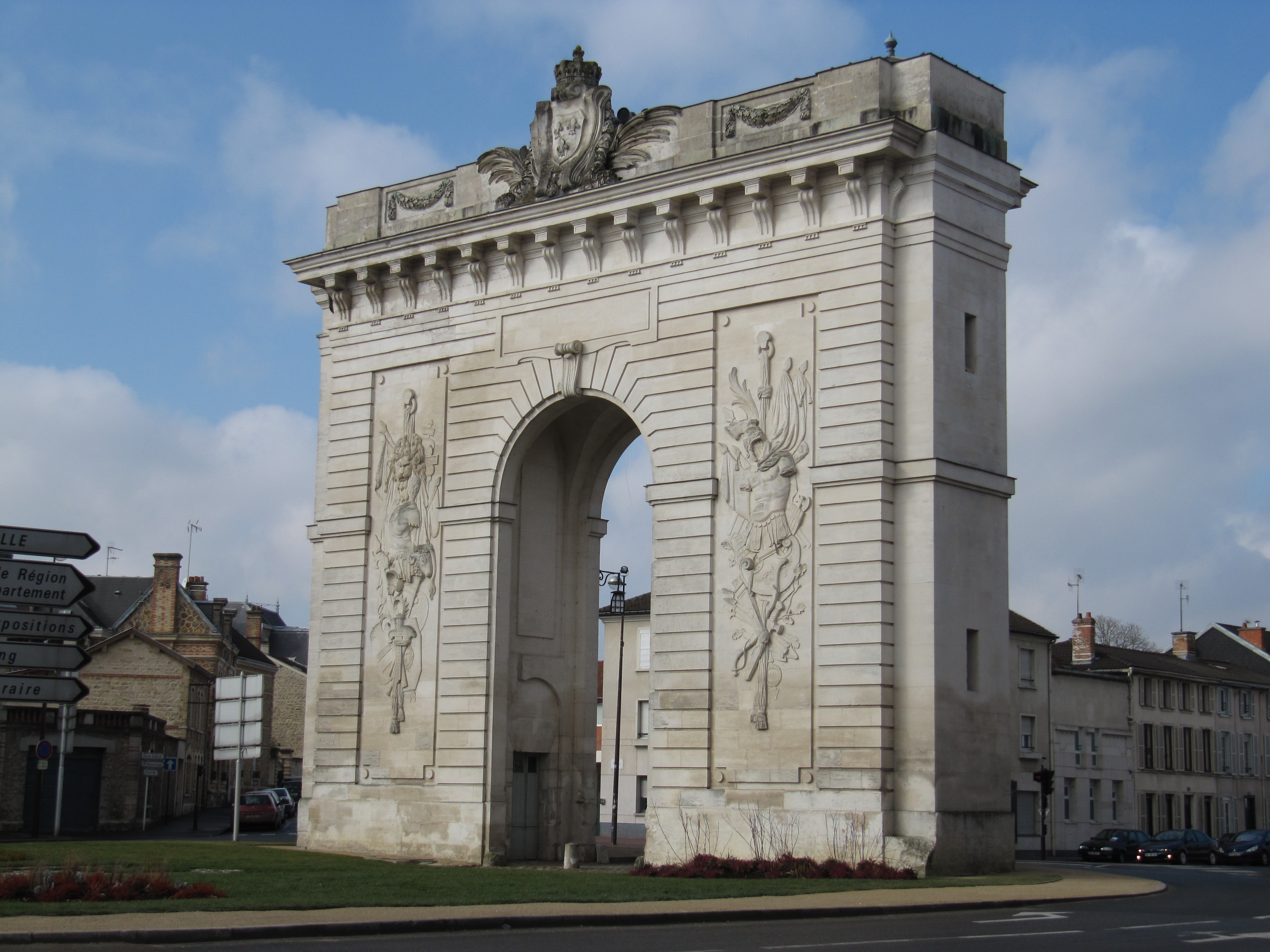
Porte Sainte-Croix.
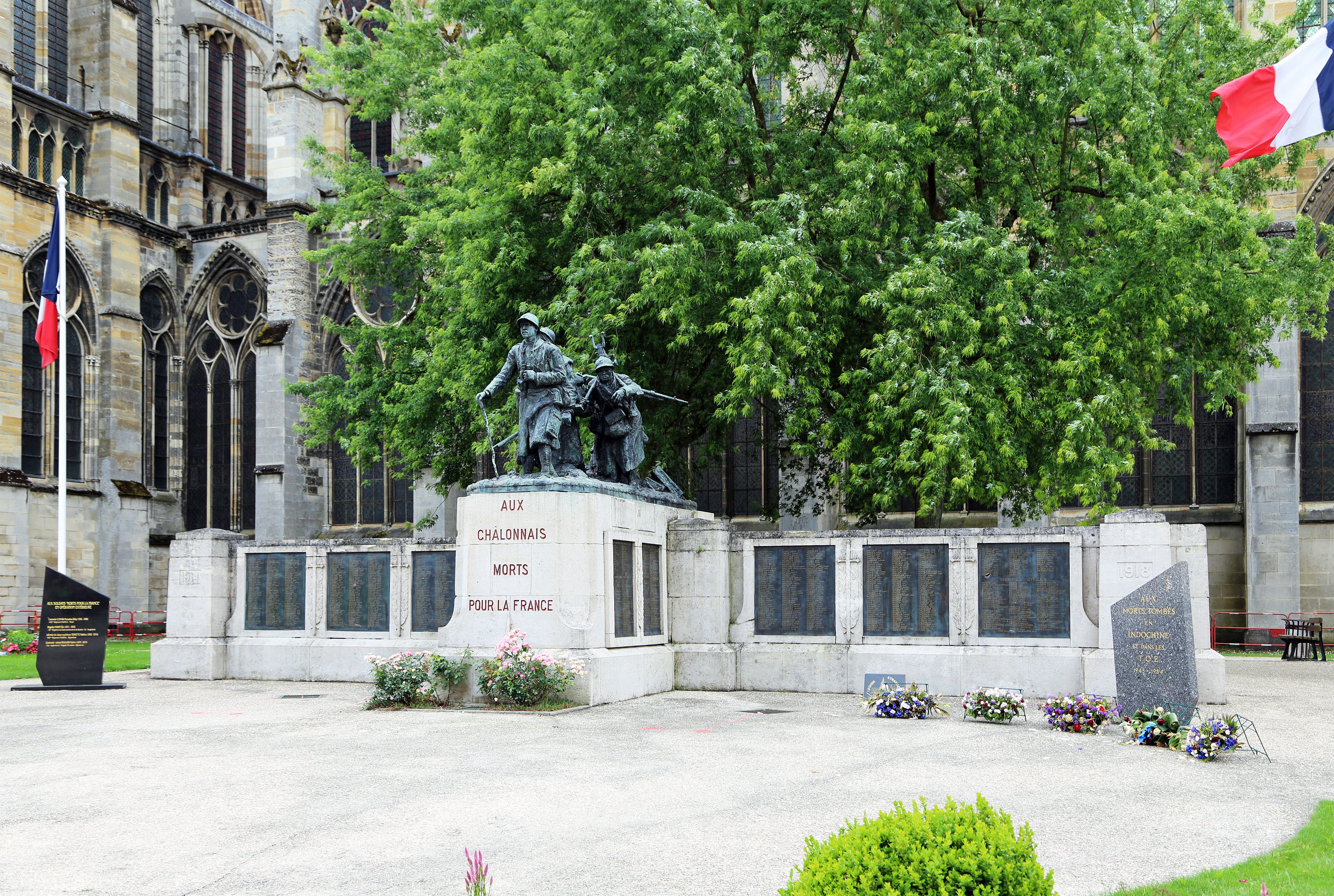
Monument aux morts près de la cathédrale, avec le groupe « La dernière relève » du sculpteur Gaston Broquet.
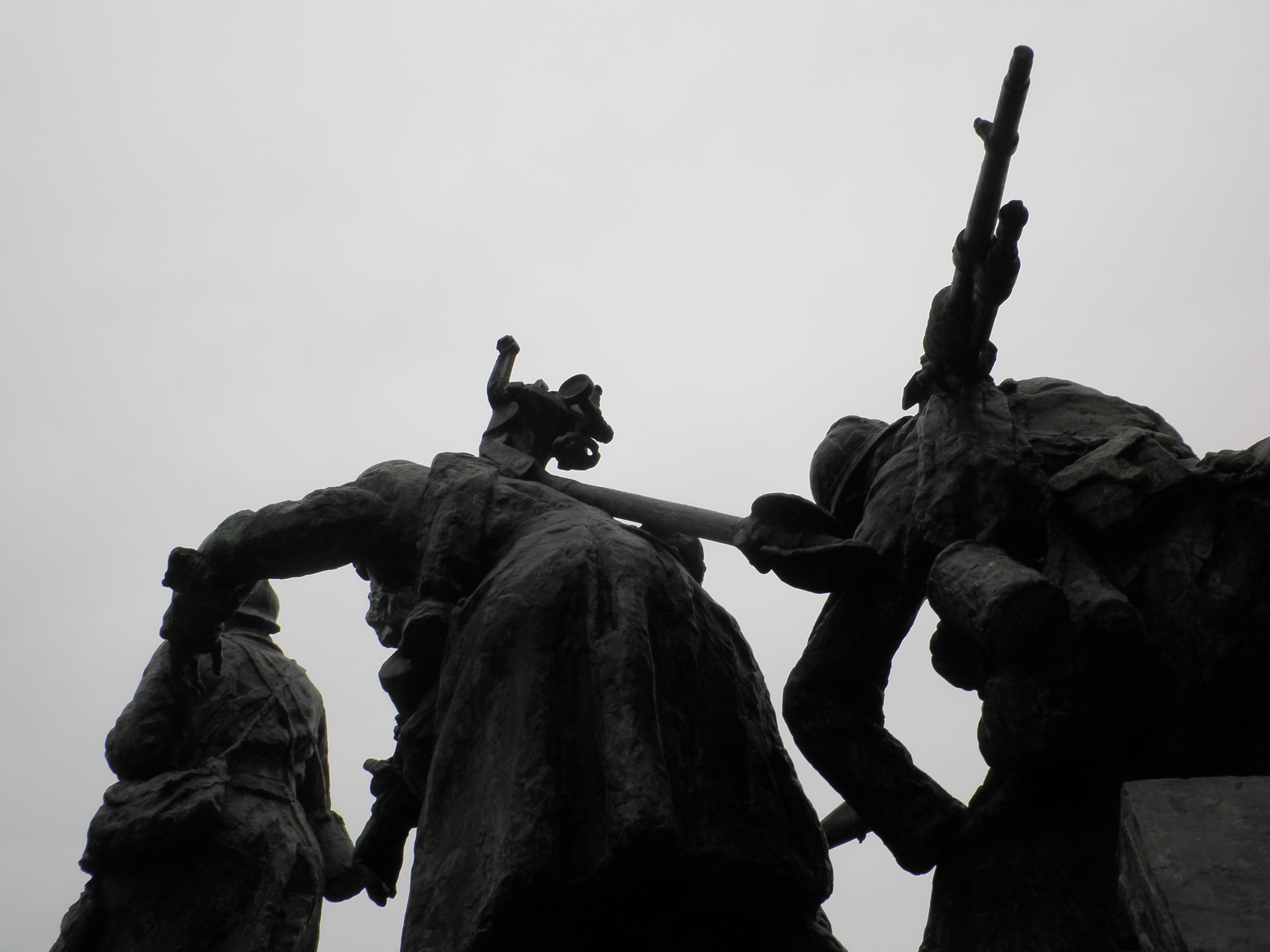
Statue du monument aux morts à Châlons-en-Champagne en janvier 2014.
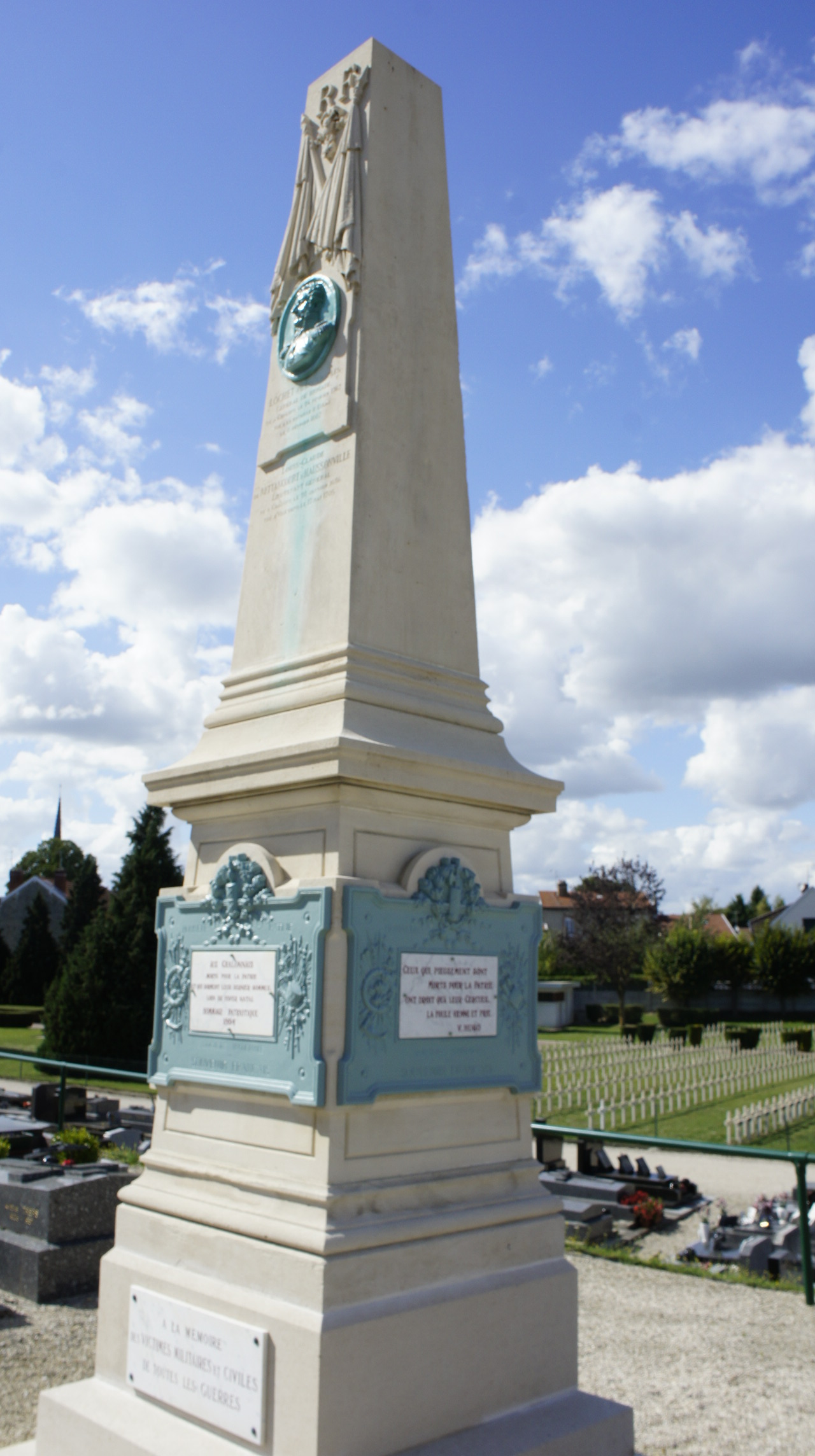
Monument dans le cimetière de l'Est.
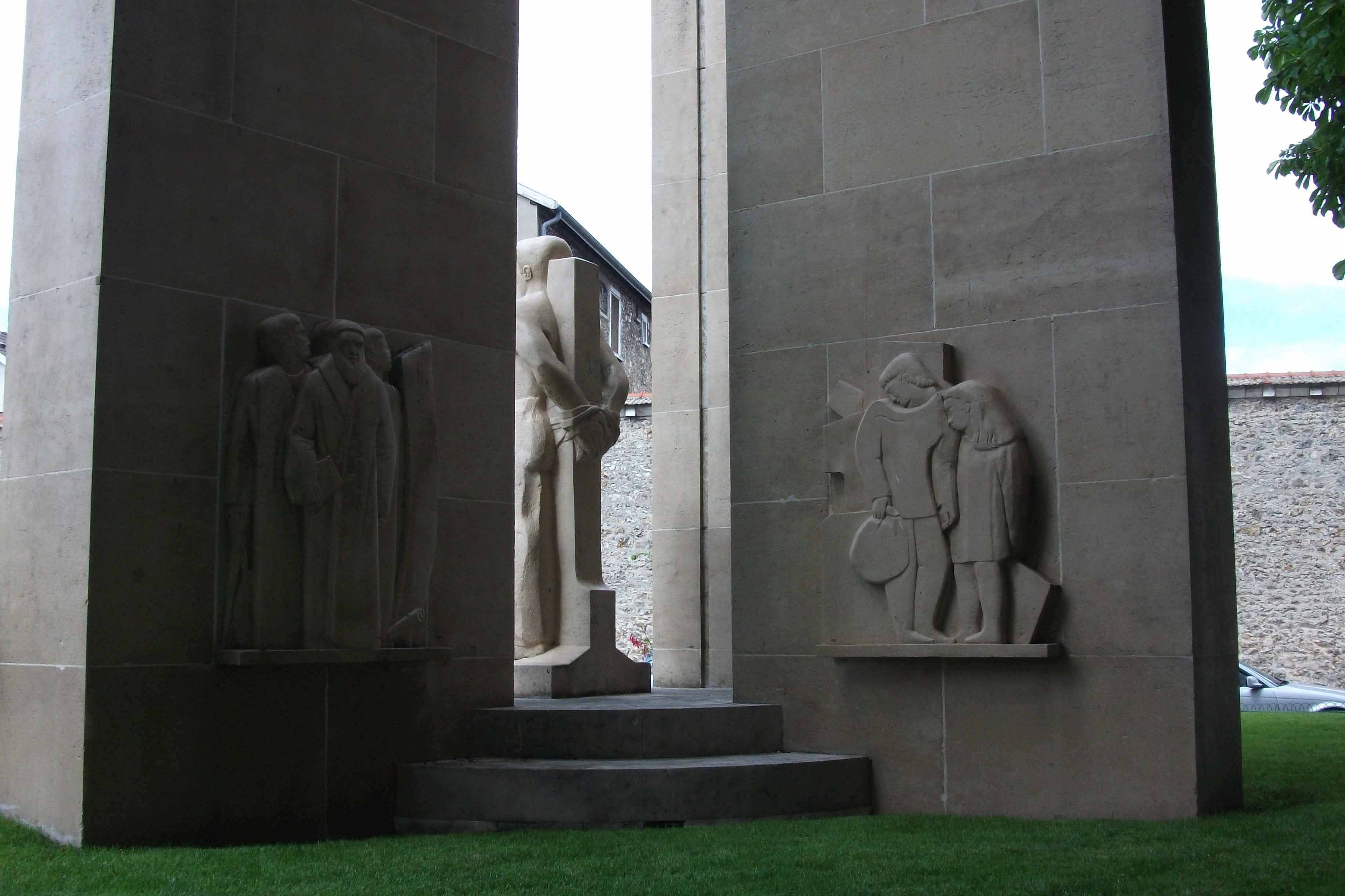
Square du Souvenir-Français.
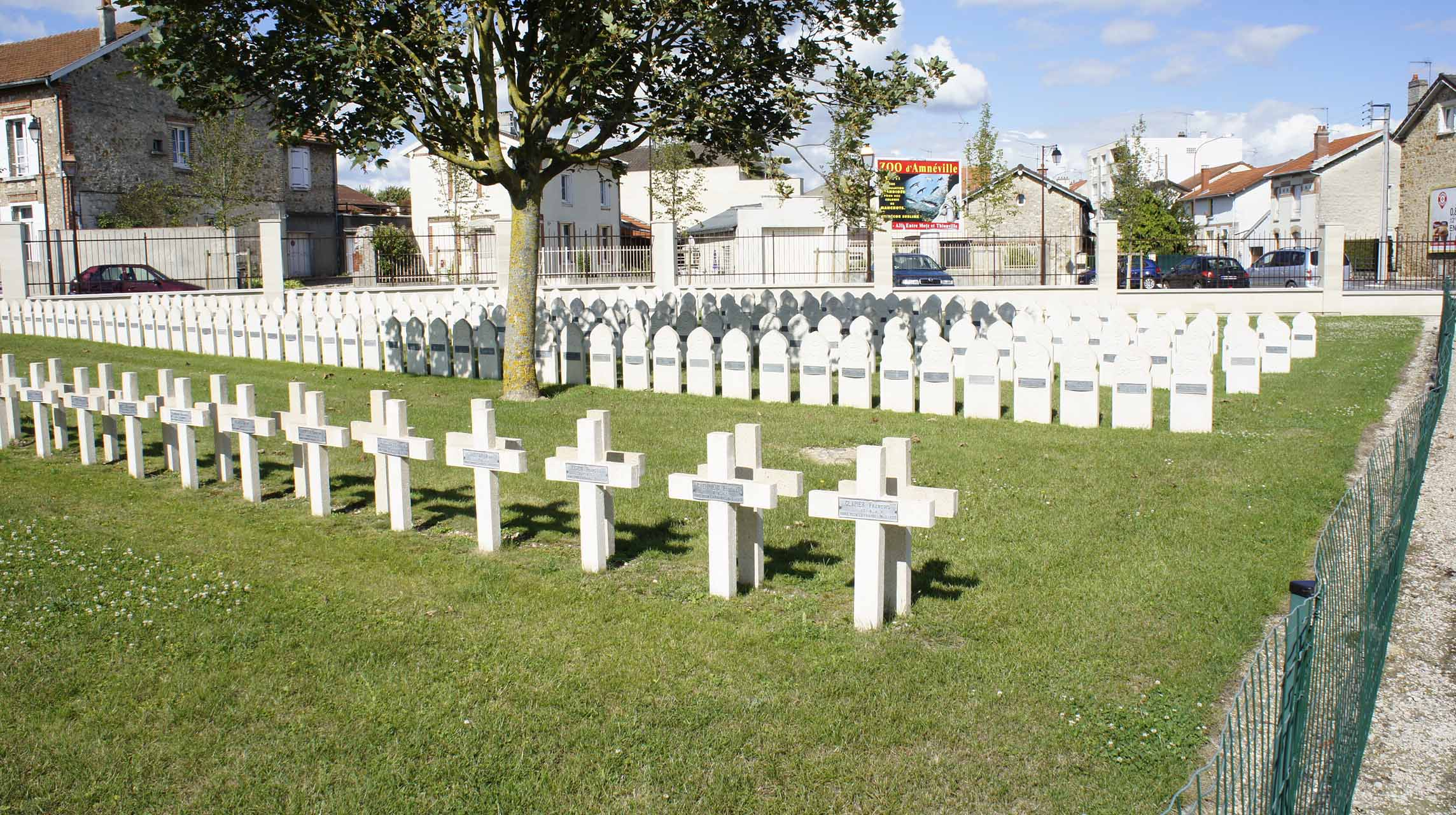
Nécropole nationale.
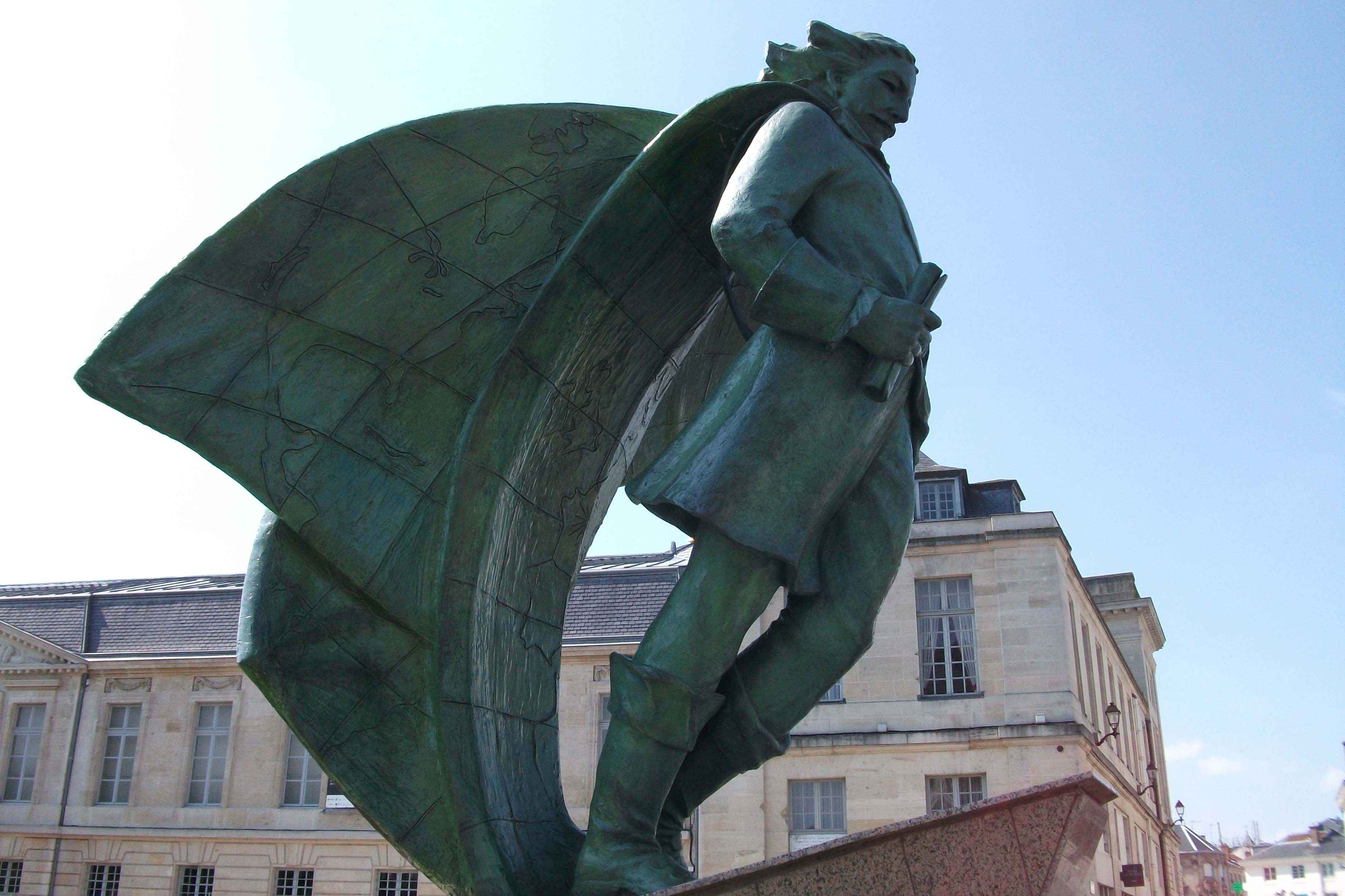
Statue de Jean Talon.
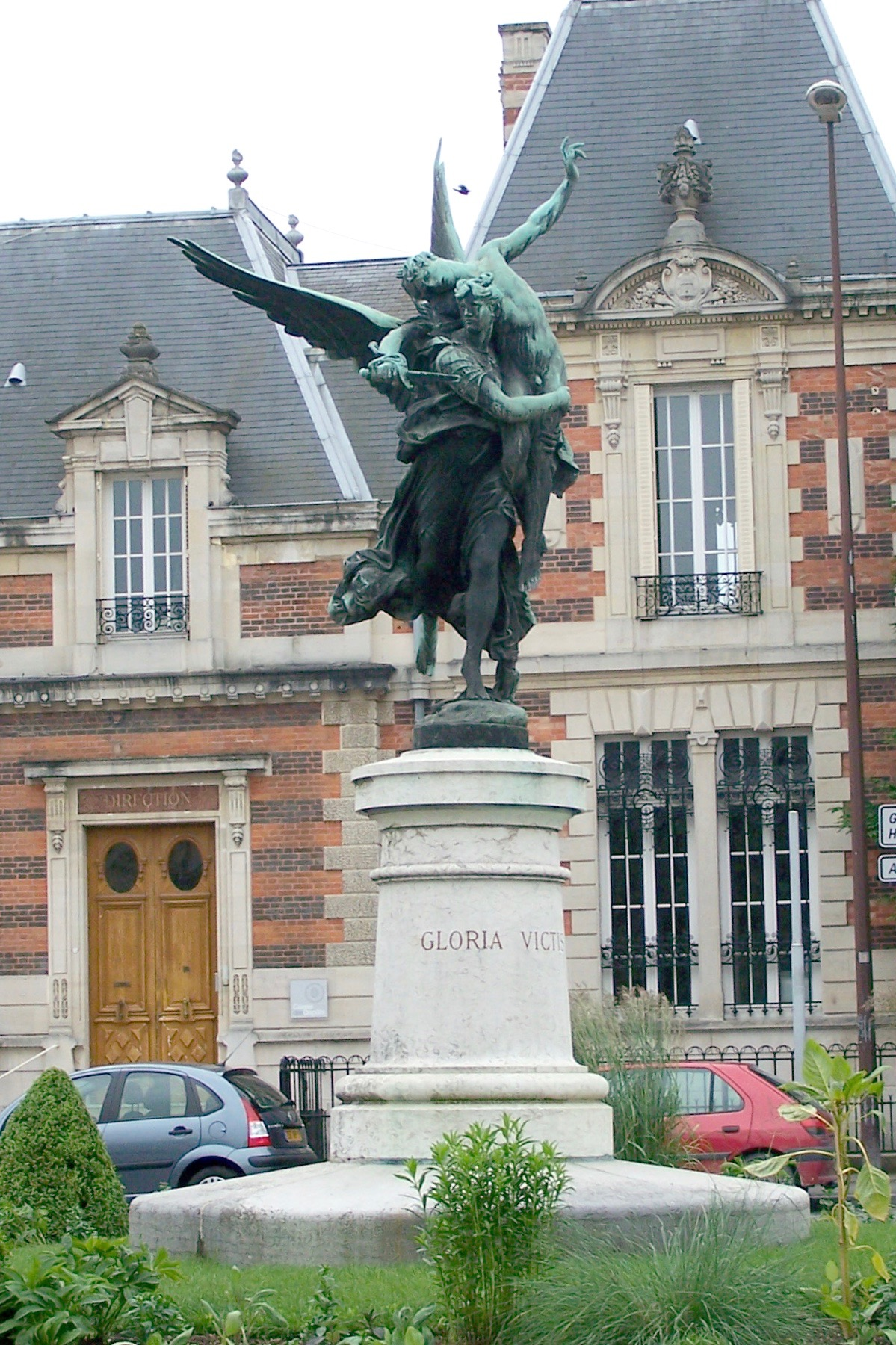
Statue Gloria Victis.
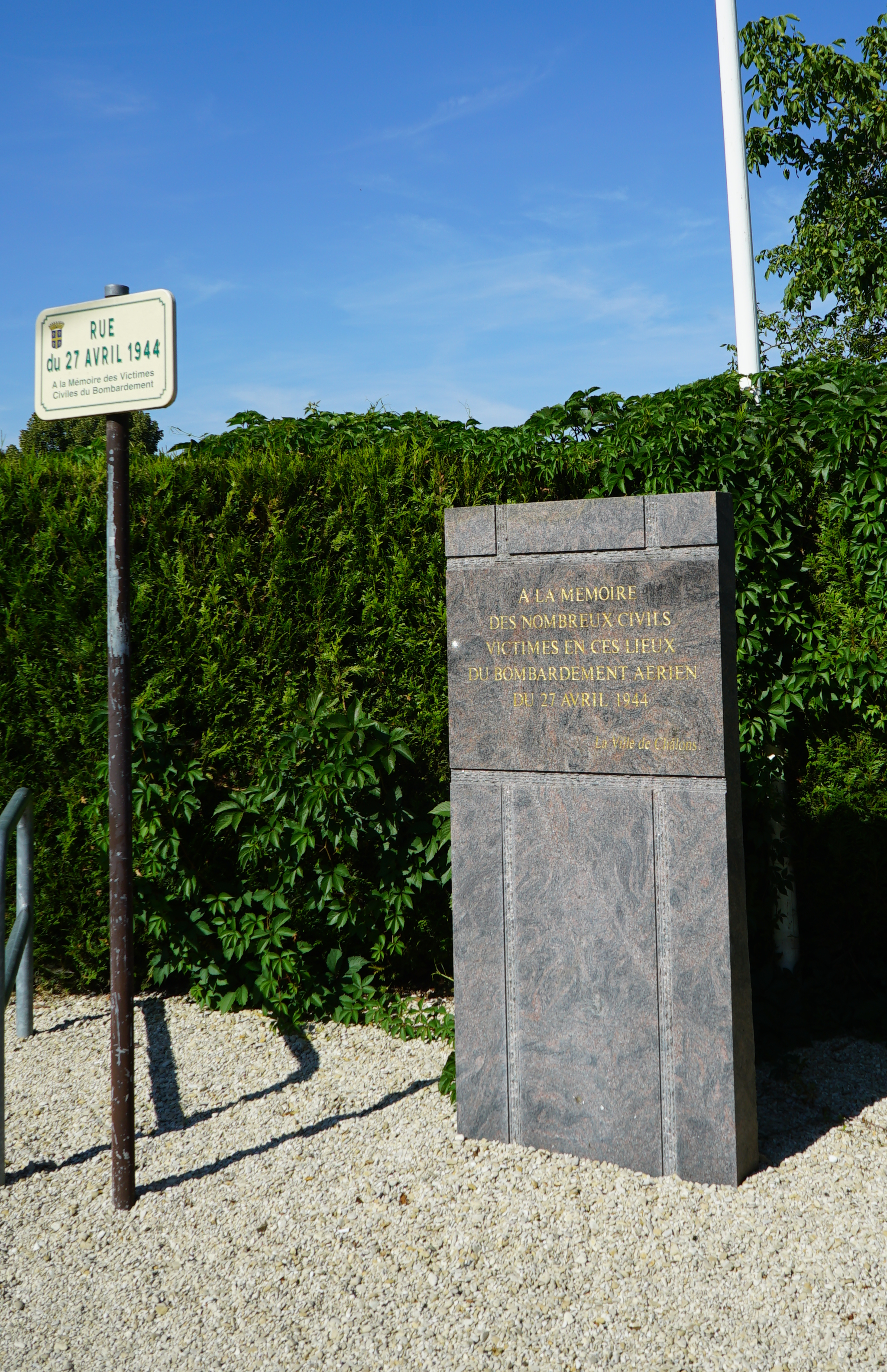
Victimes civiles d'avril 1944.

### Devise et héraldique
| Blason de Châlons-en-Champagne | Blason  | D'azur à la croix d'or cantonnée de quatre fleurs de lys du même. Devise / Cri« Et Decus et Robur » signifie « Gloire et Force ».' |
| Blason de Châlons-en-Champagne | Détails | Le statut officiel du blason reste à déterminer.                                                                                   |

|  | Blasonnement sous le Premier Empire. - D'azur à la croix d'argent, cantonnée en chef, à dextre d'une grappe de raisin, à sénestre d'une faulx en bande, en pointe à dextre d'un soc antique, à senestre d'un melon, le tout d'or soutenu d'une champagne de gueules, chargée du mot FIDES d'or ; au franc quartier des villes de seconde classe. |

### Distinctions
La ville est décorée de la Croix de guerre 1914-1918 le 7 janvier 1920.

### Personnalités liées à la commune
La ville compte nombre de personnalités qui se sont distinguées par leur art ou leur activité civile ou militaire.

### Film tourné à Châlons-en-Champagne
Le téléfilm Travolta et moi de Patricia Mazuy, Léopard de bronze au Locarno Festival 1993, a été tourné à Châlons-sur-Marne. La ville a été choisie parce que sa patinoire était idéale pour le tournage (même si d'importants travaux de restructuration du décor ont été nécessaires, notamment avec la création d'un bar) et aussi parce que la mairie avait, selon la réalisatrice, « une grande envie de cinéma » et qu'elle était prête à aider le film. On retrouve aussi un aperçu de Châlons-en-Champagne (la Porte Sainte-Croix) au début du film Nid de guêpes (film d'action français réalisé par Florent-Emilio Siri, produit en 2001, sorti au cinéma le 6 mars 2002).